# Rennes-le-Château
Pour les articles homonymes, voir Rennes (homonymie).
Rennes-le-Château  est une commune française située dans le sud-ouest du département de l'Aude en région Occitanie.
La commune fait partie du massif des Corbières, un chaos calcaire formant la transition entre le Massif central et les Pyrénées. Exposée à un climat océanique altéré, elle est drainée par la Blanque, le ruisseau de Couleurs, et par divers autres petits cours d'eau.
Commune rurale, elle compte 87 habitants en 2022, après avoir connu un pic de population de 474 habitants en 1851. Ses habitants sont appelés Rennains ou Rennaines.
Son territoire relevait de l'ancien comté carolingien du Razès, dont l'oppidum, dénommé Rhedae, se trouverait à l'emplacement du bourg.
La  commune a été rendue célèbre par l'abbé Bérenger Saunière, un de ses curés, lequel vécut et officia dans la paroisse à la fin du XIXe siècle et au début du XXe siècle et entreprit à ses frais des travaux de rénovation et d'embellissement de l'église et ses abords. Malgré l'absence de preuves historiques, divers auteurs ont émis l'idée qu'il aurait trouvé un trésor en 1885, dont l'origine et la nature exactes sont inconnues. De fait, l'abbé Saunière subit une suspense a divinis à la suite de l'enquête pour trafic de messes engagée contre lui par sa hiérarchie, punition grave pour un prêtre à toute époque. L'abbé a, d'ailleurs, toujours du mal à s'expliquer, refusant de donner à cette hiérarchie des justifications claires et détaillées sur l'origine de sa supposée fortune.
Conséquence d'une telle notoriété, Rennes-le-Château connaît un afflux croissant de touristes depuis la fin des années 1960, la région étant par ailleurs riche en sites historiques et préhistoriques. Le conseil municipal a pris la décision de consacrer à l'abbé Saunière et à sa servante un musée qui est situé au cœur du bourg.
Rennes-le-Château est une commune adhérente de la communauté de communes du Limouxin.

## Géographie

### Situation et description

#### Situation

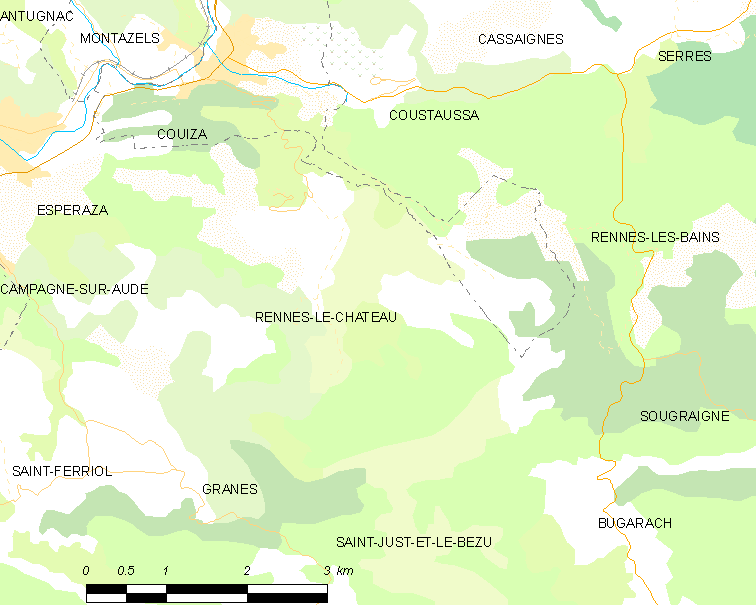
Carte de Rennes-le-Château.

Rennes-le-Château est située dans le Sud de la France, en région Occitanie (selon la dénomination officielle), à 99 km de Toulouse, préfecture de la région, 150 km de Montpellier et 659 km de Paris. Le territoire est également situé au minimum à environ 70 kilomètres, (à vol d'oiseau) de la mer, au niveau du site de Port Leucate plage, au bord du golfe du Lion.
Le territoire communal de Rennes-le-Château se positionne plus précisément dans la partie sud du département de l'Aude, dans l'arrondissement de Limoux, à une distance d'environ 45 kilomètres de la préfecture ce même département, Carcassonne.
Le bourg central domine une courbe de la vallée de l'Aude depuis une colline placée à environ 5 kilomètres au sud et au sud-est. Elle domine également l'agglomération voisine de Couiza qui est la plus importante de ce secteur du département et qui fut son ancien chef-lieu de canton jusqu'en 2015. La ville de Couiza fut l'ancienne ville-siège de la communauté de communes locale entre 2000 et 2016 et celle-ci héberge toujours l'office de tourisme et quelques services intercommunaux dont peuvent bénéficier les habitants de Rennes-le-Château.

#### Description
Le bourg central du village, très resserré, essentiellement composé de maisons assez anciennes, est juché sur un piton rocheux dominant la région naturelle du Razès, la vallée de l'Aude et la vallée de la Sals, affluent de l'Aude. La mairie, située au centre du bourg et non loin de l'église, culmine à 505 mètres d'altitude.
Depuis la terrasse de l'ancien domaine de l'abbé Saunière, situé en bordure nord-ouest du bourg central, le visiteur peut apercevoir, par beau temps, de nombreux sommets enneigés de la chaîne montagneuse des Pyrénées, notamment les monts les plus élevés du parc naturel régional des Pyrénées ariégeoises, tels que le pic de Thoumasset.

#### Le Razès

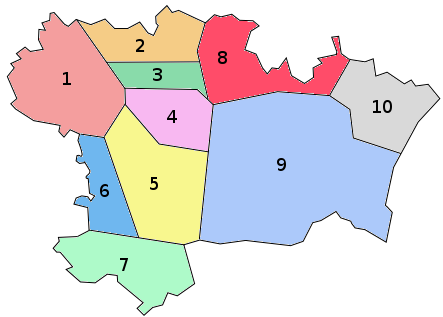
Régions naturelles de l'Aude. Le Razès représente la partie en jaune notée en 5.

Rennes-le-Château est située plus précisément dans la micro-région du Razès qui, elle-même, est entièrement située dans le département de l'Aude et ce village fut, historiquement, la capitale sous le nom de Redae ou Rhedae.
Il s'agit d'une petite région, très ancienne et très rurale, assez peu peuplée et composée de collines plutôt modestes à l'est, et au nord-est, et de massifs plus élevés à l'ouest. Cette région se situe à la rencontre du climat méditerranéen et des climats océaniques et montagneux qui favorisent la cohabitation d'espèces de plantes très différentes.
À l’est de cette micro-région, les vignes du Razès et du Limouxin rencontrent les vignes des Corbières.
La région est bordée par deux cours d'eau : l'Aude et le Sals, un de ses principaux affluents. Elle présente deux stations thermales modestes mais qui eurent, autrefois, une plus grande notoriété : ce sont les stations d'Alet-les-Bains et de Rennes-les-Bains, commune limitrophe de Rennes-le-Château.

#### Le canton de Couiza (avant 2015) et le canton de Quillan (après 2015)

A compter de 2015, le nouveau canton de Quillan représente la partie en turquoise notée en 14.

La commune de Rennes-le-Château a fait partie, durant plus de deux siècles (1805 - 2015), du territoire du canton de Couiza avec, notamment, les communes voisines de Rennes-les-Bains, Bugarach, Coustaussa, Sougraigne et Espéraza. Cependant, à la suite d'un nouveau découpage territorial du département de l'Aude, entré en vigueur en mars 2015 et défini par le décret du 21 février 2014, en application des lois du 17 mai 2013 (loi organique 2013-402 et loi 2013-403), ce canton a disparu et son ancien territoire s'est fusionné avec certains autres cantons du département pour former un nouveau canton.
Depuis les élections départementales françaises de 2015 qui lancèrent donc la mise en place de ces nouveaux cantons, représentés par des élus constitués en binômes mixtes, la commune s'inscrit dans le nouveau canton de Quillan qui englobe toute la partie sud du département de l'Aude, dont les anciens cantons de Couiza, d'Axat, et de Quillan et une partie du canton de Chalabre.

### Communes limitrophes
Les communes limitrophes sont Bugarach, Couiza, Espéraza, Granès, Rennes-les-Bains, Saint-Just-et-le-Bézu et Sougraigne.
| Espéraza          | Couiza                | Couiza                |
| Espéraza / Granès | Rennes-le-Château     | Rennes-les-Bains      |
| Granès            | Saint-Just-et-le-Bézu | Sougraigne / Bugarach |

### Géologie et relief

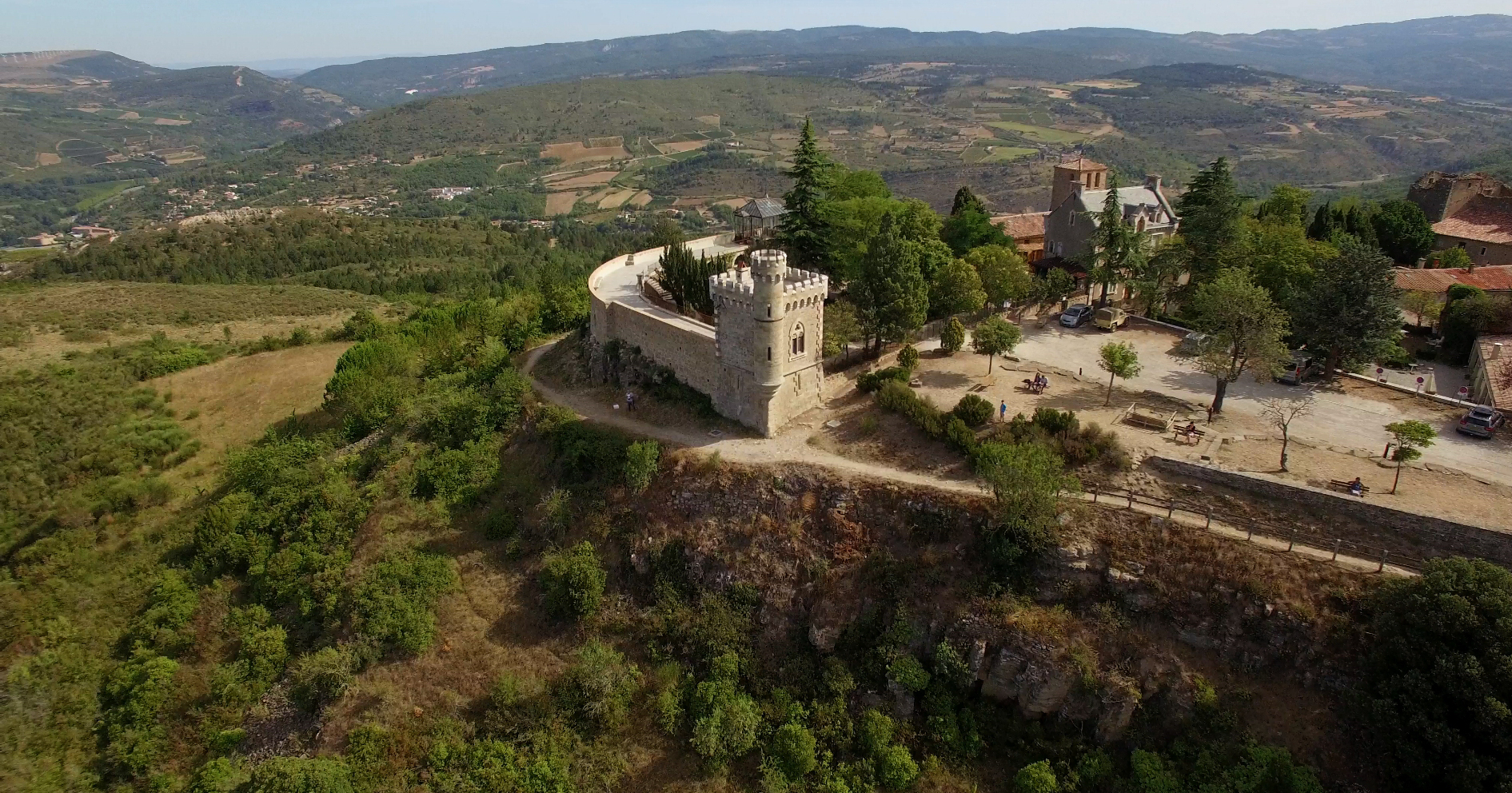
Vue aérienne du domaine de l'abbé Saunière.

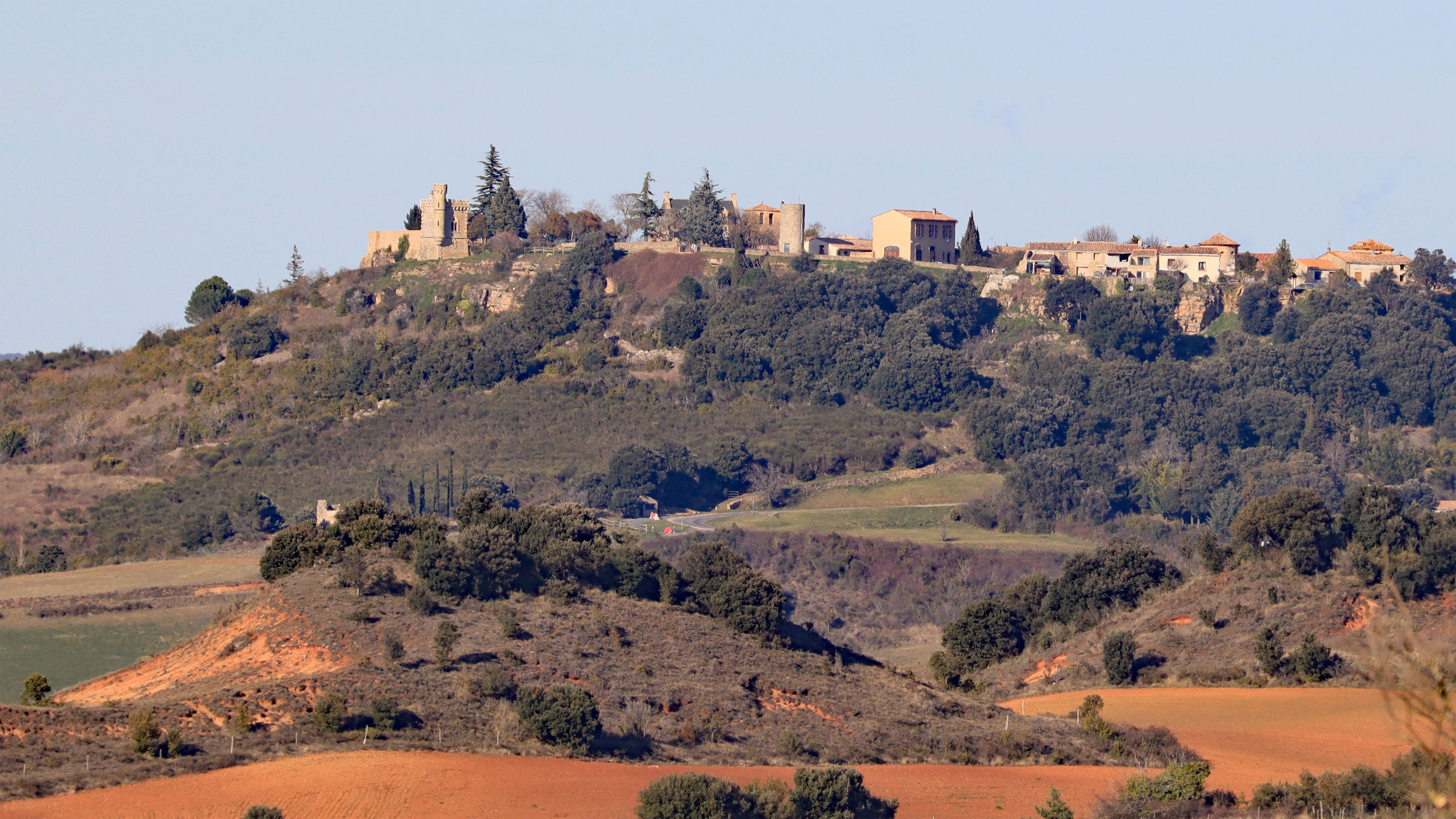
Le village vu du sud

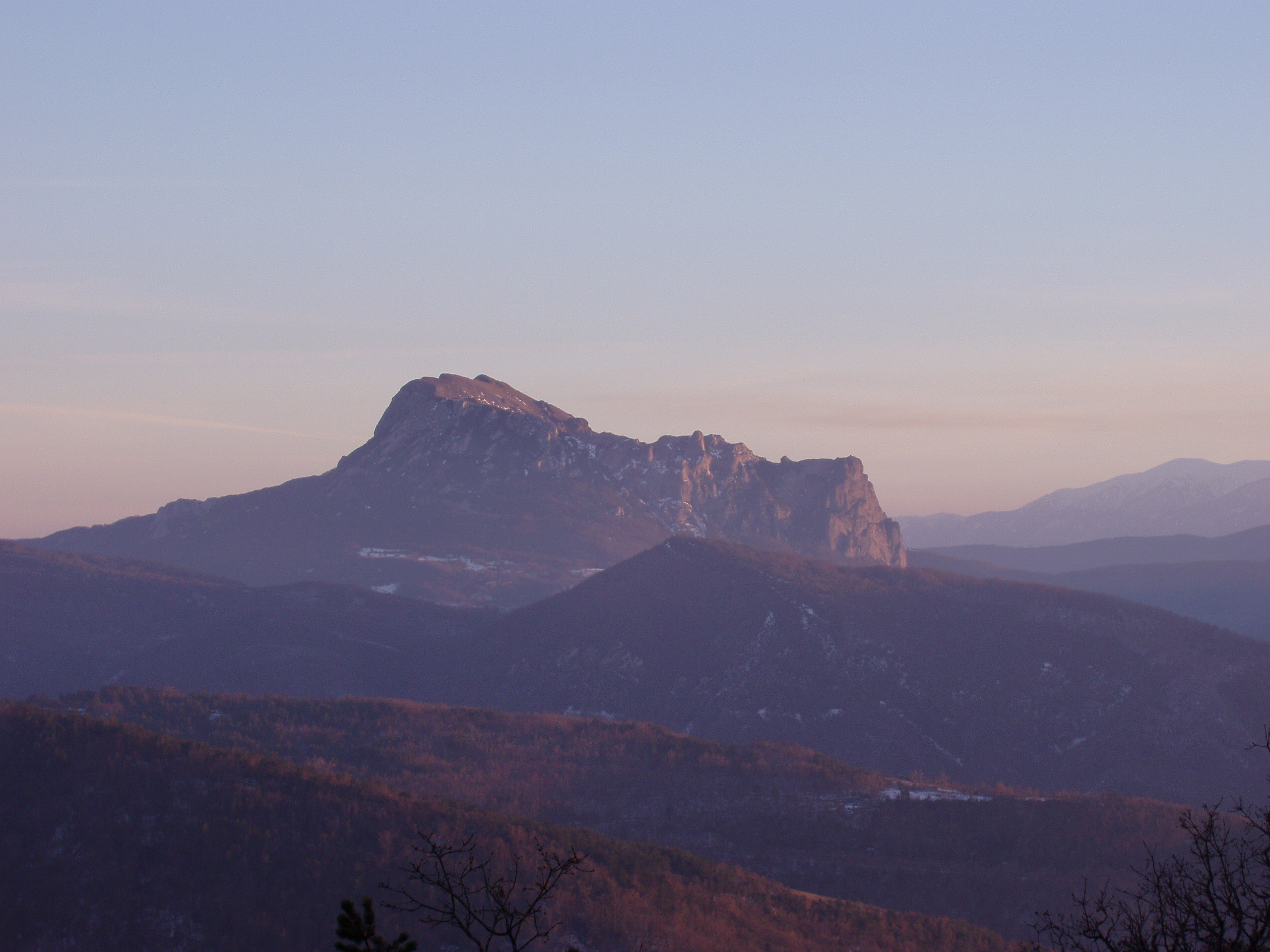
Le Pech de Bugarach

Le plateau, qui compose et entoure le territoire communal (le bourg principal étant situé dans sa partie septentrionale), est constitué de dépôts calcaires et marneux issus des mers du Crétacé disposés en couches intercalées. Des roches massives constituent quelques  puechs (hauteurs ou petits monts en langue occitane) s'élevant sur le rebord ouest, à la limite avec le territoire de Rennes-les-Bains et de Bugarach. Les cours d'eau environnants y creusent de profonds ravins qui mettent au jour des nappes horizontales de roches calcaires massives qui dessinent d'impressionnantes falaises blanches.
Sur ce plateau, le relief reste donc globalement aplani, présentant ainsi un paysage de causse avec des pentes arides et des plaines marneuses cultivables avec quelques ravins. Des champs labourés et des vignes occupent ces poches agricoles encadrées de pentes couvertes de garrigues ou de bois de chênes verts et pubescents. Les différentes parties de ce plateau morcelé forment ainsi des étendues planes couvertes d'une mosaïque de champs labourés qui accentuent le détachement des crêtes rocheuses sur les bords des différents ravins.
Le massif des Corbières, dans lequel s'établit l'ensemble du territoire de Rennes-le-Château, est un massif montagneux apparu il y a, environ, 65 millions d'années, durant le tertiaire, lors du rapprochement de la plaque ibérique sur le continent européen. Ce massif est situé dans la zone sous-pyrénéenne qui forme une transition entre le Massif central (la Montagne noire) située au nord des Corbières, et le massif des Pyrénées, situé plus au sud.
Cette région est géologiquement caractérisée par un morceau de socle primaire constitué de calcaire et de schistes, notamment du plateau de Mouthoumet et d'un pli pyrénéen, le pic de Bugarach, situé à quelques kilomètres au sud-est de Rennes-le-Château.

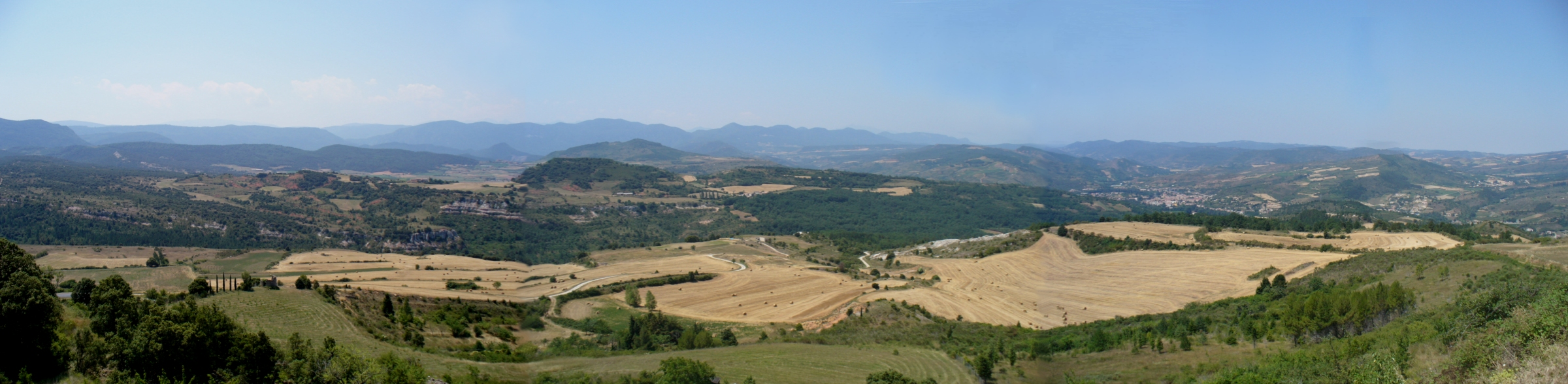
Panorama sur la région historique du Razès depuis le bourg central de Rennes-le-Château en direction de l'ouest (panorama pris depuis la tour Magdala, située dans le domaine historique de l'abbé Saunière, transformée en musée par le conseil municipal).

### Hydrographie
Le territoire de la commune n'abrite qu'une seule rivière notable, en limite avec le territoire de la commune de Sougraigne :
- La Blanque :

ce cours d'eau, long de 14,7 km est un affluent gauche de la Sals, donc un sous-affluent de l'Aude.
En outre, le territoire de la commune est sillonné par quelques ruisseaux, au débits très irréguliers selon les saisons, dont notamment :
- le ruisseau de Couleurs, le plus important par son débit (station de pompage) ;
- le ruisseau des Coumeilles ;
- le ruisseau de Fagoustre ;
- le ruisseau des Gascous (ou des Boudous) d'une longueur de 2,8 km[14] ;
- le ruisseau de la Valdieu d'une longueur de 1,6 km[15].

Tous ces ruisseaux appartiennent au bassin versant de l'Aude, fleuve côtier français qui se jette dans le golfe du Lion (mer Méditerranée), près de Narbonne, ainsi que celui de la Sals, petite rivière et affluent de ce même fleuve.

### Climat
Pour des articles plus généraux, voir Climat de l'Occitanie et Climat de l'Aude.
En 2010, le climat de la commune est de type climat océanique altéré, selon une étude s'appuyant sur une série de données couvrant la période 1971-2000. En 2020, Météo-France publie une typologie des climats de la France métropolitaine dans laquelle la commune est exposée à un climat de montagne ou de marges de montagne et est dans la région climatique Pyrénées orientales, caractérisée par une faible pluviométrie, un très bon ensoleillement (2 600 h/an), un air sec, particulièrement en hiver et peu de brouillards.
Pour la période 1971-2000, la température annuelle moyenne est de 12,4 °C, avec une amplitude thermique annuelle de 15,4 °C. Le cumul annuel moyen de précipitations est de 802 mm, avec 10,6 jours de précipitations en janvier et 5,4 jours en juillet. Pour la période 1991-2020, la température moyenne annuelle observée sur la station météorologique la plus proche, située sur la commune de Granès à 4 km à vol d'oiseau, est de 13,5 °C et le cumul annuel moyen de précipitations est de 724,6 mm,. Pour l'avenir, les paramètres climatiques de la commune estimés pour 2050 selon différents scénarios d'émission de gaz à effet de serre sont consultables sur un site dédié publié par Météo-France en novembre 2022.

#### Saisons
Dans la région de Carcassonne, les précipitations sont plus fortes en automne (au mois d'octobre) et au printemps (au mois d'avril). Les rares pluies d'été surviennent sous forme d'orages autant violents que soudains qui se transforment quelquefois en orages de grêle, ceux-ci pouvant quelquefois être fatals aux vignes. En hiver, la neige est occasionnelle.

##### Tableau comparatif des durées d'ensoleillement entre Carcassonne (Aude) et les autres villes françaises
| Ville             | Ensoleillement | Pluie     | Neige   | Orage   | Brouillard |
| ----------------- | -------------- | --------- | ------- | ------- | ---------- |
| Paris             | 1 797 h/an     | 642 mm/an | 15 j/an | 19 j/an | 13 j/an    |
| Nice              | 2 694 h/an     | 767 mm/an | 1 j/an  | 31 j/an | 1 j/an     |
| Strasbourg        | 1 637 h/an     | 610 mm/an | 30 j/an | 29 j/an | 65 j/an    |
| Carcassonne       | 2 190 h/an     | 695 mm/an | 7 j/an  | 19 j/an | 14 j/an    |
| Moyenne nationale | 1 973 h/an     | 770 mm/an | 14 j/an | 22 j/an | 40 j/an    |

##### Tableaux des températures enregistrées en 2013, 2014 et 2015 à Rennes-le-Château
- 2013

| Mois                              | jan. | fév. | mars | avril | mai  | juin | jui. | août | sep. | oct. | nov. | déc. |
| --------------------------------- | ---- | ---- | ---- | ----- | ---- | ---- | ---- | ---- | ---- | ---- | ---- | ---- |
| Température minimale moyenne (°C) | 2,5  | 2    | 6,9  | 7,1   | 9,2  | 13,1 | 17,7 | 16,9 | 14,9 | 12,9 | 6    | 3,1  |
| Température maximale moyenne (°C) | 8,6  | 9,1  | 14,8 | 16,1  | 18,3 | 22,6 | 31,1 | 28,7 | 24,4 | 21   | 11,3 | 10,9 |

- 2014

| Mois                              | jan. | fév. | mars | avril | mai  | juin | jui. | août | sep. | oct. | nov. | déc. |
| --------------------------------- | ---- | ---- | ---- | ----- | ---- | ---- | ---- | ---- | ---- | ---- | ---- | ---- |
| Température minimale moyenne (°C) | 6    | 4,5  | 5,2  | 9,2   | 10,4 | 15,8 | 16,3 | 15,9 | 14,6 | 12,8 | 9,2  | 4,4  |
| Température maximale moyenne (°C) | 11,7 | 12,3 | 15,4 | 19,4  | 20,1 | 27,3 | 26,5 | 26,3 | 26,6 | 23,1 | 16,9 | 8,1  |

- 2015

| Mois                              | jan. | fév. | mars | avril | mai  | juin | jui. | août | sep. | oct. | nov. | déc. |
| --------------------------------- | ---- | ---- | ---- | ----- | ---- | ---- | ---- | ---- | ---- | ---- | ---- | ---- |
| Température minimale moyenne (°C) | 2,8  | 2,2  | 7,1  | 8,7   | 12,3 | 16,3 | 18,9 | 17   | 12,9 | 10   | 8,4  | 7,6  |
| Température maximale moyenne (°C) | 10   | 9,4  | 14,9 | 19,6  | 22,1 | 28,7 | 30,7 | 27,8 | 23,9 | 19,7 | 16,6 | 14,6 |

### Voies de communication et transports

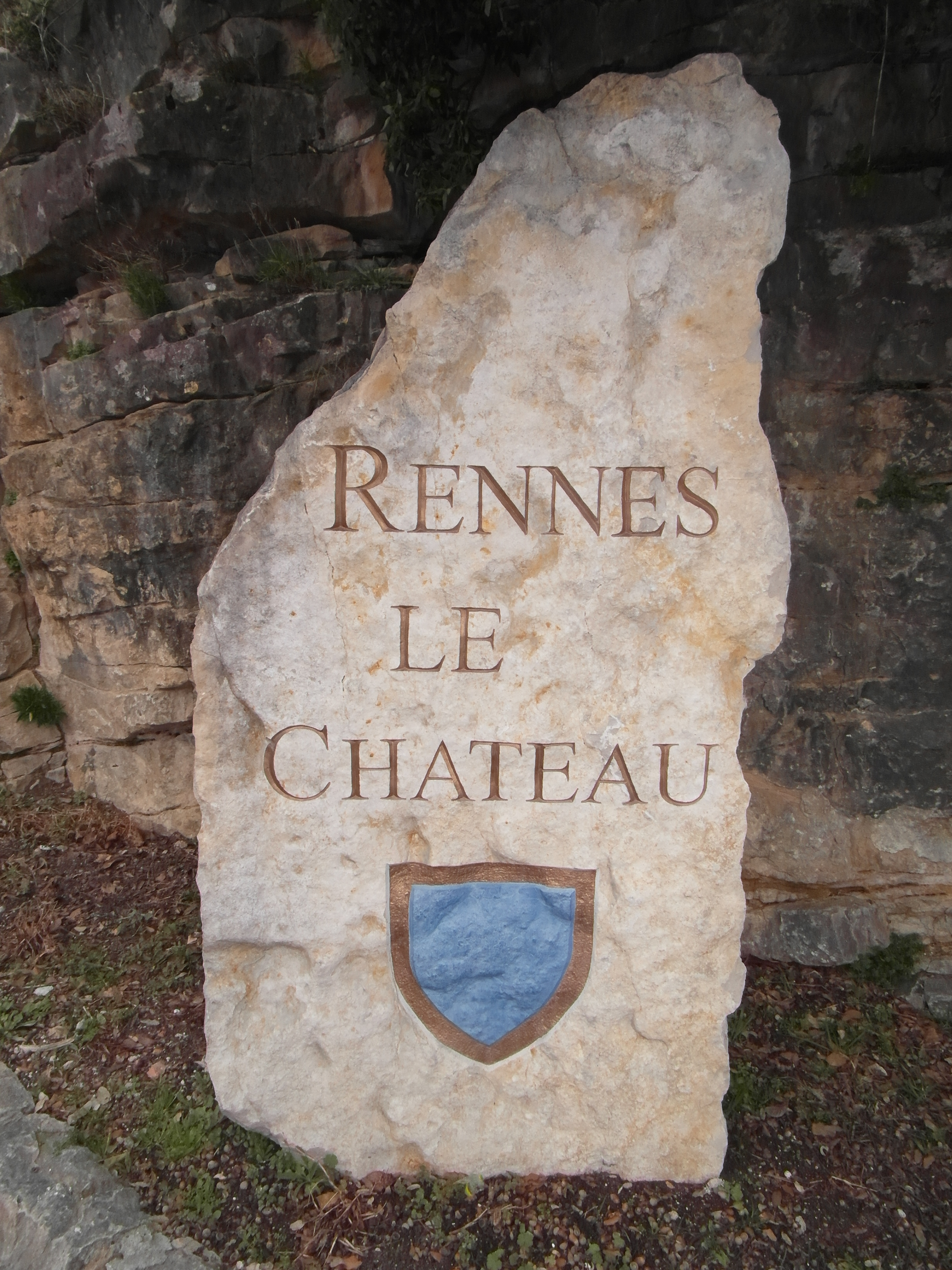
Stèle située à l'entrée de Rennes-le-Château.

#### Le réseau routier
Le territoire de la commune de Rennes-le-Château est relié à la commune de Couiza, siège de l'ancienne communauté de communes du Pays de Couiza par la route départementale 52 (RD 52).
Une route vicinale relie directement le bourg de Rennes-le-Château avec ses différents hameaux et les villages de Rennes-les-Bains, Sougraigne et Bugarach. Cette route, très étroite, rejoint la route départementale 14 (RD 14) non loin du hameau de la Vialasse (commune de Bugarach).

#### Modes de transport

##### Le transport ferroviaire
La gare ferroviaire la plus proche est la gare de Couiza - Montazels, située sur la ligne de Carcassonne à Rivesaltes et sur le territoire de la commune de Montazels, à proximité de Couiza, dans le département de l'Aude en région Languedoc-Roussillon. Cette gare se situe à 6 km de Rennes-le-Château.

##### Le transport routier
En 2020, aucune ligne d'autocar ou d'autobus régulière ne dessert le bourg de Rennes-le-Château et l'ensemble de ses hameaux. Le taxi reste donc le seul moyen de transport de passagers, à l'exception des véhicules personnels, pour parvenir à Rennes-le-Château depuis Couiza et les autres communes de la région.

## Urbanisme

### Typologie
Au 1er janvier 2024, Rennes-le-Château est catégorisée commune rurale à habitat très dispersé, selon la nouvelle grille communale de densité à 7 niveaux définie par l'Insee en 2022.
Elle est située hors unité urbaine et hors attraction des villes,.

### Occupation des sols

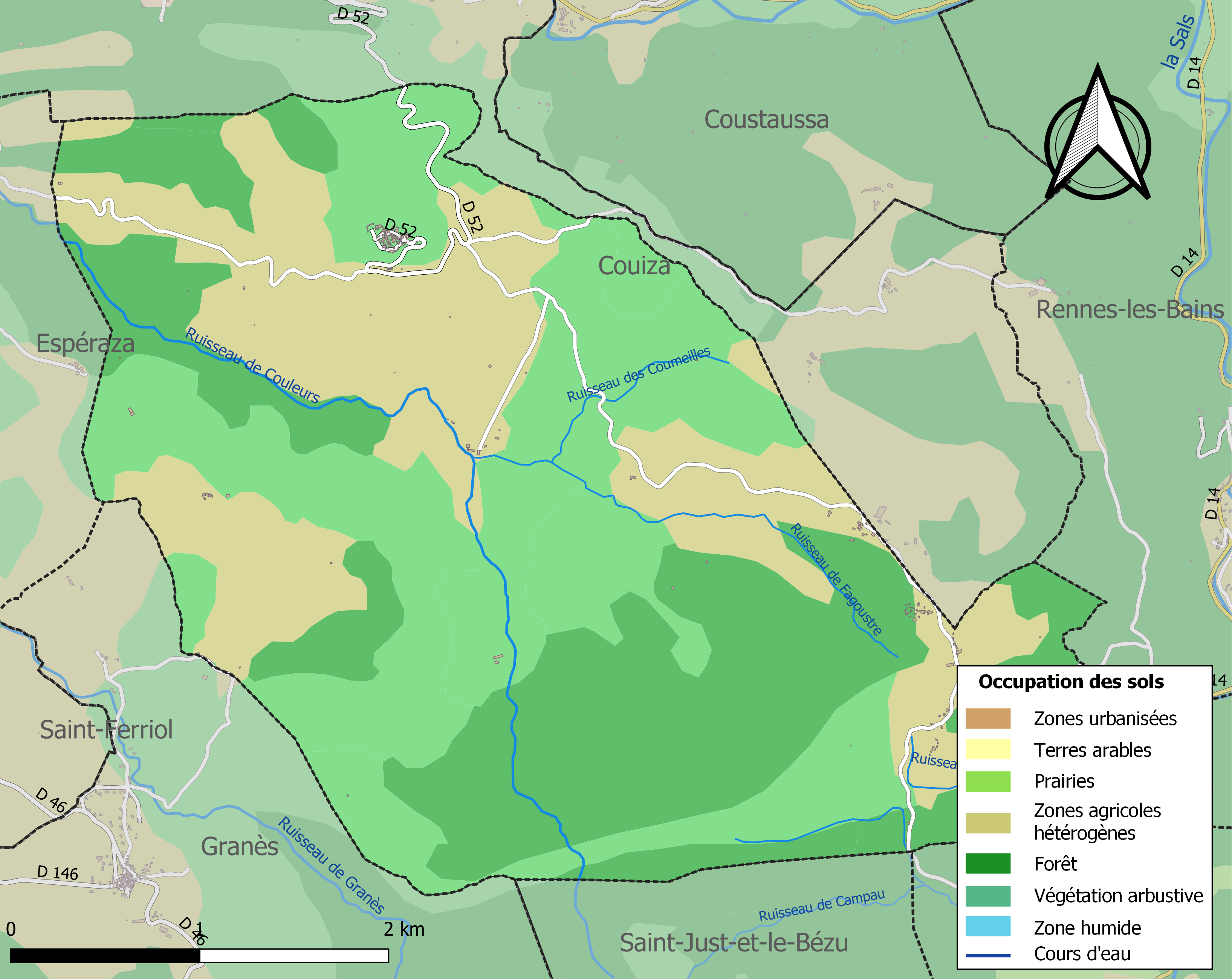
Carte des infrastructures et de l'occupation des sols de la commune en 2018 (CLC).

L'occupation des sols de la commune, telle qu'elle ressort de la base de données européenne d’occupation biophysique des sols Corine Land Cover (CLC), est marquée par l'importance des forêts et milieux semi-naturels (71,9 % en 2018), en augmentation par rapport à 1990 (68,5 %). La répartition détaillée en 2018 est la suivante : 
milieux à végétation arbustive et/ou herbacée (36,3 %), forêts (35,6 %), zones agricoles hétérogènes (28,1 %).
L'IGN met par ailleurs à disposition un outil en ligne permettant de comparer l’évolution dans le temps de l’occupation des sols de la commune (ou de territoires à des échelles différentes). Plusieurs époques sont accessibles sous forme de cartes ou photos aériennes : la carte de Cassini (XVIIIe siècle), la carte d'état-major (1820-1866) et la période actuelle (1950 à aujourd'hui).

### Morphologie urbaine
Le territoire de la commune se compose d'un bourg central situé sur une éminence, ce qui lui permet de dominer les environs et de plusieurs lieux-dits qui l'entourent.

### Hameaux et écarts et lieux-dits de la commune
Voici, ci-dessous, la liste la plus complète possible des divers hameaux, quartiers et lieux-dits résidentiels urbains comme ruraux, ainsi que les écarts qui composent le territoire de la commune de Rennes-le-Château, présentés selon les références toponymiques fournies par le site Géoportail de l'Institut géographique national :
- les Labadous
- la Maurine
- Jeandoux
- Coumé Sourde
- la Valdieu
- les Boudous (ruines)
- la Carla
- la Maurine
- Soubirous
- Les Labadoux
- la Valdieu
- Coume Sourdou
- les Estous
- Borde d'En salva (ruines)
- Borde du Loup
- Prats del Judge
- les lagastous
- le Causse
- les Bals
- le Linas
- le Carla
- Jendous

### Risques naturels

#### Risque sismique
Le territoire de Rennes-le-château est situé en zone de sismicité No 4 (sur une échelle de 5), à l'instar de la plupart des autres communes du Razès et des Corbières.
| Type de zone | Niveau            | Définitions (bâtiment à risque normal) |
| ------------ | ----------------- | -------------------------------------- |
| Zone 3       | Sismicité modérée | accélération =0,66 m/s2                |

## Toponymie
Le nom de la localité, ainsi que celui de Rennes-les-Bains, est attesté sous les formes Redae en 1002, ; Redez en 1067 ; Redes en 1070 ; Rezae en 1258 ; Rennas (sans date) ; Rehennes du XVe au XVIe siècle ; alias de Redis, Rénes en 1647,.
Le linguiste Charles Rostaing suggère sans grande conviction une étymologie pré-celtique pour Rennes qui reposerait sur un thème pré-celtique red- à valeur obscure. Pour expliquer le passage de Reda- à Rennes, qui pose problème, il évoque l'ajout hypothétique d'un suffixe atone -ena.
Le toponymiste Ernest Nègre suppose que Reda, au pluriel dans la forme la plus ancienne, représente le gaulois reda « voiture à quatre roue », véhicule emprunté aux Gaulois par les Romains. Cependant pour expliquer le passage de Reda- / Reza- à Rennes, il reprend l'idée d'un suffixe -ena suivi de la désinence -s du datif locatif, à savoir -enas, élément qu'il considère en revanche comme celtique ou roman, d'où une forme globale hypothétique *Red-enas > *Reznas, *Rennos, qui aurait abouti à Rennes.
Le premier élément Red- s'explique peut-être par le gaulois redo-, qui selon Xavier Delamarre, repose sur un thème celtique *red- que l'on retrouve dans l'irlandais riad et signifiant « aller à cheval », et par extension « aller en char ».
L'historien Raymond Lizop fait remonter le pagus carolingien du Razès à une tribu gauloise tributaire des Volques Tectosages, les Redae ou Redonae, dont il trouve la trace dans la toponymie celtique marquée du Razès, à la différence des régions environnantes. Cependant, il cite ces formes sans astérisque, alors qu'elle devrait l'être puisqu'elles ne sont pas attestées pour ce peuple, à savoir *Redae, *Redonae. Redones n'a pas pu aboutir à Rennes dans la langue vernaculaire de la région qui est l'occitan, contrairement à ce qu'on observe en langue d'oïl dans Rennes (Ille-et-Vilaine, Redonas vers 400). En effet, dans un proparoxyton comme Redones, la syllabe pénultième tombe en langue d'oïl, mais pas en langue d'oc, sauf si la désinence est -as selon lui. « Ainsi Redonas et non pas Redones a pu donner Rennos. ». Cette opinion n'est pas partagée par les précédents qui proposent *Redena(s) (> *Reznas) et non pas *Redonas.
Le déterminant complémentaire le-Château s'explique par la présence d'un ouvrage défensif attesté dès le XIe siècle.

## Histoire

### Tableau chronologique
Tableau chronologique des événements de Rennes-le-Château de 750 à 2000
 Quelques dates de l'histoire de la France -  Histoire de Rennes-le-Château et du Razès

### La Préhistoire
Les origines de Rennes-le-Château ne sont pas précisément connues, mais elles alimentent, en raison du contexte historique propre au village et de sa région, de nombreuses hypothèses et des spéculations pour le moins hasardeuses, à commencer par celles formulées par l'érudit couizanais, Louis Fédié, auteur d'une Histoire du Razès publié à la fin du XIXe siècle, dont les nombreuses élucubrations fantaisistes ont malheureusement été, depuis, largement diffusées et amplifiées par toutes sortes d'individus qui peuvent être, soit des illuminés, soit des affabulateurs, soit des personnes intéressées, la plupart avançant des thèses historiques ou mystiques non sourcées, et généralement attirés par la forte médiatisation et la fascination exercée par le « Mystère de Rennes-le-Château »,.
L'absence de véritable programme d'étude archéologique sérieux sur le site même de Rennes empêche de formuler la moindre conclusion. Il ne fait toutefois aucun doute que le plateau occupé par le village a fait l'objet d'une occupation importante à la fin du Néolithique, ainsi que le démontre la découverte de plusieurs stations chasséennes (4 200-3 500 av. J.-C.).

### L'Antiquité

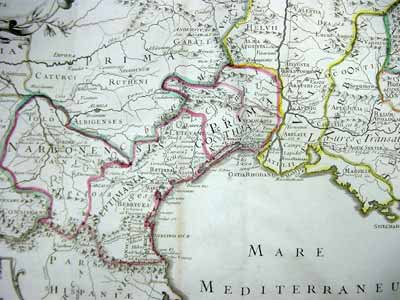
Carte de l'implantation des Volques Tectosages.

Tout porte à croire que la fondation de l'oppidum de Rennes-le-Château remonterait au début de l'âge du fer (VIIIe-VIIe siècle av. J.-C.). Il est possible que la tribu celte des Volques Tectosages, dont le foyer se situe dans le Toulousain soit à l'origine de sa fondation, lui donnant alors le nom de « Rhedae » en y créant la nouvelle capitale politique de leur territoire qui devait devenir le « pagus Redensis » ou Pays de Razès. Plusieurs facteurs ont vraisemblablement déterminé l'implantation d'une agglomération protohistorique sur ce site, à commencer par son emplacement géographique remarquable contrôlant l'important carrefour naturel formé par la confluence de l'Aude et de la Sals, sa position de belvédère offrant un panorama découvert sur 360° et la présence d'importants gisements métallifères (cuivre et fer) dans les proches environs (Cardou, Blanchefort) et, sans doute aussi, par l'exploitation des sources salées de la Sals. Comme la plupart des oppida, le site a également été choisi en raison de critères topographiques : hauteur sommitale relativement plane pourvue de défenses naturelles.

### Le Moyen Âge
Le haut Moyen Âge

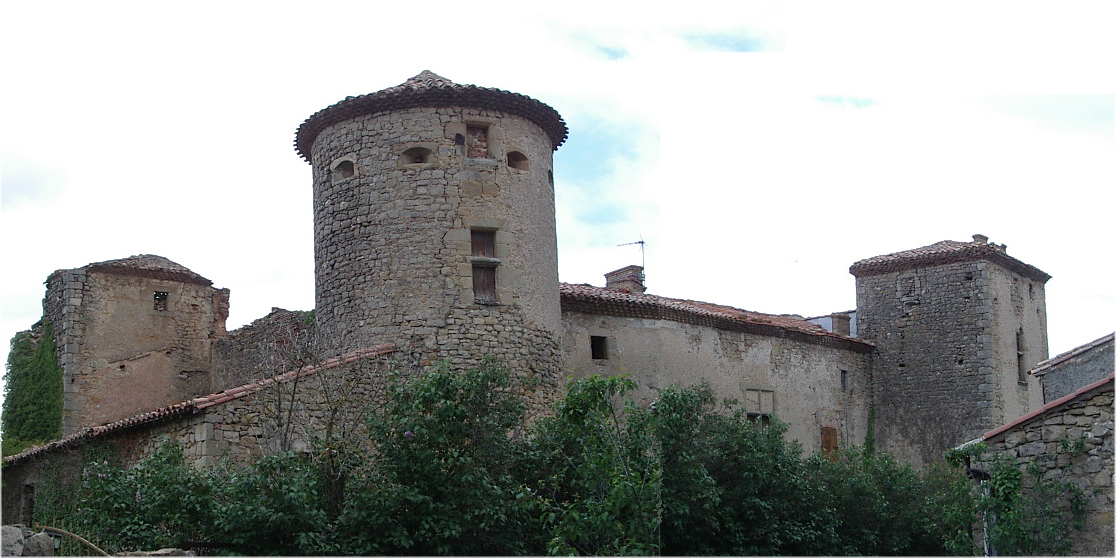
Le château de Rennes-le-Château, situé dans le bourg.

Le rôle politique de la cité de Rhedae à l'époque de Charlemagne est attesté par un poème de l’évêque d’Orléans Théodulf, issu d'une famille de l'aristocratie gothique. En 798, ce dernier fut envoyé en Septimanie par Charlemagne comme missus dominicus avec Leidrade, futur archevêque de Lyon, cite ce bourg parmi les chefs-lieux des pagi audois. Rennes n'était toutefois qu'un modeste bourg dont l'importance relevait essentiellement de sa situation stratégique.
Le premier comte particulier en titre du Razès dont le nom nous soit parvenu est celui de Guillaume de Gellone, valeureux compagnon de Charlemagne qui participa, en 778, à la bataille de Roncevaux, aux côtés de Roland. Celui-ci administra un territoire libre de toute présence sarrasine et indépendant du comté de Narbonne. Ensuite, c'est Berà, que l'on dit fils de Guillaume de Gellone, qui porta le titre.
Au IXe siècle, le comté du Razès est divisé au profit de puissances locales. Vers 950, les terres immédiatement au sud de Rennes-le-château sont soumises aux comtes de Cerdagne, tandis que Rennes continue d'appartenir aux comtes de Carcassonne-Razès.

#### Cathares et Croisés

La croix occitane, symbole de l'Occitanie.

Entre 1068 et 1070, les comtés du Razès et de Carcassonne sont achetés par les comtes de Barcelone qui placent à Rennes un vicomte nommé Raimon Gausbert. Cependant, les vicomtes Trencavel parviennent à prendre la région à leur compte.

Occitanie et Aragon en 1213.

En 1207, la croisade contre les Albigeois débute et Rhedae, au cœur du Pays cathare, voit la région s'embraser. C'est à cette époque que Simon IV de Montfort prend et détruit le château de Coustaussa, mais ne semble pas s’intéresser à Rhedae. Les vainqueurs de la croisade se partagent les domaines des seigneurs vaincus et le comté du Razès est attribué en partie à Pierre de Voisins.
En 1293, Pierre II de Voisins remet en état les fortifications de Redhae : la ville compte quelques centaines d'habitants et reste encore de taille importante pour l'époque. Commence alors une période de prospérité. La ville se développe, le commerce et la population augmentent. À la fin du XIIIe siècle, un petit groupe de Templiers s'installe au Razès près de Rennes-le-château. Le 13 octobre 1307, lorsque les soldats de Philippe le Bel arrêtent les Templiers, aucun de ceux du Razès n'est inquiété ; la raison en est peut-être qu'à cette époque, les Templiers de la région dépendaient de la commanderie du Mas Deu, en territoire aragonais.
La famille de Voisins reste maître de ce qui devient Rennes-le-Château, au fil du temps, jusqu'en 1361. À cette date, Henri de Trastamare (Henri II de Castille), à la tête d'une bande de pillards surnommés les « routiers aragonais », ravage et pille le Razès. Les pillards mettent le siège devant Rhedae, qu'ils prennent et détruisent ne laissant derrière eux que des ruines. C'est à cette date que l'antique ville disparaît. Sur le plateau, seules restent quelques bâtisses épargnées et la structure du château qui a résisté à la destruction. La ville ne retrouve jamais son importance et, dépourvu de fortifications, le lieu laisse place à un village nettement plus modeste que l'antique cité, celui de Rennes-le-Château.

#### La Maison d'Hautpoul
Le comté de Razès passe en 1422 à la maison d'Hautpoul, originaire d'Aussillon près de Mazamet, par le mariage de Pierre-Raymond d'Hautpoul avec Blanche de Marquefave, fille de Jeanne de Voisins, descendante de Pierre II de Voisins à qui le Razès avait été inféodé en 1230.

### L'époque moderne

#### Les guerres de religion
Dans la région de Carcassonne, vers 1531, de nouvelles idées religieuses furent prêchées et en 1558 de nombreuses troupes armées de confession protestante existaient dans la plupart des villes situées autour de Rennes-le-Château.
Des massacres furent alors perpétrés dans la région entre 1560 et 1562 et à Limoux, non loin de là, les réformés se rendirent maîtres de la cité et tuèrent de nombreux catholiques. À la suite d'une contre-attaque, les troupes protestantes furent bientôt chassées et soixante d'entre eux furent pendus.
En 1578, une grande partie de l'église de Rennes-le-Château s'effondra sous les coups des calvinistes qui s'étaient provisoirement rendus maîtres du village.

#### LeXVIIesiècleet leXVIIIesiècle

##### Des Hautpoul à la Révolution française
François d'Hautpoul (1689-1753) releva le titre de marquis de Blanchefort tombé en désuétude, que lui apporta en dot son épouse Marie de Nègre d'Ables (1714-1781), dame de Niort, de Roquefeuil et de Blanchefort.
Lors de la Révolution française, le marquis Paul-François-Vincent de Fleury, héritier des Hautpoul-Blanchefort, après son mariage avec Anne-Gabrielle-Élisabeth d'Hautpoul-Blanchefort, dernier seigneur des lieux, émigra en Espagne avec ses trois enfants et son chapelain, l'abbé Antoine Bigou. Cependant, un de ses fils, Paul Urbain de Fleury, racheta son domaine (et les établissements thermaux) le 27 floréal an IV, lorsque ces propriétés furent vendues comme biens nationaux. Après de nombreuses vicissitudes, les biens et les propriétés de la famille d'Hautpoul furent vendus aux enchères le 7 juin 1889.
À la création des départements et des cantons en France par le décret du 22 décembre 1789, Rennes-le-Château est intégrée dans le canton d'Arques, puis, ensuite, dans le canton de Couiza qui fut créé le 6 janvier 1805 sur les débris du canton d'Arques qui fut, alors, supprimé.

### L'époque contemporaine

#### LeXIXesiècleet leXXesiècle
Toute l'histoire contemporaine de Rennes-le-Château, depuis la dernière décennie du XIXe siècle, est liée à l'arrivée de l'abbé Bérenger Saunière, non seulement en raison d'une hypothétique et mythique affaire de trésor, mais surtout parce que cet abbé, par ses constructions et ses aménagements, notamment à l'église paroissiale et ses environs, a profondément modifié la physionomie architecturale et la vie des habitants de ce petit village, lequel était demeuré, jusqu'à sa nomination et son installation dans la paroisse, totalement inconnu hors de sa région voire hors de son canton.
Quelques années avant l'installation de ce nouvel abbé, le livre des rapports et délibérations du conseil général du département de l'Aude dans son édition d'août 1883 indique que, d'une part, le clocher de l'église de Rennes-le-Château est « lézardé sur ses quatre faces » et que la toiture de l'édifice et du presbytère nécessitent une réfection complète. Cette délibération indique également que si la commune a assuré le financement de quelques travaux d'urgence, celle-ci, associée au conseil de fabrique local, demande une subvention de l'État pour l'achèvement de ces travaux, ainsi que pour le remplacement du maître-autel.

##### L'action et l'œuvre de l'abbé Saunière à Rennes-le-Château

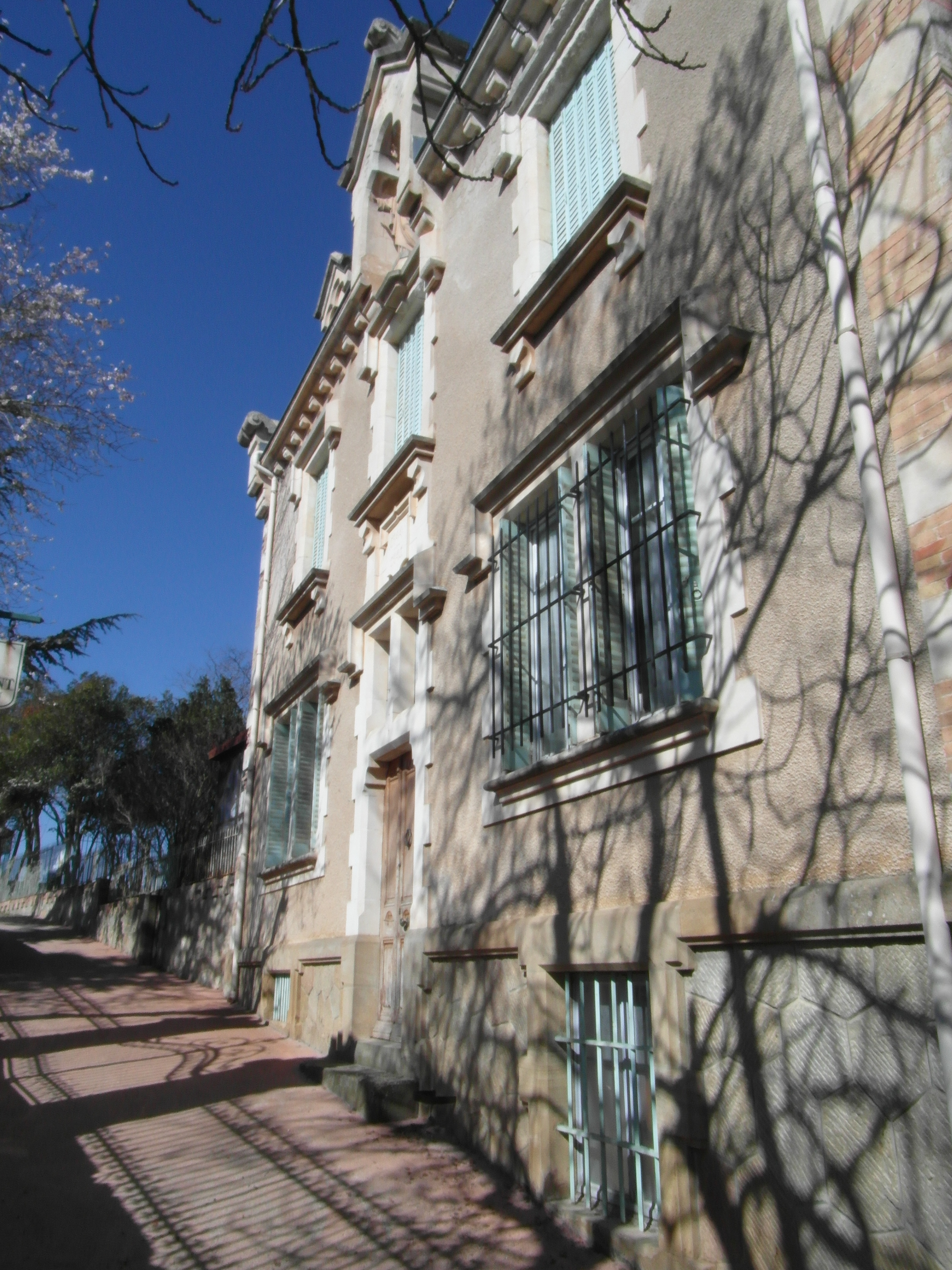
Villa Béthanie, transformé en musée.

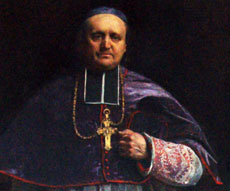
Mgr Billard, évêque de Carcassonne (1881 - 1901), probable protecteur de l'abbé Saunière, a visité l'église de Rennes-le-Château par deux fois.

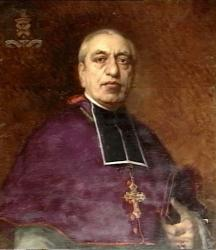
Mgr Beuvain de Beauséjour, évêque de Carcassonne, successeur de Mgr Billard, a accusé ouvertement l'abbé Saunière de trafic de messe.

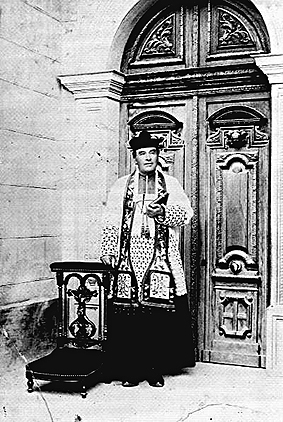
L'abbé Saunière pose devant le porche de l'église de Rennes-le-Château.

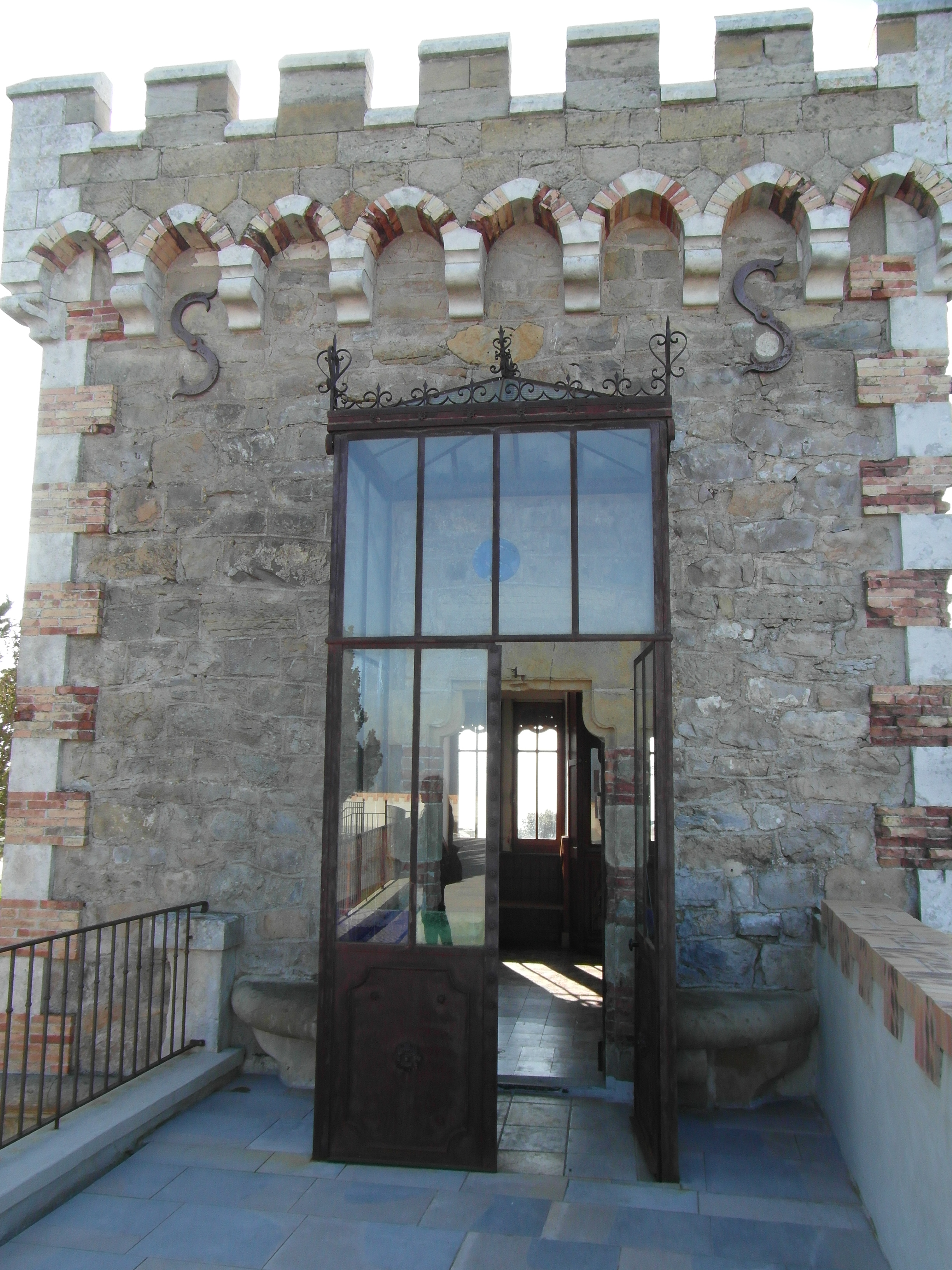
Sommet de la tour Magdala en 2015.

Officiellement nommé le 22 mai 1885, l'abbé Saunière arrive en juin 1885 pour prendre son office dans le petit village de Rennes-le-Château, déjà durement touché par l'exode rural qui frappe toute la région des Hautes Corbières. En effet, en moins de 60 ans, Rennes-le-Château a déjà perdu la moitié de sa population.
Après avoir été quelques mois suspendu de sa cure par René Goblet, ministre des Cultes du Gouvernement Charles de Freycinet, pour ses opinions politiques antirépublicaines déclarées en chaire, l'abbé Saunière décide, à son retour, en 1891, d'entreprendre dans son église des travaux de rénovation qui s'échelonnent sur plusieurs années, entraînant une soif d'embellissements toujours plus variés et somptueux. À la suite de ses premiers travaux, l'abbé entreprend dans la décennie suivante et à titre personnel, la construction d'un ensemble monumental, à proximité immédiate de la petite église et comprenant une villa, un grand jardin de type paysager, une serre, une terrasse et une petite tour d'aspect médiéval.

###### Les rumeurs de richesse et de trésor
Certaines rumeurs, pour la plupart émises bien plus tard, avancent l'hypothèse qu'il aurait découvert un trésor. En fait, il n'y a, à ce jour, aucune preuve matérielle d'une telle découverte. Le seul fait historique avéré qui serait lié à son enrichissement (du moins, partiellement) est un trafic de messes, ainsi que le pillage de quelques tombes du cimetière communal. La légende indique également que l'abbé aurait trouvé de mystérieux parchemins. La nature de ses hypothétiques découvertes et l'origine de sa probable fortune sont le sujet de nombreuses thèses à l'origine de la légende du trésor de Rennes-le-Château.
Les pistes les plus fréquemment évoquées, pour tenter de justifier cette hypothétique découverte devenue mythique au fil des livres et des reportages, sont présentées ci-dessous dans un ordre chronologique :
- Le trésor des Volques tectosages, datant de l'époque romaine. Ce trésor proviendrait de l’hypothétique pillage du sanctuaire d'Apollon de Delphes, lors de la Grande expédition celtique (279 av. J.-C.) en Grèce.

(Cette hypothèse est très fragile : les sources sont très anciennes et n'attestent pas que ledit trésor ait pu subsister, ni même qu'il ait été enfoui à Rennes-le-Château).
- Le trésor des Wisigoths (ou Trésor de Jérusalem), déposé dans la région de Rhedae, après le Sac de Rome (410) par le roi Alaric Ier.

« Cette hypothèse, la plus populaire, est certainement la plus fabuleuse, car elle mêle légende, religion et Histoire. Certains spécialistes ont tenté le lien avec d'autres trésors d'origine wisigothique, découverts plus récemment en Espagne. » Cette idée de trésor a d'ailleurs été utilisée pour l'intrigue du scénario du téléfilm L'Or du diable).
- Le trésor de Blanche de Castille, à la suite de la Croisade des pastoureaux en 1251, survenue sous le règne de son fils Louis IX.

(Cette hypothèse est très aventureuse, car rien n'indique que la reine ait pu connaître jusqu'à l'existence du village).
- Le trésor des Templiers, à la suite du procès de l'ordre du Temple effectué contre cette communauté religieuse par Philippe IV Le Bel entre 1307 et 1314.

(L'ordre possédait, en effet, des « templeries » dans la région. Cette hypothèse a été défendue, notamment, par l'écrivain Gérard de Sède, féru de pseudohistoire).
- Le trésor des faux monnayeurs du château du Bézu, affaire datant du XIVe siècle.

(Cette hypothèse historique est subtile, mais reste très difficile à démontrer par manque de sources historiques).
- Le trésor des cathares. Un récit historique attesterait que lors la prise du château de Montségur par les croisés en 1244, quatre cathares s'en seraient échappés avec un trésor.

(Cette hypothèse reste douteuse car les cathares, hommes pieux, détachés des valeurs du monde terrestre, n'avaient pas la mentalité de posséder des biens matériels, le trésor était certainement d'ordre spirituel, en admettant que ce récit soit exact).
- Le trésor de l'abbé Bigou, abbé de Rennes le Château durant de la Révolution française.

(Cette hypothèse est souvent reprise par des articles de presse actuels qui s'appuient sur les recherches de l'historien régional René Descailledas, car en 1789, cet ancien curé de Rennes-le-Château, craignant que les révolutionnaires s'emparent des biens de sa paroisse, aurait pu cacher dans son église quelques pièces en or. En revanche, compte tenu du niveau de vie de la paroisse, l'éventuel « trésor » ne pouvait que se limiter à un petit magot).
Des éventuelles aides financières extérieures (sous forme de donations) ont également été évoquées, le curé voisin de Rennes-les-Bains, l'énigmatique abbé Henri Boudet ayant pu être alors considéré comme une sorte d'intermédiaire, hypothèse reprise dans le téléfilm L'Or du diable. Cependant, aucun document de nature comptable ou bancaire ne vient étayer ce fait, et ni l'abbé Saunière ni sa servante n'ont jamais fait état d'une aide de ce type. Les deux hommes, bien qu'ayant le même statut d'ecclésiastiques géographiquement proches, ne semblaient, en fait, guère se fréquenter, et selon certaines sources l'abbé Saunière n'assistera même pas aux obsèques de son ancien confrère.
Les seuls faits avérés suggèrent plus prosaïquement des faits de pillage de tombes du cimetière (relatés de façon romancée dans le téléfilm déjà cité précédemment), de détournements de fonds et de trafic de messes (pour lesquels l'homme d'Église a effectivement été condamné par l'évêché) ; d'autant que les éléments factuels sur l'existence même d'une fortune restent, jusqu'à présent, très controversés. En mars 1895, les habitants du village avaient envoyé deux lettres de protestation au préfet de département de l'Aude, après les dégradations nocturnes opérées par leur curé dans le cimetière de la commune.
Il a également été attesté que l'abbé Saunière avait découvert un crâne percé, lors de fouilles personnelles effectuées en 1895 sous la dalle des chevaliers de son église ; ce même crâne, resté sur place, a été redécouvert par une équipe de chercheurs carcassonnais en 1956. Selon deux expertises effectuées en 2009 et en 2014 à la demande de la mairie de la commune avec l'autorisation du ministère de la Culture, il s'agit du crâne d'un homme de 50 ans, décédé entre 1281 et 1396, sans que l'on sache de qui il s'agissait, ni qu'il y ait un quelconque rapport avec la supposée affaire de trésor.
On peut également découvrir sur un site anglophone consacré à l'histoire de Rennes-le-Château, de nombreux exemplaires de lettres de demandes de messes envoyées par des croyants depuis toutes les régions de France entre 1895 et 1905,.
Peu de temps avant la fin du siècle, Félix Arsène Billard, évêque de Carcassonne depuis 1881, rendit visite à Rennes-le-Château, et cela à deux reprises : tout d'abord en visite épiscopale le 1er juillet 1889, puis le 6 juin 1897, lors de l'inauguration de l'église restaurée. Ces faits ne sont pas extraordinaires en eux-mêmes, mais Mgr Billard a souvent été présenté comme le protecteur de Bérenger Saunière, sur la base que celui-ci fut nommé autrefois, professeur au séminaire de Narbonne par ce même évêque.
Il est d'ailleurs historiquement reconnu que l'abbé ne fut accusé par l'Église de trafic de messes et de simonie, que bien après le décès de Mgr Billard. Le successeur de celui-ci, Mgr Paul-Félix Beuvain de Beauséjour (1839-1930), nouvel évêque de Carcassonne, lui intente d'ailleurs, en 1910, un procès canonique qui entraîne la déchéance des fonctions sacerdotales de Bérenger Saunière en 1911. À la suite d'une demande de l'autorité diocésaine de Carcassonne, le quotidien parisien anticlerical, le XIXe siècle publie dans sa une, l'annonce suivante : « l'abbé Saunière, ancien curé de Rennes-le-Château, n'est nullement autorisé à demander hors du diocèse, ou à recevoir de diocèses étrangers, des honoraires de messes ». Le journal croit bon de rajouter en bas de cette annonce, le commentaire suivant : « Sauvons la caisse ! L'abbé Saunière gâte le métier en vendant des messes au rabais, et le voilà pour concurrence déloyale, boycotté par le syndicat des marchands de prières (sic) de son département. Comme les temps évangéliques sont loin ».
Dès cette période, Bérenger Saunière connut des difficultés financières qui le poussent, en 1913 à contracter un prêt auprès du Crédit foncier.
Avant la fin de sa vie l’abbé Saunière se lance donc, au début de l’année 1901, dans la construction de plusieurs autres bâtiments et de structures d'embellissement sur des parcelles achetées au nom de sa servante Marie Dénarnaud. Ces bâtiments se présentent précisément sous la forme suivante :
1. une petite maison de style Renaissance, dénommée villa Béthanie (transformée aujourd'hui en musée),
2. une tour néogothique, dénommée tour Magdala, dotée d'un belvédère (ou terrasse) qui la relie à une construction en verre,
3. un parc et un jardin abritant de nombreuses plantes exotiques[75].

Ces dernières constructions ravivent certaines rumeurs d'enrichissement personnel de l'abbé, mettant de côté le fait que celui-ci a durant cette période contracté une dette de 6 000 francs auprès du Crédit foncier et qu'il ne la rembourse jamais de son vivant.

###### Le décès de l'abbé Saunière et ses conséquences
À la mort de l'abbé, survenue le 22 janvier 1917, son ancienne servante Marie Dénarnaud hériterait de ses biens, même si celle-ci a été évoquée, dès l'origine de ces acquisitions, comme étant la seule propriétaire des terrains et des bâtiments de l'ensemble du domaine, notamment de sa Villa Bethania. Il reste d'ailleurs selon certaines déclarations officielles, notamment celle de l'ancien maire de Rennes-le-Château, des zones d'ombre, non quant à la réalité de cet héritage, mais quant à la nature même de cette transmission de propriété. Quoi qu'il en soit, Marie Dénarnaud, unique résidente du domaine durant plus de trente ans, finit par céder celui-ci à l'homme d'affaires perpignanais Noël Corbu, en échange de ce qui s'apparenterait à une rente viagère annuelle.

##### L'emballement médiatique de la seconde moitié duXXesiècle

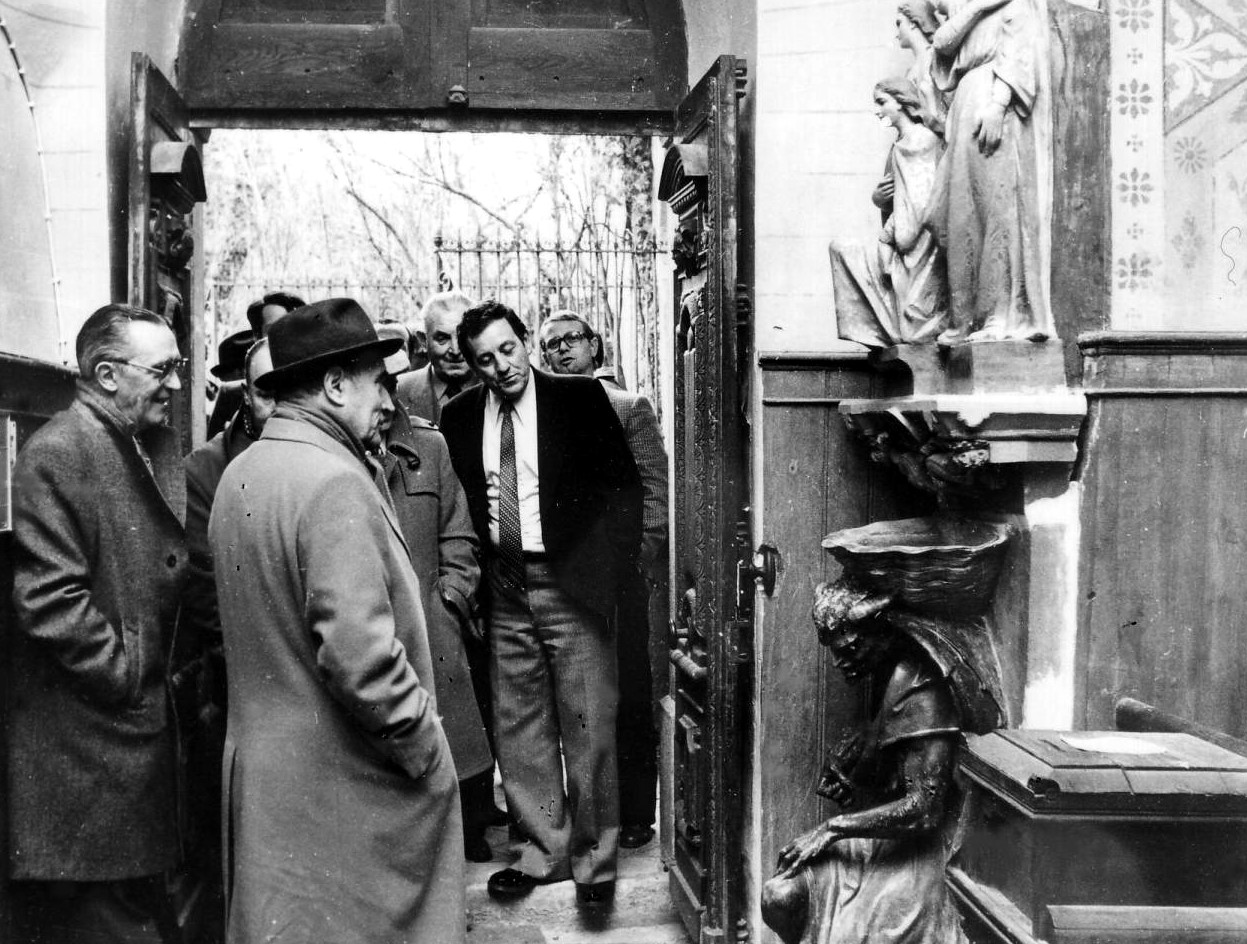
François Mitterrand lors de sa visite à Rennes-le-Château, le 2 mars 1981.

Marie Dénarnaud décède en 1953. Noël Corbu, désormais seul propriétaire, transforme alors la villa Bethania en hôtel-restaurant dénommé « L'hôtel de la Tour », et pour attirer un maximum de touristes, embellit la légende de l'enrichissement de Saunière par l'entremise du journaliste André Salomon. Ce dernier publie dans son quotidien La Dépêche du Midi, les 12, 13 et 14 janvier 1956, trois articles titrés « La fabuleuse découverte du curé aux milliards. M. Noël Corbu connaît-il la cachette du trésor de l'abbé Saunière qui s'élève à 50 milliards ? » ; le troisième article contient une interview de Noêl Corbu, très en verve, qui raconte de façon affirmative (mais sans le prouver) que l'abbé aurait découvert, par hasard, un trésor enfoui en 1249 sous son église par Blanche de Castille pour mettre la cassette royale à l'abri de l'avidité de vassaux opprimés, alors que le roi était parti en croisade.
À la suite de la parution de cet article dans la presse locale et de sa reprise partielle par la presse nationale, la télévision française (la RTF Télévision), finit par s'intéresser au « mystère » en 1961, en diffusant, sur son unique chaîne de télévision, un reportage tourné sous une forme ludique et dénommé La roue tourne. Cette émission est notamment produite par la journaliste Marina Grey, épouse de l'historien royaliste et animateur de télévision Jean-François Chiappe, ce qui provoque un nouvel afflux de chercheurs de trésors, déjà bien nombreux sur les lieux.
Dans le courant de l'année 1962, le journaliste et essayiste Robert Charroux, connu pour avoir déjà évoqué le « mystère » de Rennes-le-Château en 1958 dans une revue pseudo scientifique, et pour avoir effectué une nouvelle interview en 1962 (radiophonique, cette fois-ci) de Noël Corbu, publie sous le titre Trésors du monde enterrés, emmurés, engloutis, un livre dont une partie est consacrée à sa chasse au trésor de Rennes-le-Château, ce qui attire sur place encore plus de chercheurs[pas clair]. Face à ce risque, le 28 juillet 1965, la municipalité prend un arrêté interdisant les fouilles sur son territoire, les nombreuses déprédations risquant de transformer le sous-sol en véritable gruyère.

### Histoires, légendes et mystifications

#### Pierre Plantard et ses amis

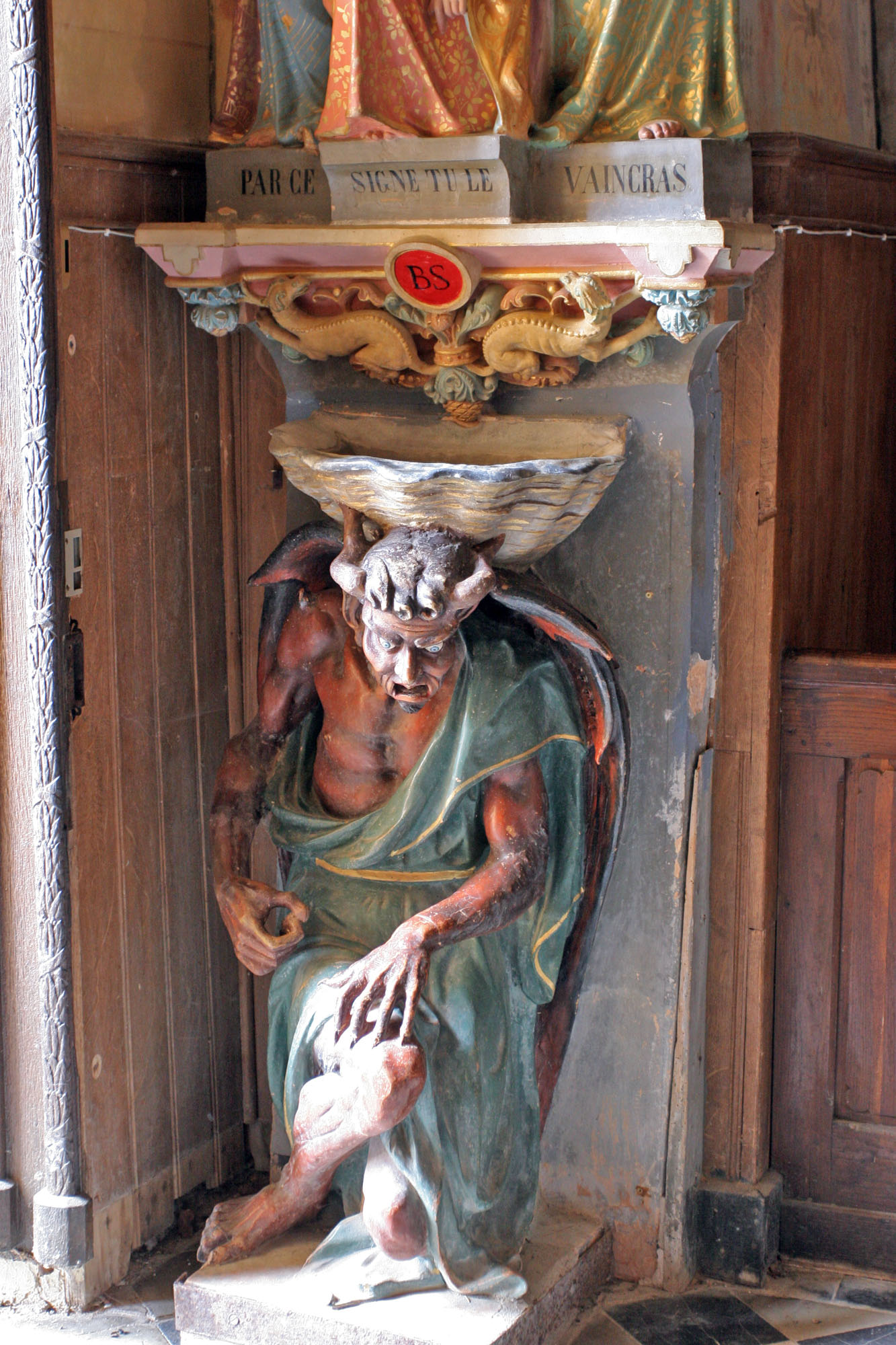
Le bénitier en 2007

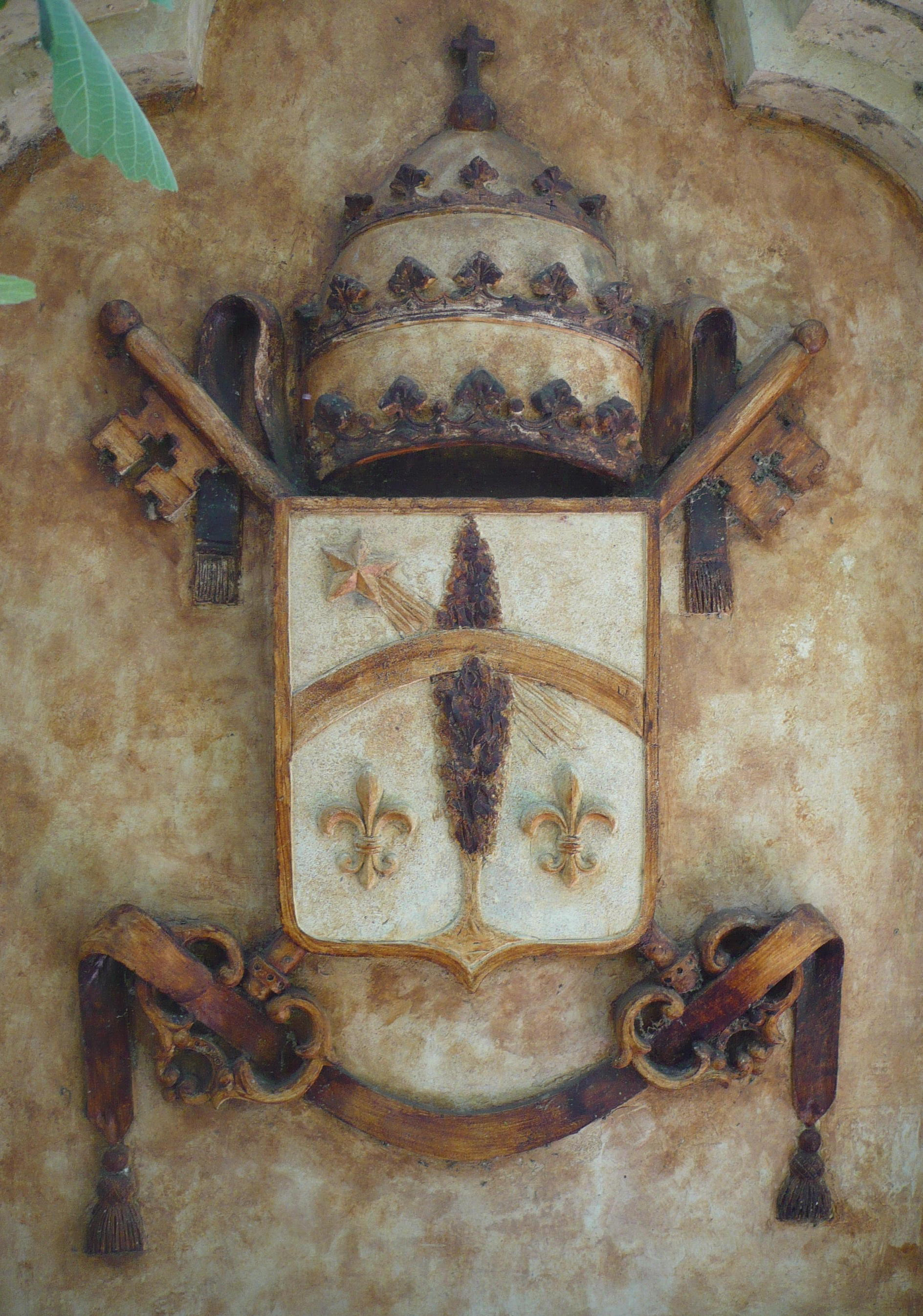
Armoiries du pape Léon XIII visibles sur un monument à Toulouse, France. Ce sont ces mêmes armoiries qui apparaissent sur le fronton de l'église de Rennes-le-Château.

À la suite de toute cette publicité médiatique, préparée et gérée (à l'origine pour des raisons strictement commerciales), par le restaurateur et hôtelier Noël Corbu, propriétaire de l'ancien domaine de l'abbé Saunière et amplifiée par l'essayiste Robert Charroux, la légende locale finit par attirer l'attention de mystificateurs de tout poil, en mal de sensationnalisme et de notoriété. Cette histoire de supposé trésor était pourtant déjà connue avant la Seconde Guerre mondiale et elle avait déjà fait l'objet d'une remarque anecdotique dans un ouvrage touristique spécialisé sur l'Aude, paru en 1936.
Cette renommée et ce battage médiatique finissent, plus particulièrement, par attirer l'intrigant dessinateur Pierre Plantard, initiateur d'une association créée en 1956 à Saint-Julien-en-Genevois, en Haute-Savoie et dénommée « Prieuré de Sion », du nom d'une colline située au nord d'Annecy. Dès que cette histoire de trésor « caché » commence à s'ébruiter et prend une tournure plus nationale, notamment grâce aux journaux, à la radio, puis la télévision, cet homme, reconnu plus tard comme un mystificateur, vient effectuer quelques visites et diverses fouilles dans le petit bourg occitan de Rennes-le-Château au début des années 1960.
Pierre Plantard finit par rencontrer l'aubergiste Noël Corbu, et élabore durant cette période, avec l'aide éclairée de l'humoriste et comédien Philippe de Chérisey, plusieurs documents dont « Les descendants mérovingiens ou l’énigme du Razès Wisigoth », ainsi que « Les Dossiers secrets d'Henri Lobineau », déposés anonymement à la Bibliothèque nationale de France. Ces textes suggèrent, sans pouvoir le prouver par une quelconque source historique vérifiée et authentifiée, que la monarchie française (descendante en droite ligne des rois Mérovingiens) aurait survécu en la personne du dénommé Pierre Plantard comme dernier représentant, et qu'elle serait, en outre, liée aux prétendus « mystères du Pays de Razès » et, plus précisément, de Rennes-les-Bains et de Rennes-le-Château, ainsi qu'au fameux « Prieuré de Sion », désormais présenté comme une société secrète prétendument créée durant le Moyen Âge.
Le dessinateur Pierre Plantard, associé à ce comparse (acteur assez connu à l'époque sous le nom de scène d'Amédée), grand amateur de blagues et de calembours, finit par entrer en contact avec l'écrivain Gérard de Sède, noble authentique et intéressé par l'ésotérisme et la pseudohistoire ; la rencontre de ces trois hommes aboutit à la rédaction en 1967 du best-seller « L'Or de Rennes », ouvrage uniquement signé par Gérard de Sède, qui crée notamment la légende du contenu supposé des fameux parchemins et qui popularise les mythes du trésor de Rennes-le-Château. Ce livre, aux sources très controversées, mais au succès national, ouvre la voie à une nouvelle forme d'ésotérisme très particulière, car novatrice et populaire mais assez déroutante, et qui est reprise ensuite par d'autres auteurs, encore plus imaginatifs. Dans ses dernières années, Gérard de Sède devient plus critique sur la question de Rennes-le-Château, notamment en écrivant un nouvel ouvrage dénommé : Rennes-le-Château - Le dossier, les impostures, les fantasmes, les hypothèses, paru aux éditions Robert Laffont en 1988.

#### L'Énigme sacréeet leDa Vinci Code
En 1982, après avoir réalisé plusieurs films sur le « mystère » de Rennes-le-Château, trois journalistes britanniques Henry Lincoln, Michael Baigent et Richard Leigh publient un essai encore plus controversé, dénommé « L'Énigme sacrée » qui relie, pêle-mêle (et toujours sans sources historiques vérifiées), la prétendue ancienneté médiévale du Prieuré de Sion, l'histoire des Templiers, celles des Cathares, de la dynastie des Mérovingiens, du Saint-Graal et des origines du christianisme, affirmant que Marie-Madeleine serait venue en France avec un enfant de Jésus, voire avec Jésus lui-même. Ce livre donne, cette fois-ci, un retentissement international à l'affaire de Rennes-le-Château.
Après la publication, durant l'année 2003, du best-seller de l'écrivain américain Dan Brown « Da Vinci Code », qui reprend des éléments de la rumeur de Rennes-le-Château en se basant sur des ouvrages tels que « L'Or de Rennes » et « L'Énigme sacrée », le village voit encore augmenter le nombre de curieux tentant de percer le mystère de l'abbé Saunière. Malgré l'arrêté municipal, les fouilles clandestines continuent cependant.

#### Postérité du village
Depuis 1956, plus de huit cents ouvrages, livres, essais et divers articles de fond, de valeurs très inégales mais pour la plupart farfelus, ont été publiés sur ce sujet, sans compter les nombreux sites internet dédiés à cette affaire, mais aussi des reportages, des téléfilms et des films de fiction (dont le célèbre Da Vinci Code, tiré du best-seller de Dan Brown) qui se basent tous sur l'histoire devenue mythique de l'abbé Saunière et sa « découverte », mais de façon très romancée.
Rennes-le-Château, cette « Mecque de l'ésotérisme », comme le considère le romancier Jacques Ravenne, terme repris par le journaliste d'enquête Jacques Pradel, attire chaque année plus de 30 000 visiteurs, aussi bien des curieux que des chercheurs de trésors, satanistes, occultistes, kabbalistes, rosicruciens, ufologues, gnostiques, adeptes du néo-catharisme, ou encore partisans de la théorie du complot, d'autant plus qu'elle est proche du Pech de Bugarach.
C'est dans ce contexte de « mystère(s) » sans réel fondement que des fouilles illégales s'organisent encore dans le bourg de Rennes-le-Château. Dans la nuit qui a précédé le dernier jour de l'année 2017, les gendarmes de Couiza ont pu encore constater que des inconnus avaient creusé un trou à proximité de l'église Sainte-Marie-Madeleine.
En 2020, le village bénéficie d'un programme de restauration de son bourg comprenant l’aménagement du belvédère avec l’installation une pergola, ainsi que l’église avec son jardin et ses rues.

## Politique et administration

### Administration municipale
Rennes-le-Château étant une commune d'une population inférieure à cent habitants, le conseil municipal n'est composé que d'un maire, de deux adjoints au maire et de quatre conseillers municipaux. La mairie gère un site internet local qui présente les membres du conseil municipal et leurs attributions.
Lors de ces élections, cette équipe fut élue dès le premier tour, car le scrutin ne compta que ces sept candidats, soit le nombre requis pour constituer le conseil municipal. Le taux de participation avait atteint 78,37 %.

### Tendances politiques et résultats

#### Élections locales

##### Élections municipales de 2014
En raison du nombre d'électeurs inscrits sur les listes électorales de la commune, l'élection des conseillers municipaux de Rennes-le-château se déroule au scrutin majoritaire plurinominal à deux tours, avec panachage. Au premier tour, des candidats sont élus s'ils ont obtenu la majorité absolue des suffrages exprimés et le vote d'au moins le quart des électeurs inscrits. Au vu du nombre de candidats et des résultats du premier tour (durant lequel ils obtiennent tous la majorité absolue), il n'y aura pas de second tour.
| Candidat            | Premier tour | Premier tour | Premier tour |
| Candidat            | Voix         | % Inscrits   | % Exprimés   |
| ------------------- | ------------ | ------------ | ------------ |
| Frédéric Gordo      | 72           | 74,22        | 98,63        |
| Morgan Marrot       | 72           | 74,22        | 98,63        |
| Rachel Cooper       | 70           | 72,16        | 95,89        |
| Marcel Captier      | 66           | 68,04        | 90,41        |
| Alexandre Painco    | 63           | 64,94        | 86,30        |
| Jacqueline Gooskens | 63           | 64,94        | 86,30        |
| Jean-Marc Talut     | 62           | 63,91        | 84,93        |

Le nombre d'inscrits est de 97 personnes, dont 76 ont voté. À l'issue de la première assemblée municipale, à la suite de ce scrutin, Alexandre Painco est réélu maire de la commune de Rennes-le-Château.

###### Élections départementales de 2015
Pour ces premières élections départementales, organisées en binômes, soit deux candidats de sexe différent par bulletin, la diminution du nombre de cantons au niveau de tous les départements a entraîné la disparition du canton de Couiza pour laisser la place à un canton plus vaste, le canton de Quillan.
| Tête de liste | Tête de liste                           | Liste       | Premier tour | Premier tour | Premier tour | Second tour | Second tour | Second tour |
| Tête de liste | Tête de liste                           | Liste       | Voix         | % Inscrits   | % Exprimés   | Voix        | % Inscrits  | % Exprimés  |
| ------------- | --------------------------------------- | ----------- | ------------ | ------------ | ------------ | ----------- | ----------- | ----------- |
|               | Jean-Louis Bousquet et Nadine L'Hénoret | FG          | 17           | 22,08        | 34,00        |             |             |             |
|               | Anne-Marie Bohic-Cortes et Francis Savy | PS          | 14           | 18,18        | 28,00        | 22          | 28,57       | 51,16       |
|               | Elodie Bret-Dibat et Pierre Castel      | UMP         | 11           | 14,29        | 22,00        | 11          | 14,29       | 25,58       |
|               | Caroline Duflot et Rémy Dussart         | FN          | 8            | 10,39        | 16,00        | 10          | 12,99       | 23,26       |
|               |                                         |             |              |              |              |             |             |             |
|               |                                         |             | Nombre       | % Inscrits   | % Votants    | Nombre      | % Inscrits  | % Votants   |
| Inscrits      | Inscrits                                | Inscrits    | 77           |              |              | 77          |             |             |
| Abstentions   | Abstentions                             | Abstentions | 27           | 35,06        |              | 33          | 42,86       |             |
| Votants       | Votants                                 | Votants     | 50           | 64,94        |              | 44          | 57,14       |             |
| Blancs        | Blancs                                  | Blancs      | 0            | 0,00         | 0,00         | 0           | 0,00        | 0,00        |
| Nuls          | Nuls                                    | Nuls        | 0            | 0,00         | 0,00         | 1           | 1,30        | 2,27        |
| Exprimés      | Exprimés                                | Exprimés    | 50           | 64,94        | 100,00       | 43          | 55,84       | 97,73       |

- Premier tour

Le résultat du premier tour indique un fort ancrage de l'électorat de Rennes-le-Château à gauche, sachant que le binôme du Parti socialiste, représentant la majorité gouvernementale est en seconde position au niveau de la commune, derrière le binôme du Front de gauche.
L'abstention au premier tour s'est élevée à 35,06 %, ce qui représente un nombre de 27 électeurs inscrits qui ne se sont pas rendus aux urnes.
- Second tour

Le résultat du second tour de ces élections dans la commune, quoique plus nuancé, en raison du progrès du binôme du Front national (gain de 3 voix) entre les deux tours, démontre que malgré un net recul de la gauche gouvernementale, constaté lors de ce scrutin au niveau national, la majorité des électeurs, qui se sont exprimés dans l'unique urne de Rennes-le-Château, ont porté leurs suffrages vers le binôme du Parti socialiste qui gagne huit voix entre les deux tours. Le binôme de l'Union pour un mouvement populaire ne perd qu'une seule voix, au niveau local, pour les deux tours.
L'abstention fut assez forte durant le second tour avec un taux de 42.86 %, soit six électeurs de plus qu'au premier tour qui ne se sont pas rendus aux urnes.

#### Élections présidentielles

##### Élection présidentielle de 2012
Cette élection nationale s'est déroulée en mai 2012 et a vu la victoire de François Hollande, candidat du Parti socialiste
- Second tour :

À Rennes-le-Château, lors de l'élection présidentielle de 2012, François Hollande, candidat socialiste, a obtenu près de 18 voix d'avance sur son adversaire de droite, Nicolas Sarkozy. Le candidat de gauche obtient donc deux fois plus bulletin de vote, confirmant ainsi le fort ancrage de l'électorat de Rennes-le-Château à gauche, déjà constaté lors de l'élection présidentielle française de 2007.
| Candidat | Candidat          | Parti | Second tour | Second tour |
| Candidat | Candidat          | Parti | Voix        | %           |
| -------- | ----------------- | ----- | ----------- | ----------- |
|          | François Hollande | PS    | 36          | 66,67       |
|          | Nicolas Sarkozy   | UMP   | 18          | 33,33       |

L'abstention resta assez limitée, avec un taux de 18 %.

#### Élection présidentielle de 2017
Cette élection nationale s'est déroulée en avril et mai 2017 et a vu la victoire d'Emmanuel Macron, candidat du La République en marche
- Second tour :

À Rennes-le-Château, le score final de l'élection présidentielle de 2017 est nettement plus resserré que lors de la précédente élection présidentielle. Emmanuel Macron (en 4e position au premier tour) ne précède Marine Le Pen (en 3e position au premier tour) que de 3 voix.
| Candidat | Candidat        | Parti | Second tour | Second tour |
| Candidat | Candidat        | Parti | Voix        | %           |
| -------- | --------------- | ----- | ----------- | ----------- |
|          | Emmanuel Macron | LREM  | 26          | 53,06       |
|          | Marine Le Pen   | FN    | 23          | 46,94       |

L'abstention est nettement plus importante que durant la précédente élection présidentielle, avec un taux de 32,94 %.

### Services publics

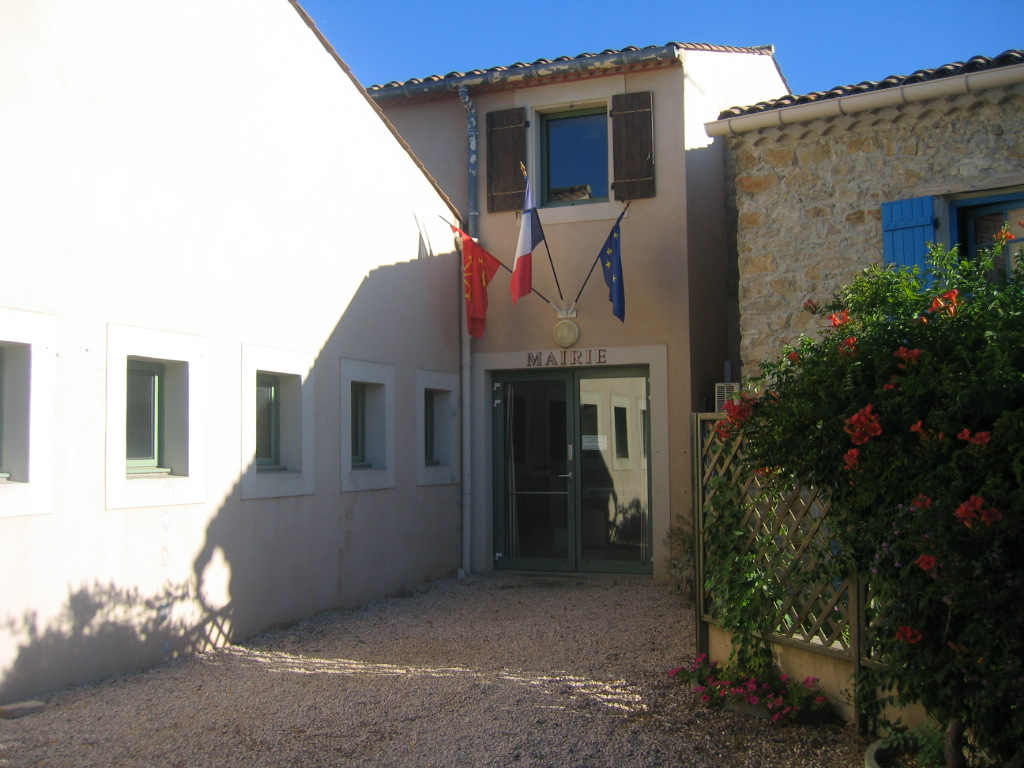
Entrée principale de la mairie de Rennes-le-Château.

#### Services municipaux
La taille modeste de la commune de Rennes-le-Château ne permet que les services essentiels dont :
- L'hôtel de ville — État civil, le bureau est ouvert les lundis et vendredis matin et les jeudis après-midi.
- La salle des fêtes — La salle de la Capitelle qui est située dans domaine de l'abbé Saunière).
- La collecte des déchets — Les déchets ménagers sont collectés les lundis et le tri sélectif est organisé les vendredis.
- Le cimetière communal qui reste cependant fermé aux visiteurs et nécessite une autorisation de la mairie pour y pénétrer, l'accès étant réservé aux familles des défunts[106].

#### Services intercommunaux
Rennes-le-Château fut, tout d'abord, une commune adhérente de la communauté de communes du Pays de Couiza, collectivité qui a ensuite été absorbée au 1er janvier 2017 par la communauté de communes du Limouxin. Cette nouvelle collectivité dont le siège est situé à Limoux comprenant 78 communes a été créée à cette même date. La commune ne compte qu'un seul représentant siégeant au sein au conseil intercommunal.
Ces deux communautés successives répondent aux besoins des habitants des communes adhérentes par de nombreuses missions dont notamment la constitution de réserves foncières et l'aménagement des nouvelles zones d’activités et de la voirie interne, ainsi que de nombreux projets et études, tels que l'étude et réalisation d'ateliers relais sur ces zones d’activité, la création de fermes relais dans les espaces ruraux désertifiés, la réalisation d’études et d'actions de communication, la création et gestion d'un office de tourisme intercommunal, l'étude et réalisation de programmes concernant les technologies nouvelles et la communication, le soutien administratif et technique aux projets du territoire, les études et réflexions sur la création d'un pôle thermal Alet-les-Bains/Rennes-les-Bains, l'étude de nouveaux programmes relatifs aux énergies renouvelables et les études préliminaires à la création d'un futur parc naturel régional de France.
L'intercommunalité gère également la collecte et le traitement des déchets et la gestion de la déchèterie, la gestion et l'entretien des cours d'eau et des milieux aquatiques (en partenariat avec les propriétaires privés), ainsi que l'organisation des structures d'accueil touristique appartenant à la communauté de communes.
La collectivité organise également l'action sociale (CIAS) en gérant et administrant l'aide à domicile en faveur des personnes âgées ou handicapées dépendantes, la gestion de l'EHPAD « Les Estamounets » (par délégation), le service des soins infirmiers à domicile (SAD), les services de portage de repas à domicile, les actions nouvelles en faveur des enfants et de la jeunesse, l'animation d'un conseil communautaire de jeunes, sans oublier l'étude, mise en place et gestion de nouvelles structures d'accueil consacrées à l'enfance (telles que les crèches, les haltes garderies et les centres de loisirs) et enfin l'adhésion et la participation à des dispositifs contractuels d'insertion et de formation pour les citoyens de l'intercommunalité.

### Instances judiciaires et administratives
Rennes-le-Château est rattachée judiciairement au tribunal judiciaire, au tribunal de commerce, au conseil des prud’hommes ainsi qu'au tribunal administratif de Carcassonne, ville qui est en outre le siège de la préfecture et du conseil départemental de l'Aude.

### Jumelage
Selon le site de l'AFCCRE qui publie un annuaire des villes jumelées, consulté en mai 2019, la commune de Rennes-le-Château n'était jumelée avec aucune commune ou collectivité, que ce soit en France ou dans un pays étranger.

## Population et société

### Démographie

#### Évolution démographique
L'évolution du nombre d'habitants est connue à travers les recensements de la population effectués dans la commune depuis 1793. Pour les communes de moins de 10 000 habitants, une enquête de recensement portant sur toute la population est réalisée tous les cinq ans, les populations de référence des années intermédiaires étant quant à elles estimées par interpolation ou extrapolation. Pour la commune, le premier recensement exhaustif entrant dans le cadre du nouveau dispositif a été réalisé en 2006.

En 2022, la commune comptait 87 habitants, en évolution de +12,99 % par rapport à 2016 (Aude : +2,65 %, France hors Mayotte : +2,11 %).
| 1793 | 1800 | 1806 | 1821 | 1831 | 1836 | 1846 | 1851 | 1856 |
| ---- | ---- | ---- | ---- | ---- | ---- | ---- | ---- | ---- |
| 302  | 308  | 392  | 421  | 439  | 427  | 401  | 474  | 400  |

| 1861 | 1866 | 1872 | 1876 | 1881 | 1886 | 1891 | 1896 | 1901 |
| ---- | ---- | ---- | ---- | ---- | ---- | ---- | ---- | ---- |
| 315  | 308  | 351  | 302  | 298  | 269  | 241  | 244  | 217  |

| 1906 | 1911 | 1921 | 1926 | 1931 | 1936 | 1946 | 1954 | 1962 |
| ---- | ---- | ---- | ---- | ---- | ---- | ---- | ---- | ---- |
| 205  | 192  | 152  | 139  | 113  | 123  | 103  | 89   | 104  |

| 1968 | 1975 | 1982 | 1990 | 1999 | 2006 | 2011 | 2016 | 2021 |
| ---- | ---- | ---- | ---- | ---- | ---- | ---- | ---- | ---- |
| 90   | 80   | 63   | 88   | 111  | 90   | 62   | 77   | 89   |

| 2022 | - | - | - | - | - | - | - | - |
| ---- | - | - | - | - | - | - | - | - |
| 87   | - | - | - | - | - | - | - | - |

### Enseignement
Le village de Rennes-le-Château, de par sa population trop modeste en nombre, ne possède pas d'école primaire, ni d'école maternelle. Les enfants de la commune sont donc scolarisés dans les écoles des communes avoisinantes, notamment à Couiza. Le collège le plus proche est également situé à Couiza, le lycée public le plus proche étant situé à Limoux.

### Manifestations culturelles et festivités

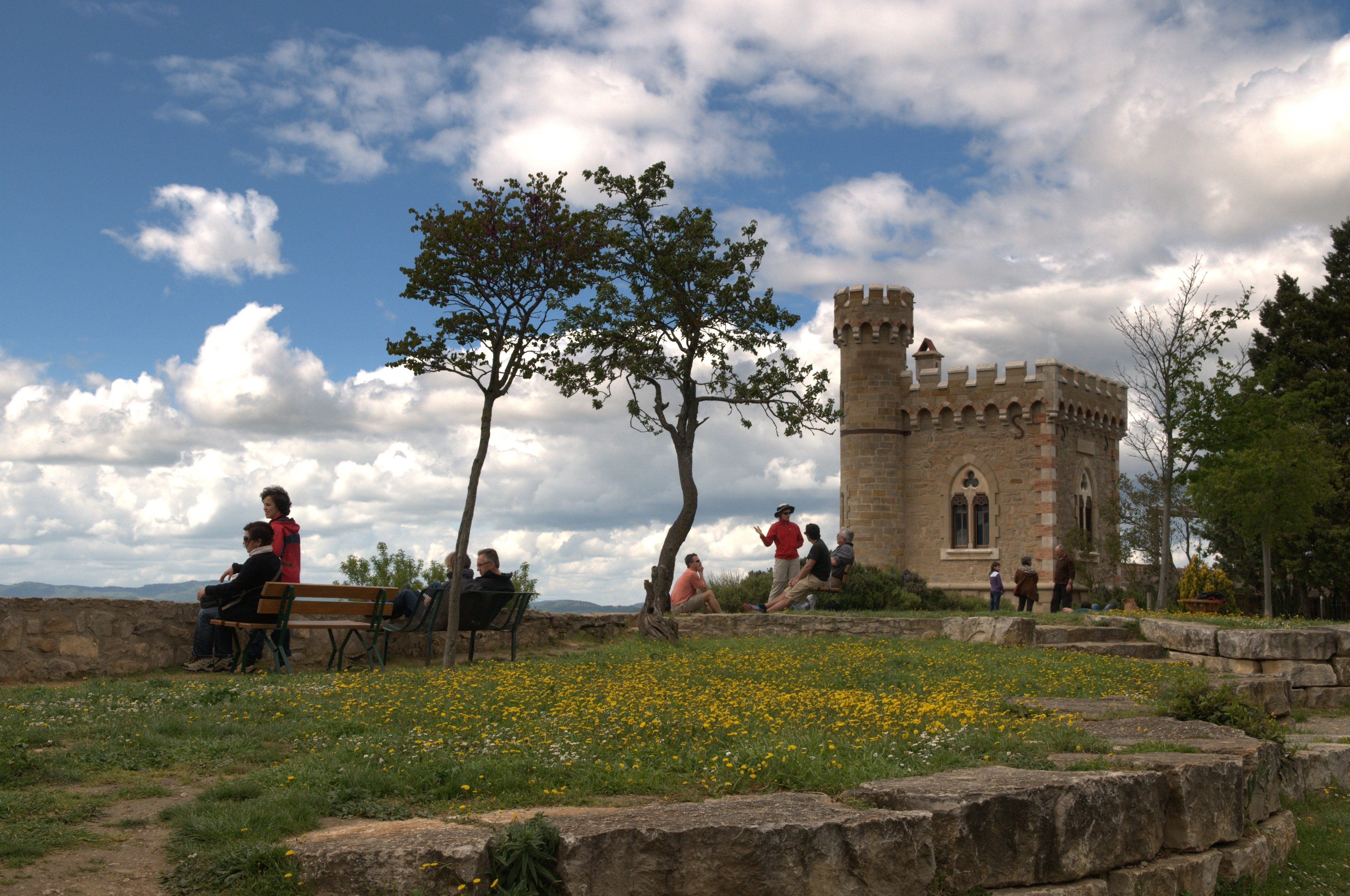
La terrasse face au parking intérieur.

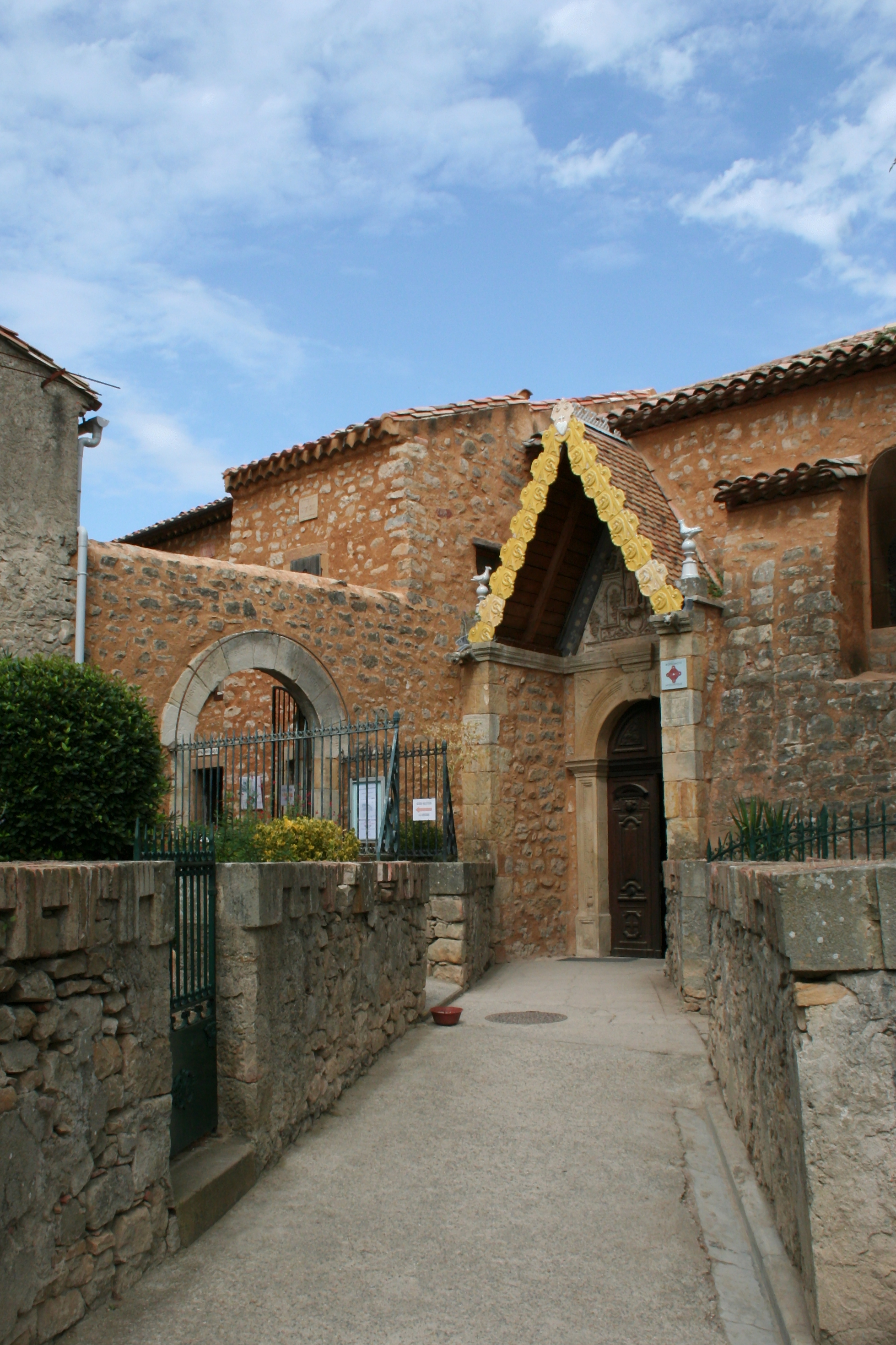
Le chemin menant à l'église et au musée.

#### Les expositions
De nombreuses expositions d'artistes sont organisées lors de la belle saison et notamment dans les salles situées sous le belvédère située dans l'ancien domaine de l'abbé Saunière, devenu propriété de la commune.

#### La gestion des visiteurs
Afin de réguler la circulation automobile et des piétons, le village de Rennes-le-Château est transformé en domaine piétonnier entre le 15 juin et le 15 Septembre.
Trois vastes aires de parking ont été aménagées juste avant l’entrée du village, dont l'une est réservée aux autocars de tourisme. Quelques places de parking sont notamment réservées aux véhicules transportant des personnes à mobilité réduite près de l'entrée du bourg et vers le belvédère

#### La Vie associative
La petite commune de Rennes-le-Château reconnait cinq associations sur son site web.
- Rennes Animation (il s'agit du comité des fêtes local qui assure les festivités annuelles) ;
- Terre de Redhae (une association qui rassemble quelques chercheurs autour de affaire de Rennes-le-Château)[115] ;
- L'Œil du Sphinx (une association dont le but est la promotion des littératures et les arts de l’imaginaire) ;
- L'ACCA (l'association de chasse locale) ;
- L'APARC (une association qui défend la préservation de Rennes-le-Château).

### Équipements de loisirs
L'association Ribambelle, située au hameau des Jandoux, créée en 1980 en partenariat avec la Communauté de communes du Pays de Couiza, organise un accueil de loisirs à la journée pour les enfants de six à quatorze ans durant la période des vacances scolaires avec, notamment
- des classes de découverte (« nature », « musique et nature », « théâtre et nature », « cirque et nature », « arts plastiques et nature »), des classes de patrimoine et d'ethnologie du Pays cathare, région historique et touristique de Rennes-le-Château,
- des séjours de vacances durant les vacances scolaires, toujours pour des enfants de six à quatorze ans, d'un centre de loisirs et enfin d'un accueil de séminaires, de stages de formation et des formations artistiques tels que le théâtre, la chorale et la danse).

### Santé et secours
Il n'y a ni centre de soins, ni centre hospitalier sur le territoire communal. Les deux établissements hospitaliers les plus proches sont l'hôpital local de Quillan et l'hôpital local de Limoux. Ces deux établissements sont regroupés sous une direction et une gestion commune depuis 1999. L'EHPAD de Roquefeuil y est également rattaché.
Il n'y a pas, non plus de médecins, donc aucun cabinet médical, ni de pharmaciens officiant sur le territoire de Rennes-le-Château. Les cabinets médicaux et les officines pharmaceutiques les plus proches sont tous situés sur le territoire de communes voisines, telles que Couiza, Espéraza, Rennes-les-Bains (en raison de la présence des thermes), et Luc-sur-Aude.
La caserne de pompiers, celle du SDIS de l'Aude, la plus proche est située sur le territoire d'Espéraza.

### Festivités culturelles

#### Festival du film insolite
Depuis 2015, à l'initiative des acteurs français, Fanny Bastien et Geoffroy Thiebaut, le village de Rennes-le-Château accueille, sur son territoire, un festival de films assez particulier et dénommé le « festival du film insolite ». Celui-ci se déroule au cours de la saison estivale et s'organise en plein air dans le domaine même de l’abbé Béranger Saunière, propriété de la commune.
Ce festival réunit généralement des films, en courts ou longs métrages, de tout genre confondus, mais généralement liés au mysticisme, voire au paranormal, restant ainsi en phase avec le « mystère de Rennes-le-Château ».
L'accès aux projections est payante, ouverte à tous et le jury est habituellement composé de journalistes de la presse écrite, radiophonique et télévisée.

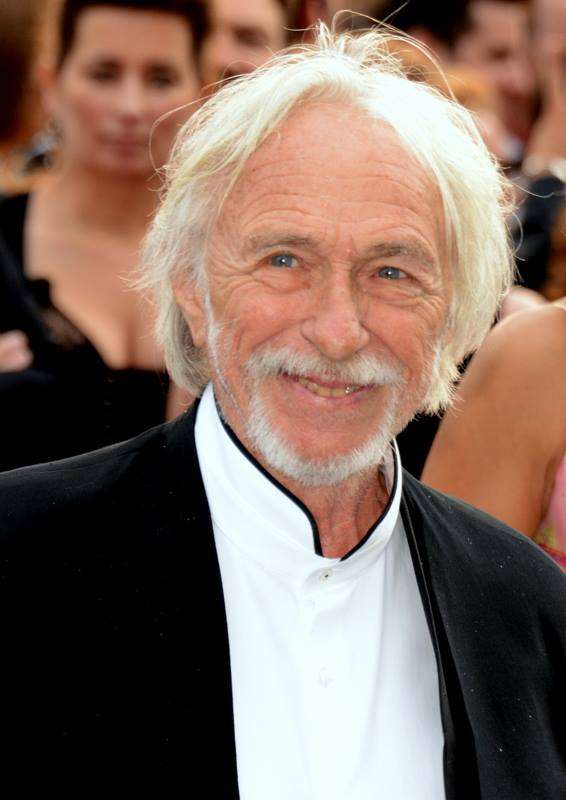
Pierre Richard fut le premier parrain du festival du film de Rennes-le-Château

#### Journée du livre, de l'étrange et de l'ufologie
La septième et dernière édition de cette journée (dénommé symposium) a été organisée les 13 et 14 août 2016 à Rennes-le-Château. Elle permet, une fois par an, de réunir un certain nombre d'exposants et de conférenciers dans la salle municipale du village pour s'interroger et échanger sur les phénomènes dits « mystérieux » et « paranormaux ».

### Médias

#### Presse locale

##### Journaux locaux (quotidiens)
Rennes-le-Château se situe dans les zones de diffusion de trois grands quotidiens régionaux français, à savoir :
- Le Midi libre, quotidien du groupe de presse Les Journaux du Midi appartenant au Groupe Sud Ouest.
- L'Indépendant quotidien du même groupe de presse français.
- La Dépêche du Midi, de sensibilité de gauche est un quotidien du groupe de presse Groupe La Dépêche.

Ces trois journaux présentent des informations locales du Razès et de la vallée de l'Aude. La Dépêche du Midi est plutôt distribuée dans la région Midi-Pyrénées (l'Aude, étant la seule exception avec le Lot-et-Garonne) et l'Indépendant est plutôt distribué dans le département des Pyrénées-Orientales. Le journal Midi libre est, quant à lui, un quotidien du Languedoc-Roussillon. On peut donc constater que le territoire de Rennes-le-Château, à l'instar des autres communes composant l'arrondissement de Limoux, se situe à la limite des trois zones d'influence de ces trois grands quotidiens régionaux.

##### Journaux locaux (hebdomadaires)
Un journal hebdomadaire à diffusion régionale est distribué dans le canton de Quillan, à savoir :
- L'écho du Languedoc est un journal d'annonces légales spécialisé dans la publication d'appel d'offres dans le cadre des marchés publics locaux[128].

##### Stations de radios

###### Radios FM nationales et locales
De grands groupes de radio installés en France possèdent des stations émettant sur le territoire de Rennes-le-Château, dont notamment le groupe Radio France avec France Inter, France Info, France Bleu Roussillon), RTL Group avec RTL et Fun Radio, NRJ Group avec NRJ et Rire et chansons. Les Radios chrétiennes francophones, réseau de radios chrétiennes de langue française dont le siège national est à Lyon possèdent également une station émettant sur le secteur de Rennes-le-Château, RCF Pays de l'Aude.
Une radio locale, dénommée à l'origine Radio Montaillou Pyrénées et qui se dénomme depuis Pyrénées FM, émet également sur le territoire de Rennes-le-Château.

#### Chaînes de télévision
Grâce à l'implantation de quatre antennes relais, les résidents du village de Rennes-le-Château peuvent recevoir la télévision numérique terrestre (TNT).

### Cultes
Culte catholique
La communauté catholique et l'église (propriété de la commune) de Rennes-le-Château dépendent de la paroisse Notre Dame des Monts de la Haute Vallée, elle-même rattachée au diocèse de Carcassonne et Narbonne qui couvre l'ensemble du département de l'Aude.

## Économie

### Emploi
|                | 2008   | 2013   | 2018   |
| -------------- | ------ | ------ | ------ |
| Commune        | 11,3 % | 20 %   | 14,5 % |
| Département    | 10,2 % | 12,8 % | 12,6 % |
| France entière | 8,3 %  | 10 %   | 10 %   |

En 2018, la population âgée de 15 à 64 ans s'élève à 65 personnes, parmi lesquelles on compte 58,2 % d'actifs (43,6 % ayant un emploi et 14,5 % de chômeurs) et 41,8 % d'inactifs,. Depuis 2008, le taux de chômage communal (au sens du recensement) des 15-64 ans est supérieur à celui de la France et du département.
La commune est hors attraction des villes,. Elle compte 58 emplois en 2018, contre 56 en 2013 et 42 en 2008. Le nombre d'actifs ayant un emploi résidant dans la commune est de 28, soit un indicateur de concentration d'emploi de 204,6 % et un taux d'activité parmi les 15 ans ou plus de 45,7 %.
Sur ces 28 actifs de 15 ans ou plus ayant un emploi, 18 travaillent dans la commune, soit 63 % des habitants. Pour se rendre au travail, 54,2 % des habitants utilisent un véhicule personnel ou de fonction à quatre roues, 4,2 % les transports en commun, 8,4 % s'y rendent en deux-roues, à vélo ou à pied et 33,3 % n'ont pas besoin de transport (travail au domicile).

### Secteurs d'activités
20 établissements sont implantés  à Rennes-le-Château au 31 décembre 2019.
Le secteur du commerce de gros et de détail, des transports, de l'hébergement et de la restauration est prépondérant sur la commune puisqu'il représente 60 % du nombre total d'établissements de la commune (12 sur les 20 entreprises implantées  à Rennes-le-Château), contre 32,3 % au niveau départemental.

### Activités hors agriculture

#### Tourisme
Le tourisme est une des principales activités économiques de la commune et, de loin, la plus visible, en grande partie en raison de la célébrité du village.
À l'échelle de sa taille modeste, la commune assure un hébergement pour les visiteurs désirant s'imprégner du climat si particulier propre à Rennes-le-Château, notamment en proposant sur son site web des adresses de chambres d'hôtes et de gîtes ruraux implantés sur le territoire communal. L'hôtel le plus important du secteur se situe à Couiza, dans l'ancien château des ducs de Joyeuse.
L'office de Tourisme le plus proche de la commune est l'office de tourisme du Pays de Couiza, géré par la communauté de communes et son service est situé, route des Pyrénées à Couiza. Celui-ci accueille et informe les touristes toute l'année.
En 2018, la commune héberge quatre restaurants et quelques commerces presque tous exclusivement liés à l'activité touristique.

#### Commerce et artisanat
Très lié à l'activité touristique, le territoire communal propose également quelques commerces de souvenirs, des ateliers d'art dont un souffleur de verre et deux librairies. En 2015, le village de Rennes abritait trois restaurants généralement ouverts durant la saison touristique.

### Agriculture
|               | 1988 | 2000 | 2010 | 2020 |
| ------------- | ---- | ---- | ---- | ---- |
| Exploitations | 9    | 5    | 3    | 4    |
| SAU (ha)      | 342  | 574  | 671  | 704  |

La commune est dans le Pays de Sault, une petite région agricole occupant le sud-ouest du département de l'Aude. En 2020, l'orientation technico-économique de l'agriculture  sur la commune est la polyculture et/ou le polyélevage. Quatre exploitations agricoles ayant leur siège dans la commune sont dénombrées lors du recensement agricole de 2020 (neuf en 1988). La superficie agricole utilisée est de 704 ha,,.
D'aspect encore très rural, le territoire communal abrite notamment un groupement agricole d'exploitation en commun (GAEC de la Maurine).

## Culture locale et patrimoine

### Lieux et monuments

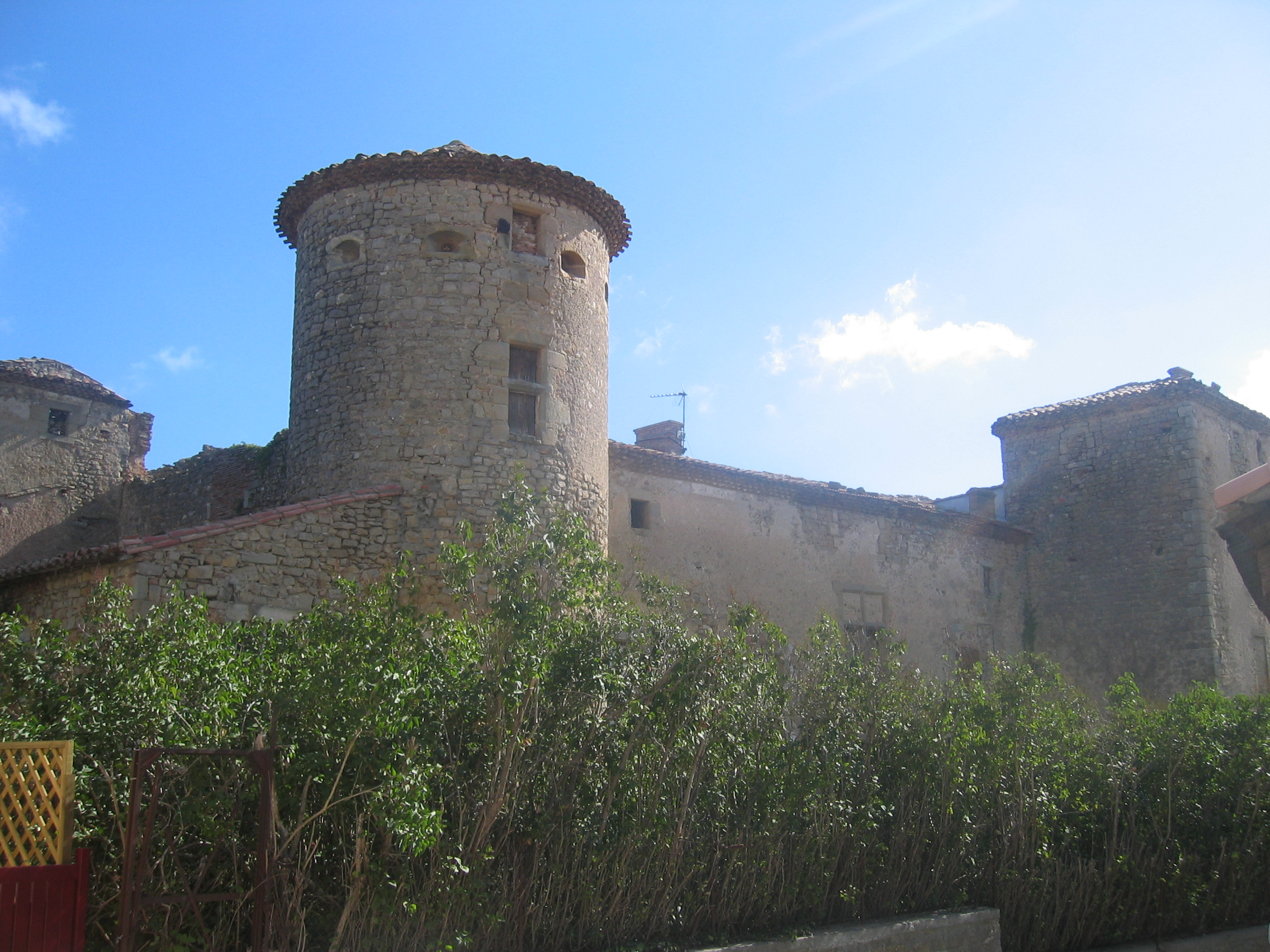
Château de Rennes-le-Château.

#### Le château de Rennes-le-Château
Situé dans le bourg et à proximité de l'église Sainte-Marie-Madeleine, cet édifice reste le dernier survivant des bâtiments de la place forte de l'ancienne cité médiévale, le château de Rennes, dit aussi « château des Hautpoul », du nom de leurs anciens propriétaires et seigneurs de Rennes, se remarque depuis les faubourgs de la cité voisine de Couiza, la vallée de la Sals et des villages environnants.
L'origine du château remonterait au XIIIe siècle, mais il ne subsisterait que quelques pierres de cette époque. La plus grande partie de la bâtisse actuelle daterait des XVIe et XVIIe siècles. Le château serait cité dès 1002.[source insuffisante]
La dernière descendante de la famille d'Hautpoul prénommée Marie-Anne Élisabeth, vécut ici, seule avec deux domestiques. Après des difficultés financières, elle finit par vendre ses biens en 1816 et mourut en 1820. Le château passa dès lors dans les mains de propriétaires privés locaux.
C'est actuellement une propriété privée qui n'est pas ouverte aux visiteurs.

#### L'église Sainte-Marie-Madeleine

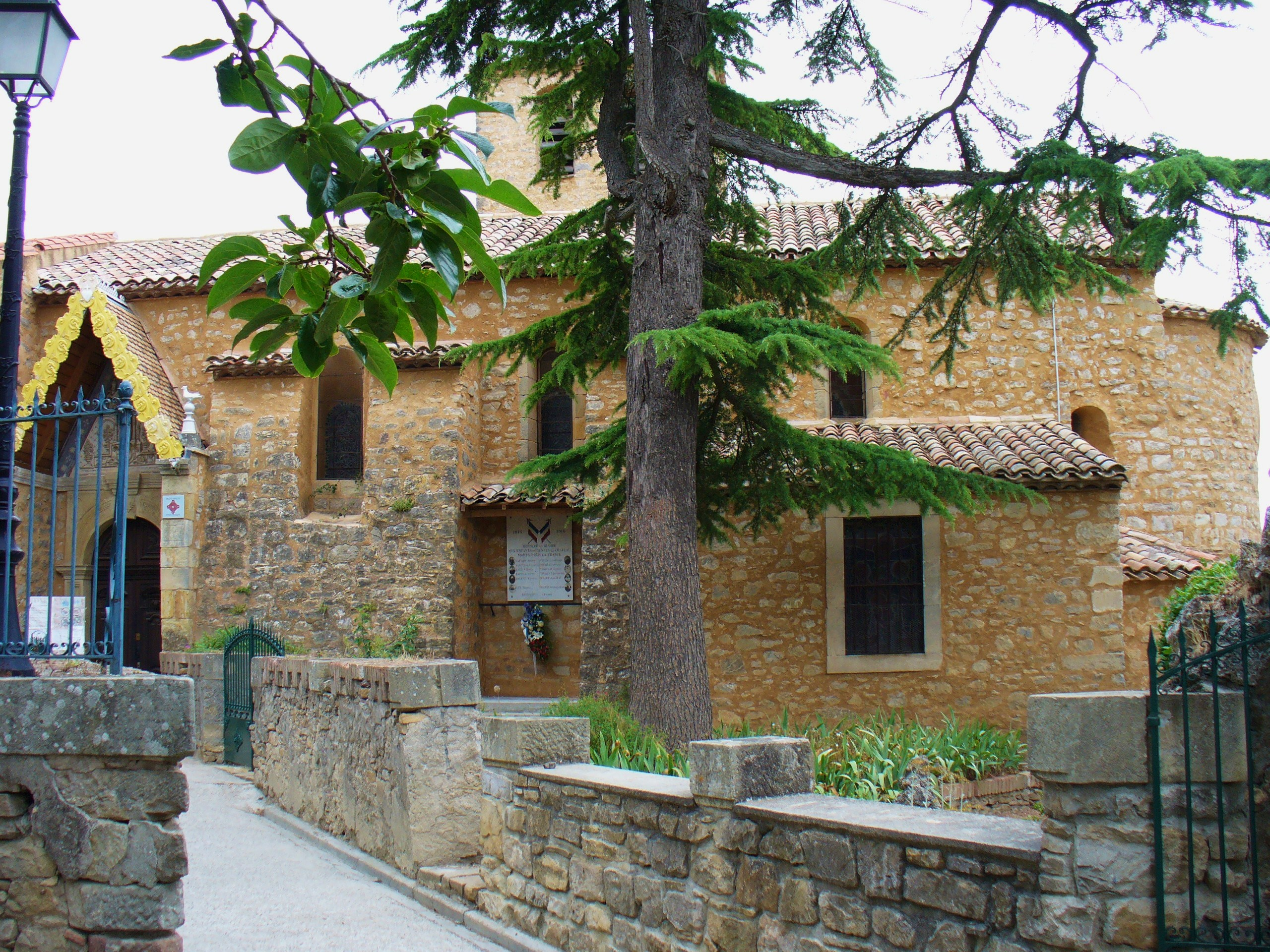
L'église Sainte-Marie-Madeleine de Rennes-le-Château.

La petite commune possédait, autrefois, deux églises. Une seule est conservée : l'église Sainte-Marie-Madeleine, édifice de style roman datant du XIIe siècle remanié sur l'initiative de l'abbé Saunière qui l'a dotée à la fin du XIXe siècle d'une décoration sulpicienne.
Cet édifice, à vocation religieuse de rite catholique, est inscrit au titre des monuments historiques, ( Inscrit MH (1994)) depuis le 26 juillet 1994, pour son « caractère architectural et l'ensemble de son mobilier saint-sulpicien ». Certaines parties méritent d'être étudiées de près de par leur nature et leur qualité artistique, notamment le porche et les vitraux.
De grands travaux ont été entrepris à partir de l'année 1897 par Bérenger Saunière, sous les conseils de l'architecte local Tiburce Caminade, dans un cadre historique déjà évoqué dans cet article. L'ensemble de l'édifice a conservé son décor peint la même année par l'entreprise Castex. De nombreux éléments épars (peintures, aménagements statuaires dont le célèbre diable au bénitier) sont remarquables et typiques d'une décoration originale, sinon insolite. Ils ont entraîné des interprétations plus ou moins sérieuses de la part de certains chercheurs d'un hypothétique trésor, voire de certains amateurs d'occultisme.

##### Le porche de l’église
Le porche présente plusieurs inscriptions rédigées en langue latine, certaines étant accompagnées d'un blason et placées là, volontairement à la demande de l'abbé Saunière, et qui intriguent de nombreux visiteurs, tout en excitant, une fois de plus, les imaginations.
Voici, dans le menu déroulant, ci-dessous, la retranscription fidèle de ces inscriptions (et leurs traductions), selon une liste exhaustive :

##### Les vitraux de l'église
Les vitraux ont été réalisés par le maître-verrier français, Henri Feur, avec la collaboration de son fils, Marcel Feur, alors jeune, et qui fut lui aussi maître-verrier. Ils sont tous les deux, connus pour leurs magnifiques vitraux d'art. Plus tard, Marcel Feur fut également l'auteur des vitraux du transept et du chœur de l'église Saint-Martin à Cognac, ainsi que les huit vitraux de l'église de l'Assomption-de-la-Très-Sainte-Vierge de La Roche-l'Abeille.

Sélection de photos de l'intérieur de l'église Sainte-Marie-Madeleine
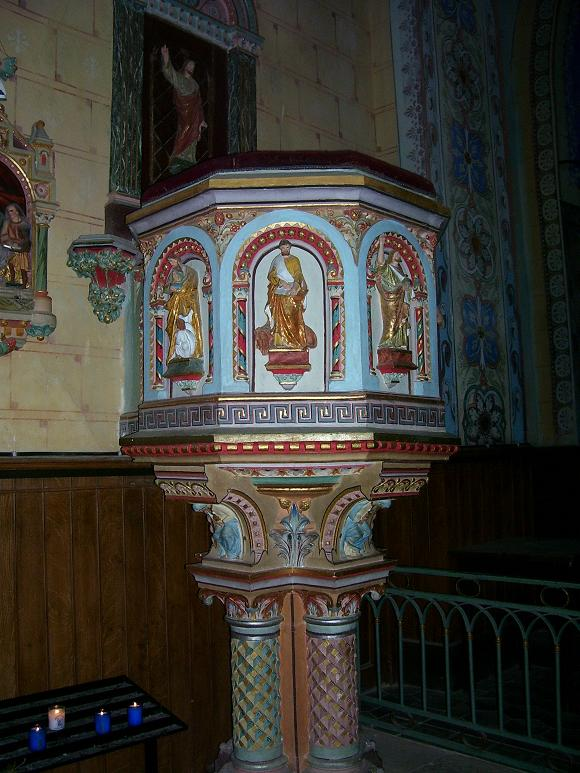
Chaire de l'église.
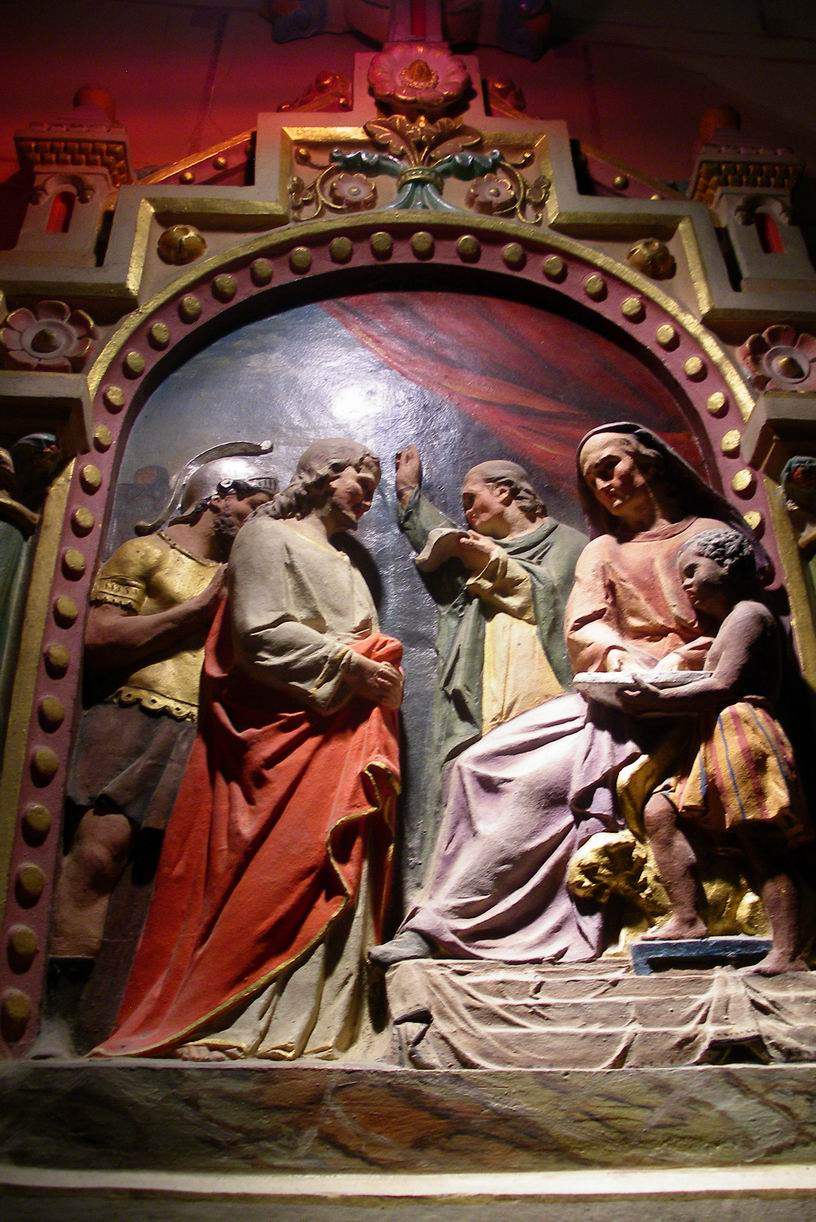
Fresque murale.
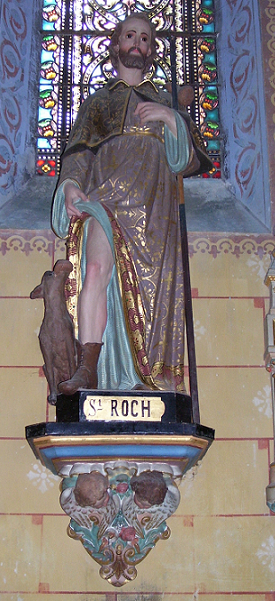
Saint Roch.
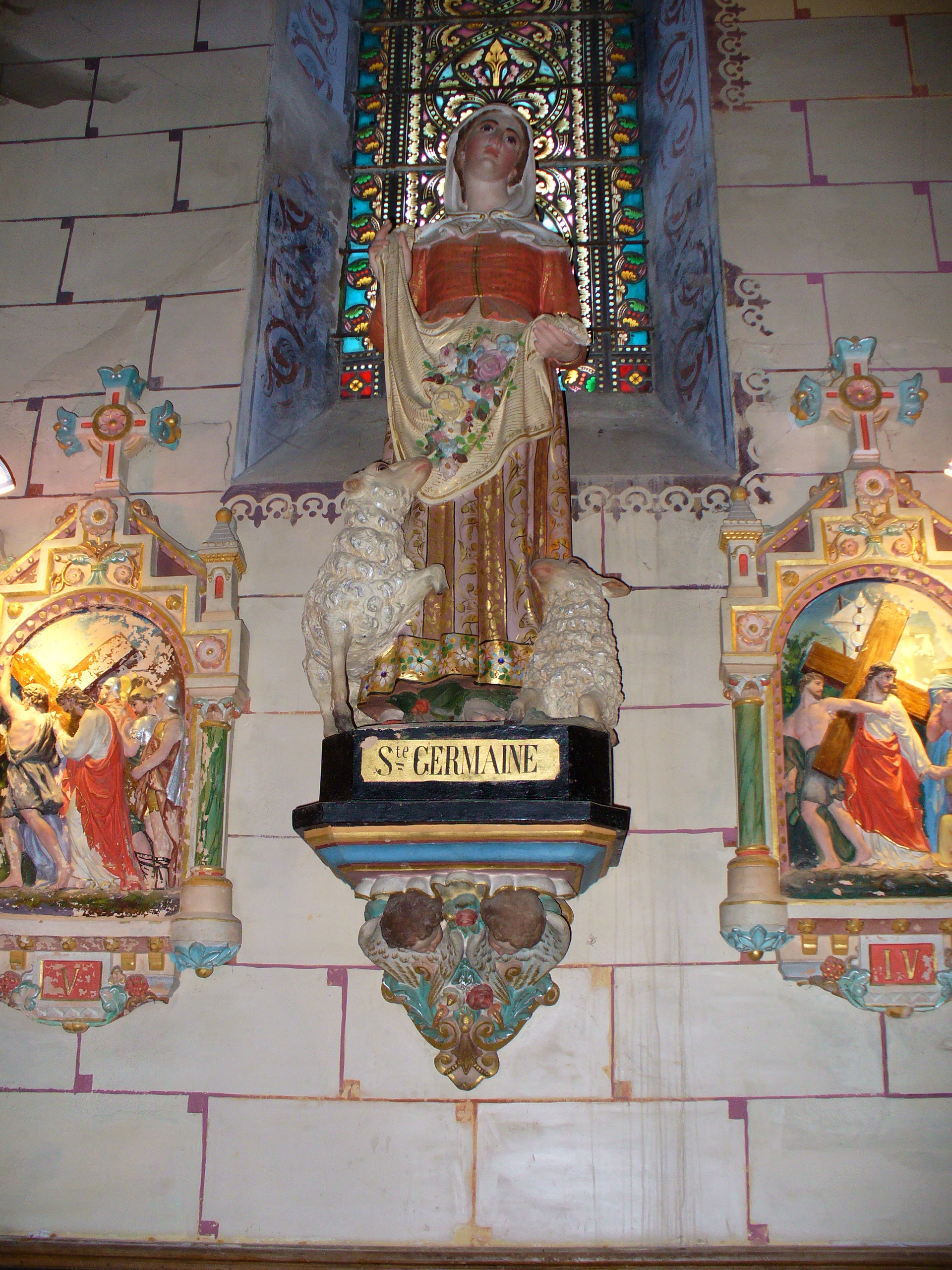
Sainte Germaine.
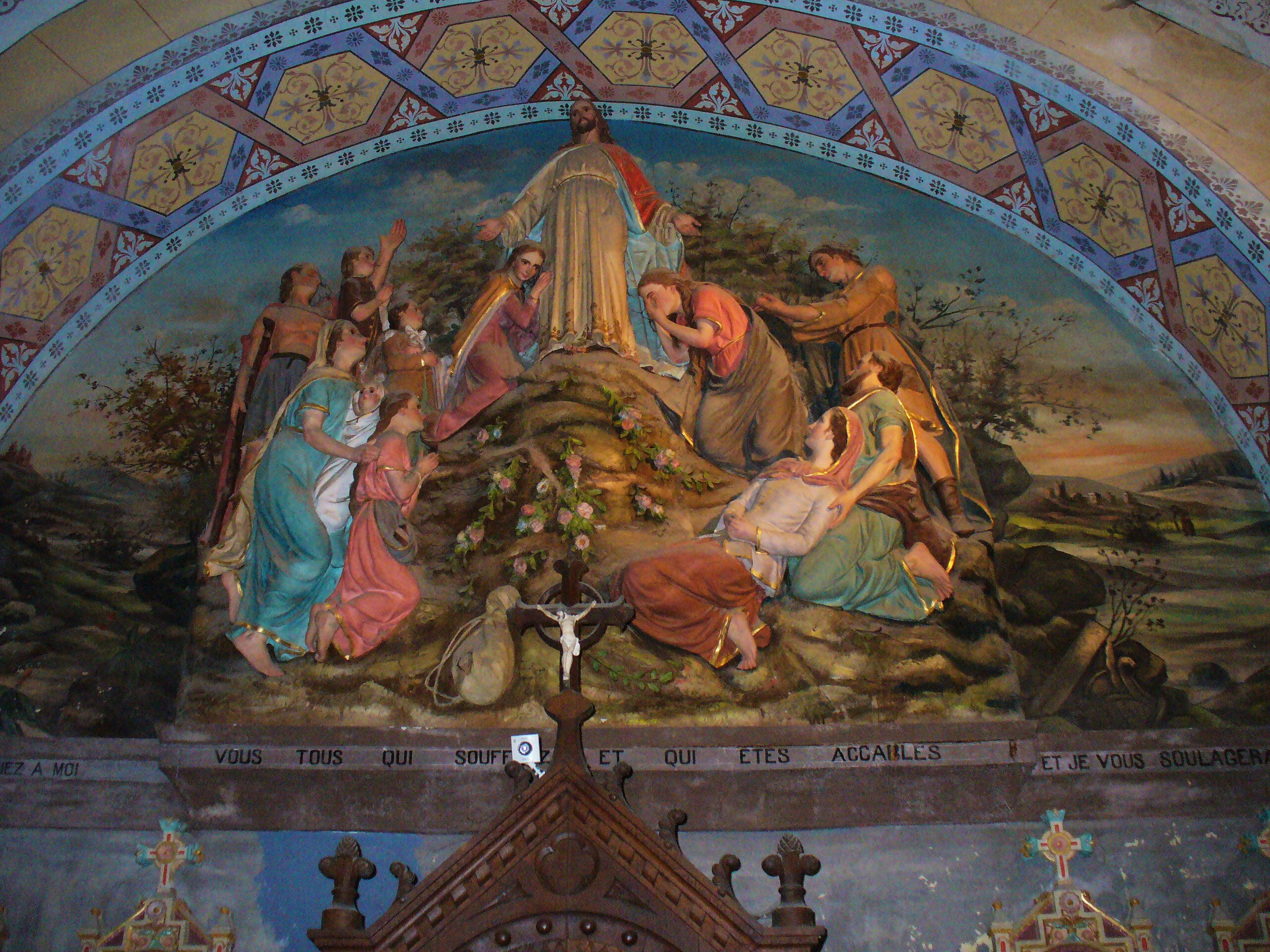
Fresque murale.
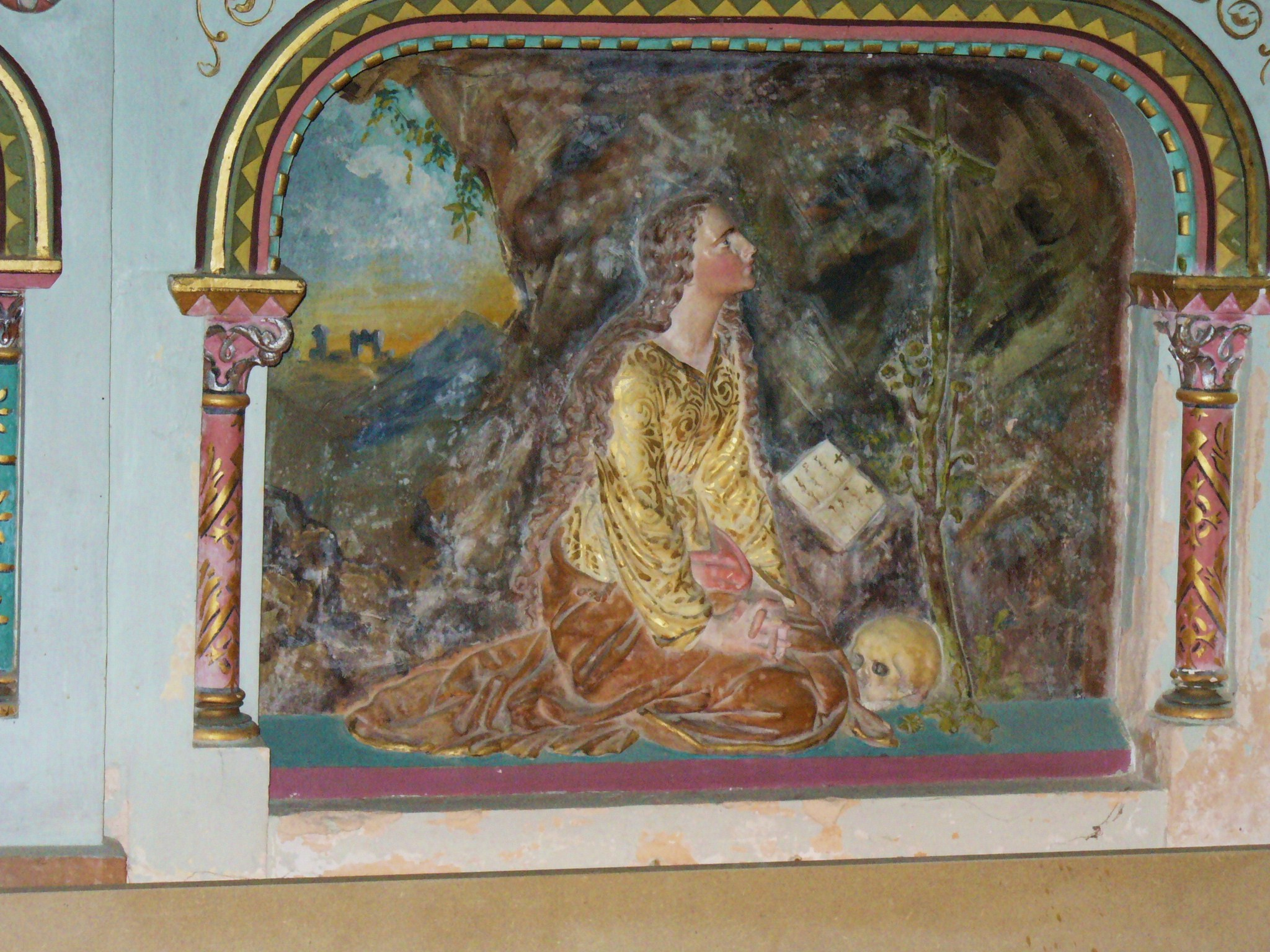
Fresque de sainte Madeleine.
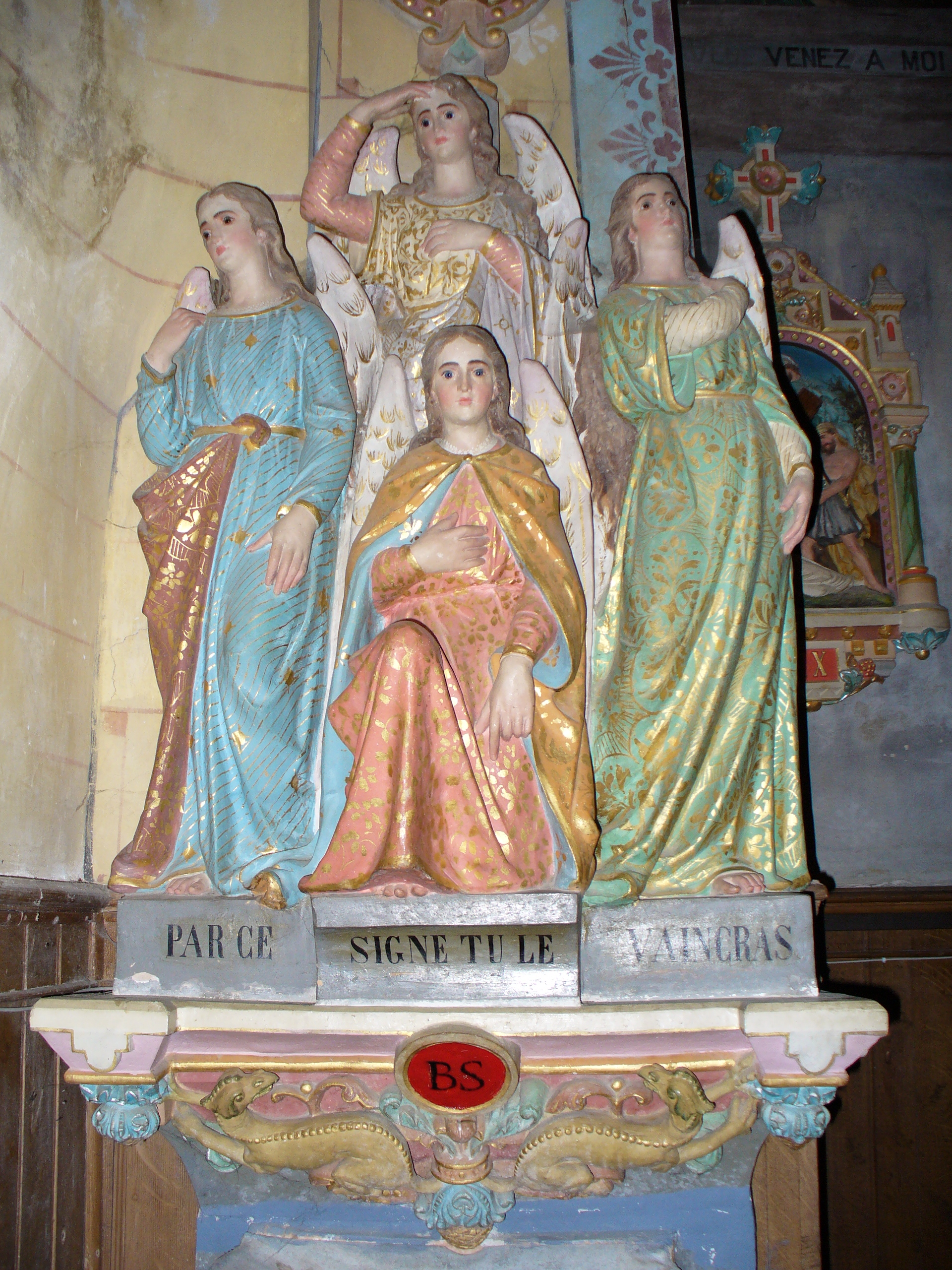
Le bénitier.

###### Les «pommes bleues»
Lors des premières matinées de la seconde quinzaine du mois de janvier, un phénomène relié à l'éclairage du Soleil apparaît dans l'église et se produit durant une période de quelques secondes : certaines parties d'un premier vitrail se reflètent sur des piliers, des statues et la chaire de l'église et laissent apparaître des sphères bleues dénommées « pommes bleues » par un public venu là pour l'occasion. Ce phénomène se poursuit une partie de la matinée, à la suite de l'éclairage d'un autre vitrail et laissent apparaître des sphères multicolores, dénommées « pommes bleues, jaunes, rouges ou vertes ».
Ce phénomène d'éclairage, certes spectaculaire mais tout à fait ordinaire, réside dans le fait que le Soleil restant assez bas sur l'horizon reflète des images issues des vitraux sur d'autres parties du bâtiment. Ce phénomène existe d'ailleurs dans d'autres églises possédant des vitraux de la même nature, mais le lieu et le fait que ce phénomène surgisse durant la période anniversaire des décès de l'abbé Saunière et de Marie Négre d'Albe, ancienne marquise et suzeraine du village à la tombe intrigante, ont fait monter quelque peu les imaginations.

##### Le diable au bénitier

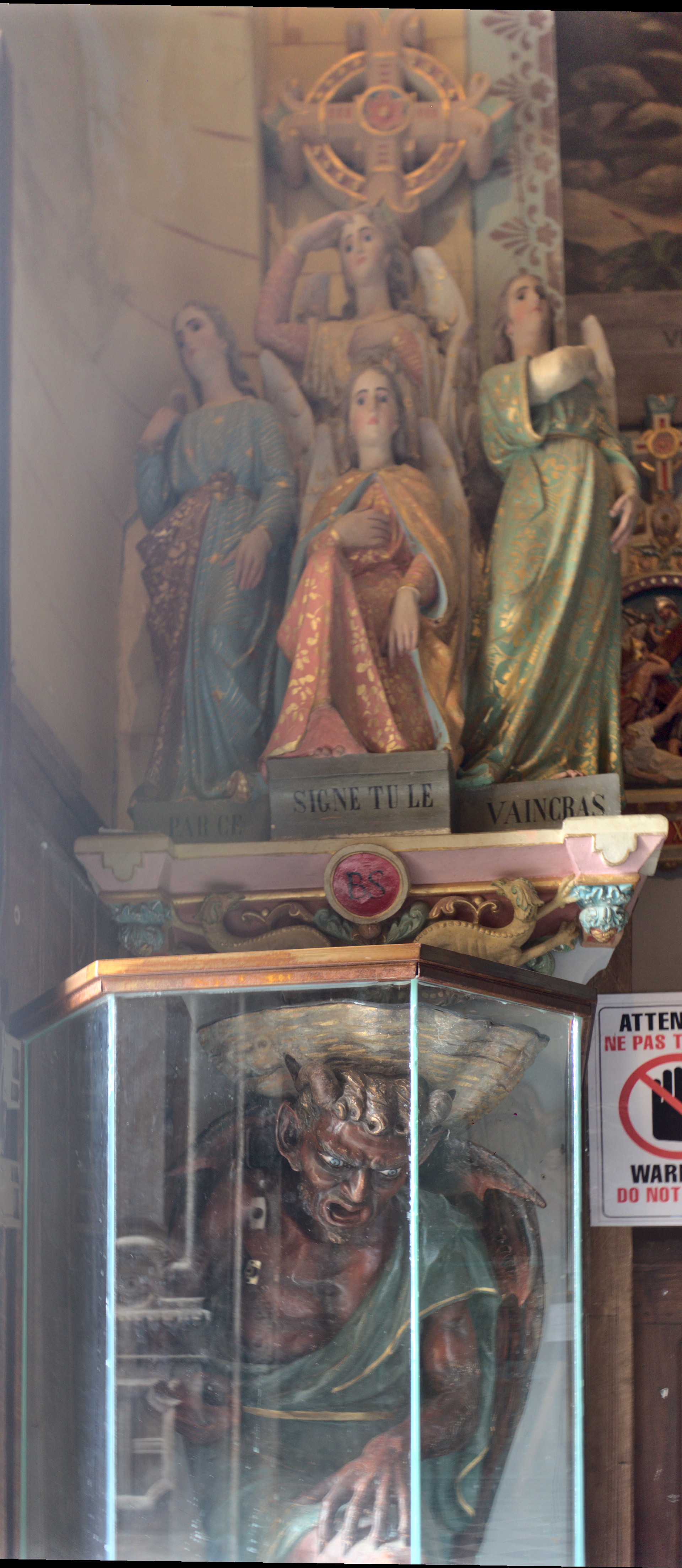
Bénitier dans son ensemble.

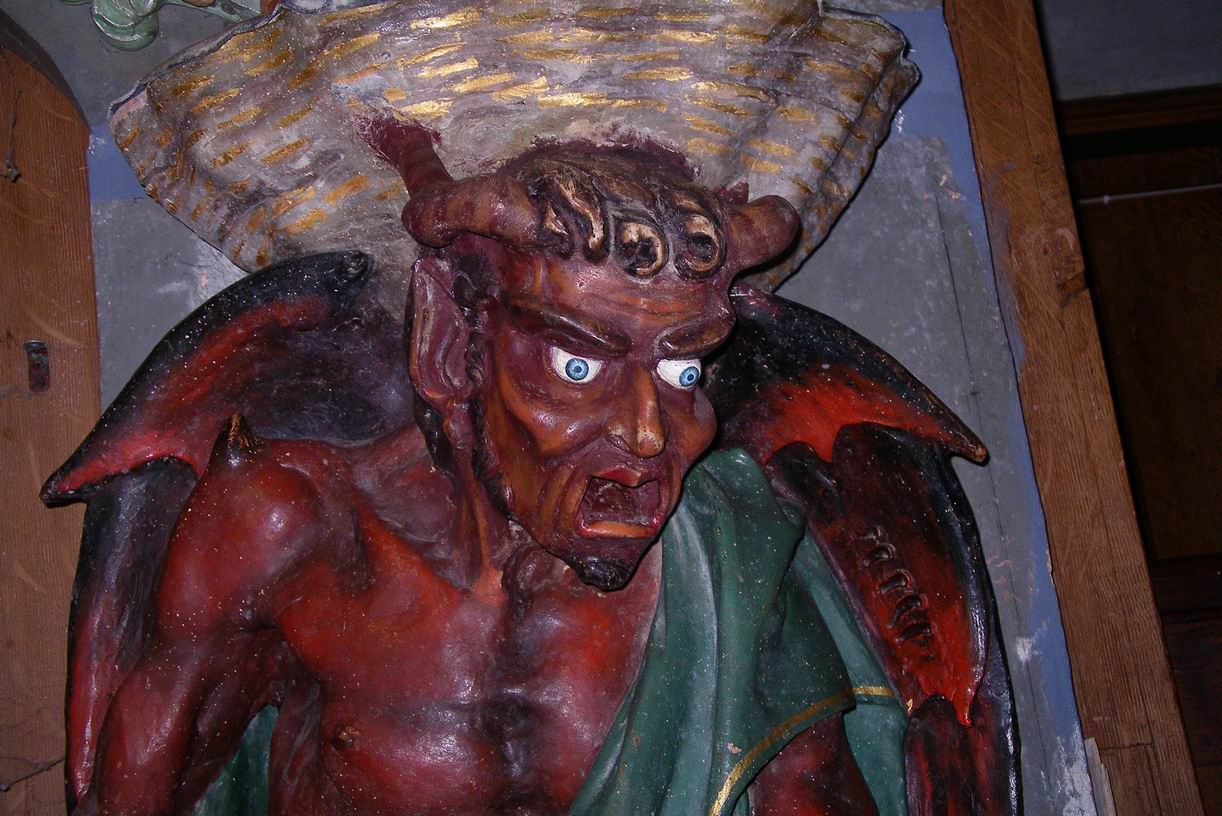
Visage remodelé du diable au bénitier après l'acte de vandalisme de 1995.

Le premier objet d'art qui attire l’œil du visiteur, quand celui-ci pénètre dans l'église de Rennes-le-Château (surtout s'il est croyant et qu'il veut porter la main au bénitier), c'est de découvrir, sur la gauche, la statue dite du « diable au bénitier » (et dénommée « Asmodée »).
Même si, à première vue, cette « apparition » peut sembler déroutante (pourtant une autre statue de ce type existe dans le secteur, à la collégiale Saint-Vincent de Montréal dans l'Aude), le visiteur peut se rassurer en constatant que ce diable est visiblement « écrasé », courbant l'échine sous le bénitier, lui-même surmonté par un ensemble statuaire composé de quatre anges qui le domine. La phrase : « IN HOC SIGNO VINCES » (Par ce signe tu vaincras), qui invite ainsi le geste du signe de croix que doit effectuer le visiteur est tout à fait conforme à la tradition, car ce diable est bien en situation de soumission. Une inscription de deux lettres noires (B.S) écrites un fond rouge semble indiquer la marque de l'auteur (« Bérenger Saunière » ou « Boudet et Saunière » ?), voire une indication ésotérique (« Basalic et Salamandre » ?) ou tout simplement une indication géographique (« Blanque et Sals » ou « Bugarach et Sougraigne » ?), personne n'a résolu ce petit mystère de façon certaine.
Cette statue, très certainement créée à l'initiative de l'abbé Saunière lui-même, mais réalisée par la manufacture Giscard de Toulouse, a été vandalisée à de nombreuses reprises. Celle de 1995 a été assez importante, car son bras droit et sa tête ont été arrachés et très certainement détruits. La statue est alors reconstituée mais est, a priori, jugée par les connaisseurs d’une qualité inférieure à l’original.
Le 23 avril 2017, jour du premier tour de l'élection présidentielle, la statue est de nouveau victime d'un acte de vandalisme. Une jeune femme suspectée de cette dégradation a été mise en examen et son procès s'est déroulé le 27 octobre 2017. À la suite d'une délibération d'une durée d'un mois, le tribunal a donné son verdict, la personne a été reconnue coupable et condamnée à deux mois de prison avec sursis assorti d'une mise à l'épreuve d'une durée de 24 mois avec obligation de soins et interdiction d'apparaître dans cette commune de l'Aude.

#### Le domaine de l'abbé Saunière («Musée Bérenger Saunière»)

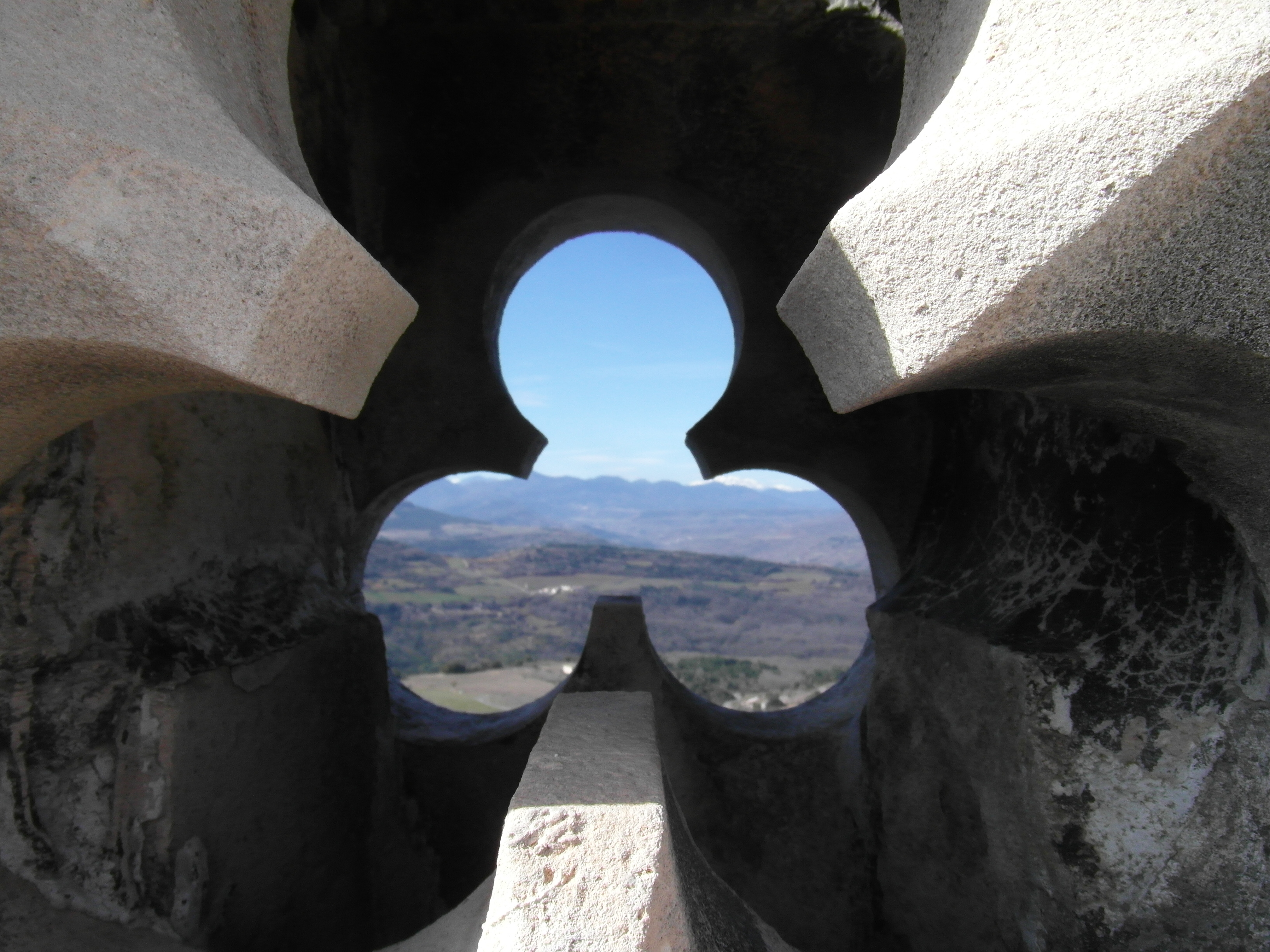
Décoration extérieure de la Tour Magdala.

Devenus propriété de la commune en l'an 2000, le presbytère, et l'ensemble du domaine de l’abbé Saunière qui lui est contigu, ont été aménagés en musée local afin de présenter les informations essentielles sur cet étonnant curé et ses fameuses découvertes qui ont beaucoup fait couler d'encre.
Des panneaux explicatifs, des archives nombreuses, un mobilier d'origine (avec des mannequins de cire représentant l'abbé et sa servante) ainsi que quelques maquettes et des plans permettent de mieux connaitre et comprendre l'origine de l’énigme de Rennes-le-Château. La célèbre « dalle des chevaliers » découverte par l’abbé en 1887 est également visible dans ce lieu chargé d'Histoire. À l'extérieur, les visiteurs du musée peuvent également découvrir la villa Béthanie, une petite maison de style Renaissance entièrement élaborée et imaginée par l'abbé avec sa chapelle intérieure, ainsi que la tour Magdala, tour néogothique bien connue des amateurs de mystères ainsi que jardin d’hiver et le petit parc de l’abbé d'où l'on peut découvrir la tombe du prêtre.
L'entrée de ce petit musée, situé dans l'entresol de la villa Béthanie, près de l'église, est payant (ticket remis à l'entrée), et il propose des visites guidées moyennant un supplément. La plus grande partie du site, notamment le presbytère et la terrasse, en raison de son ancienneté n'est pas accessible aux personnes handicapées se déplaçant en fauteuil roulant. Une petite boutique intégrée au musée propose un guide du visiteur, quelques ouvrages parmi les plus connus, des cartes postales, des DVD, et quelques produits locaux.

#### Site naturel inscrit
Le village et ses abords sont inscrits au titre des sites naturels depuis 1973.

### Association de défense du patrimoine

#### Le cercle du 17 janvier
L’association « Le cercle du 17 janvier » est une œuvre pour favoriser la restauration bénévole des monuments autour de Rennes-le-Château depuis la fin des années 1990.
À ce jour, ce groupe de bénévoles a restauré la tombe de l’abbé Antoine Gélis de Coustaussa, commune voisine de Rennes-le-Château et la tombe du curé Jean Vié de Rennes-les-Bains, autre commune très proche. Cette association a également à son actif la remise en place du calvaire Pierre Delmas, toujours situé à Rennes-les-Bains.

Sélection de photos de panneaux et de lieux remarquables sur le site de Rennes-le-Château
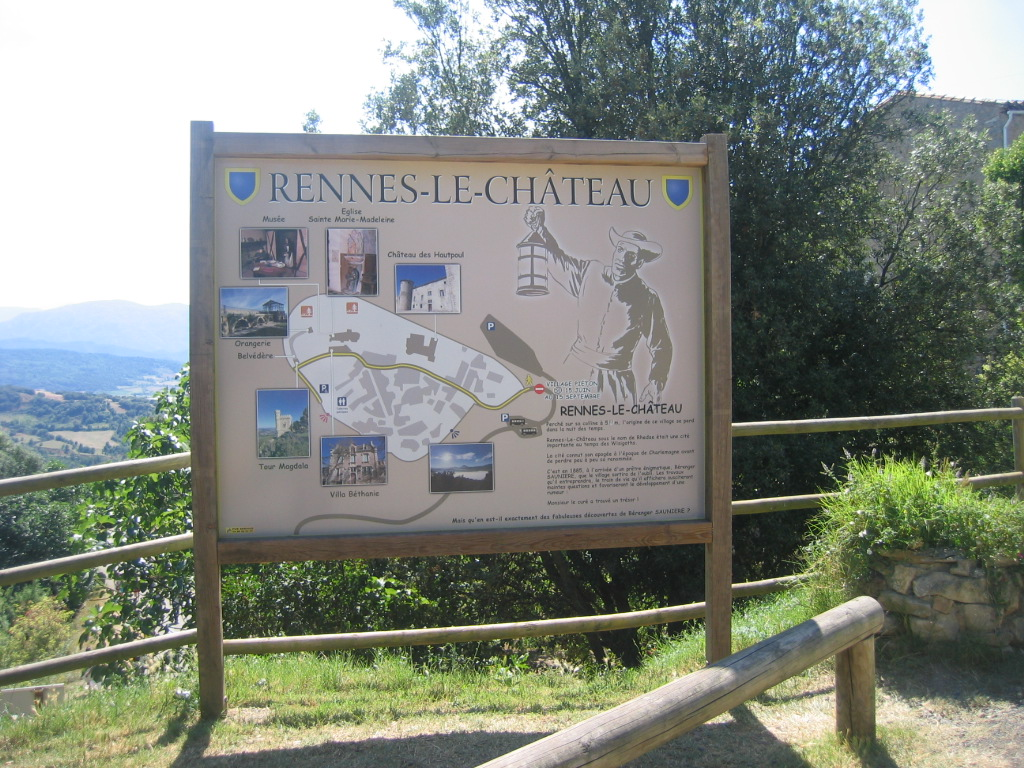
Panneau d'information des visiteurs situé dans le village.
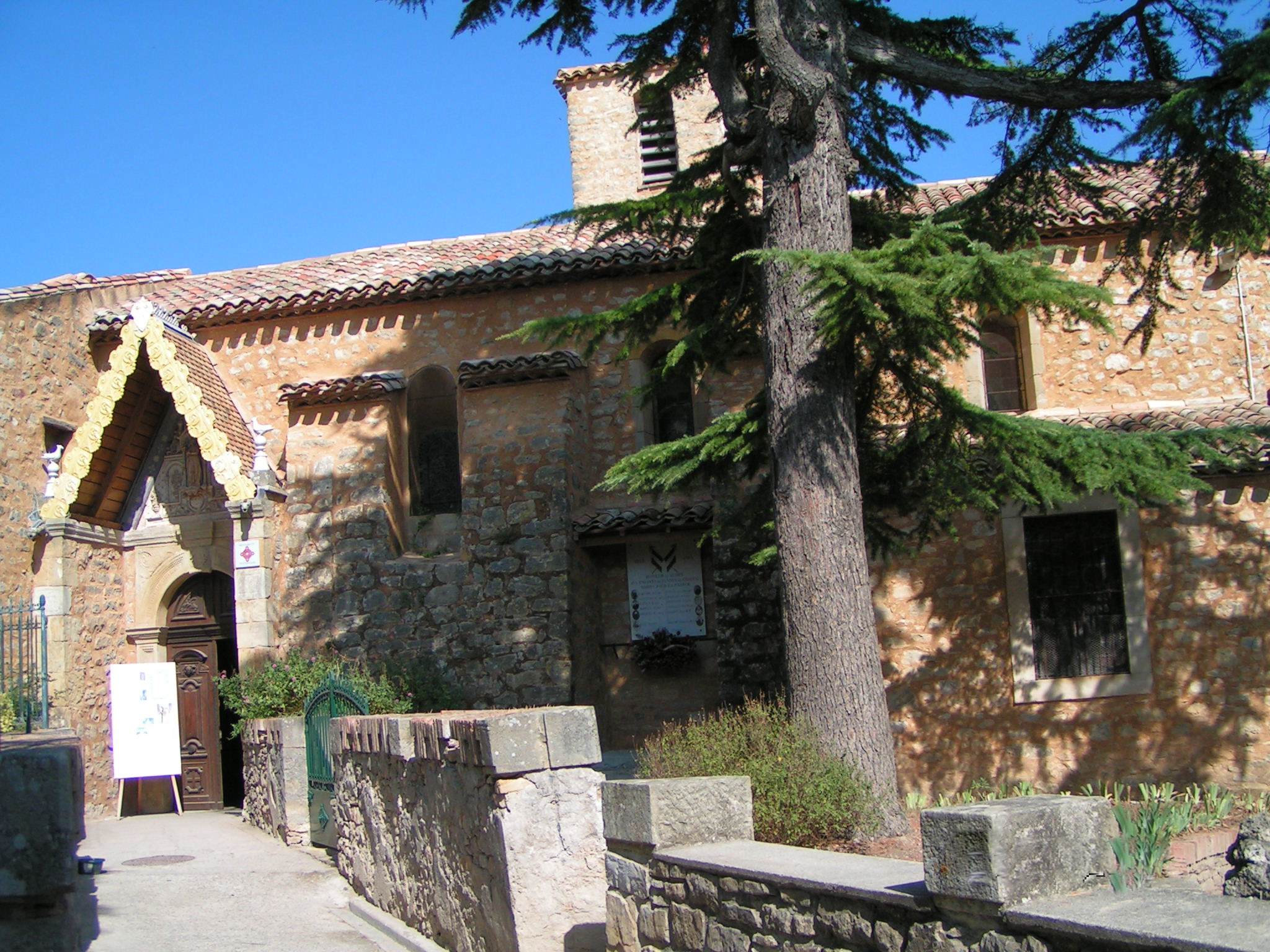
Église Sainte-Marie-Madeleine et son porche.
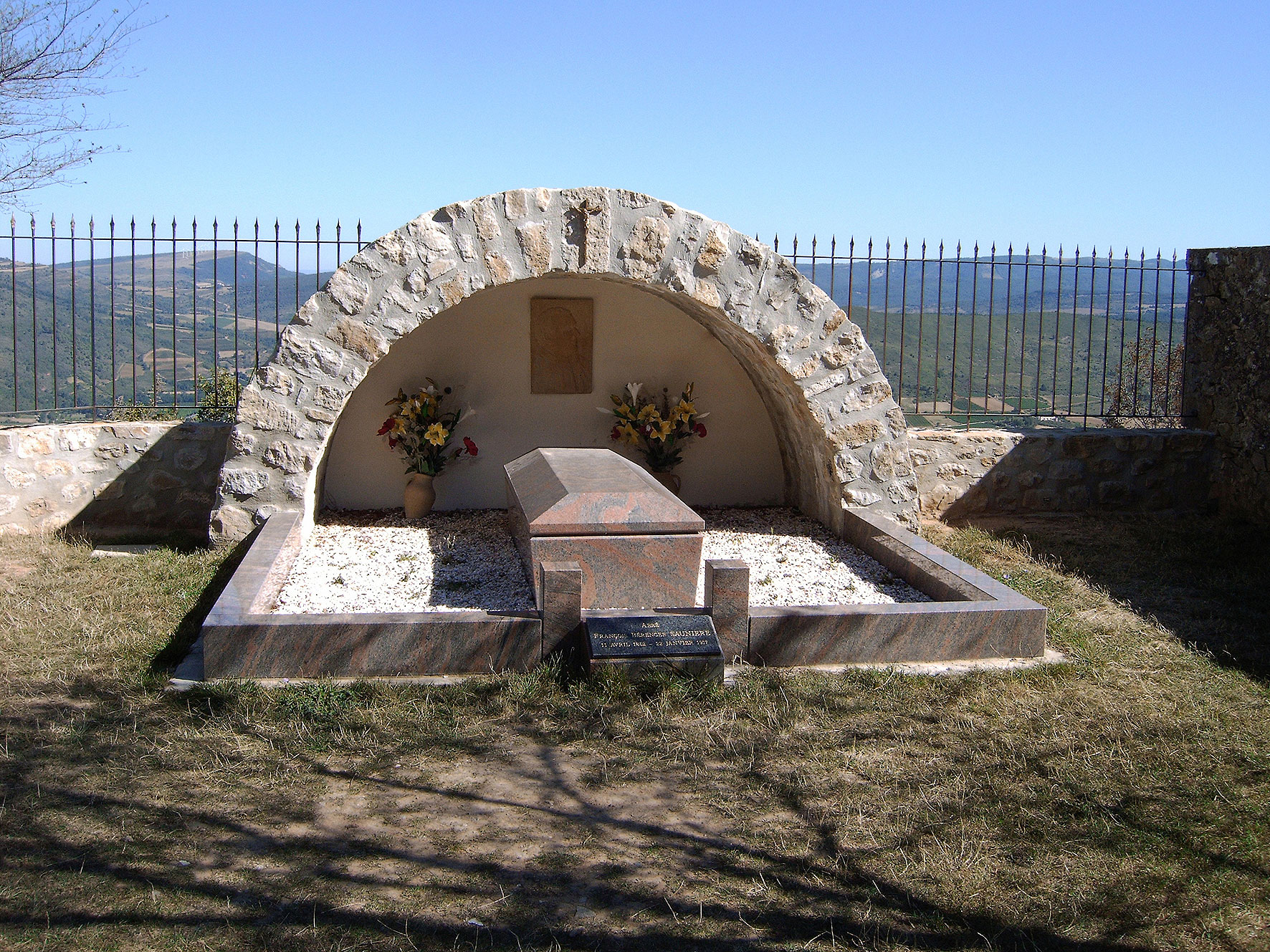
Tombe de Bérenger Saunière dans le parc du domaine..
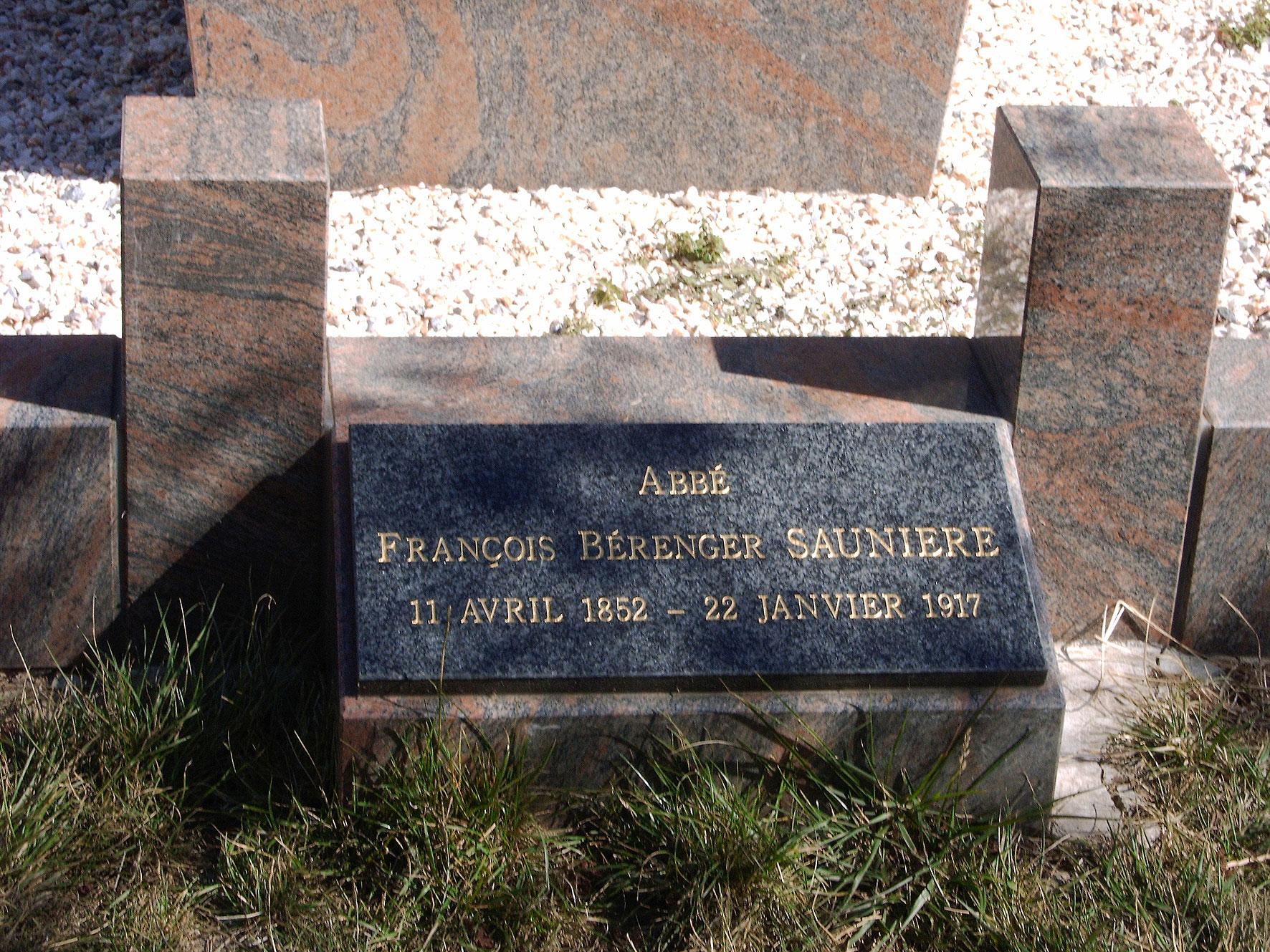
Plaque apposée sur la tombe de Béranger Saunière
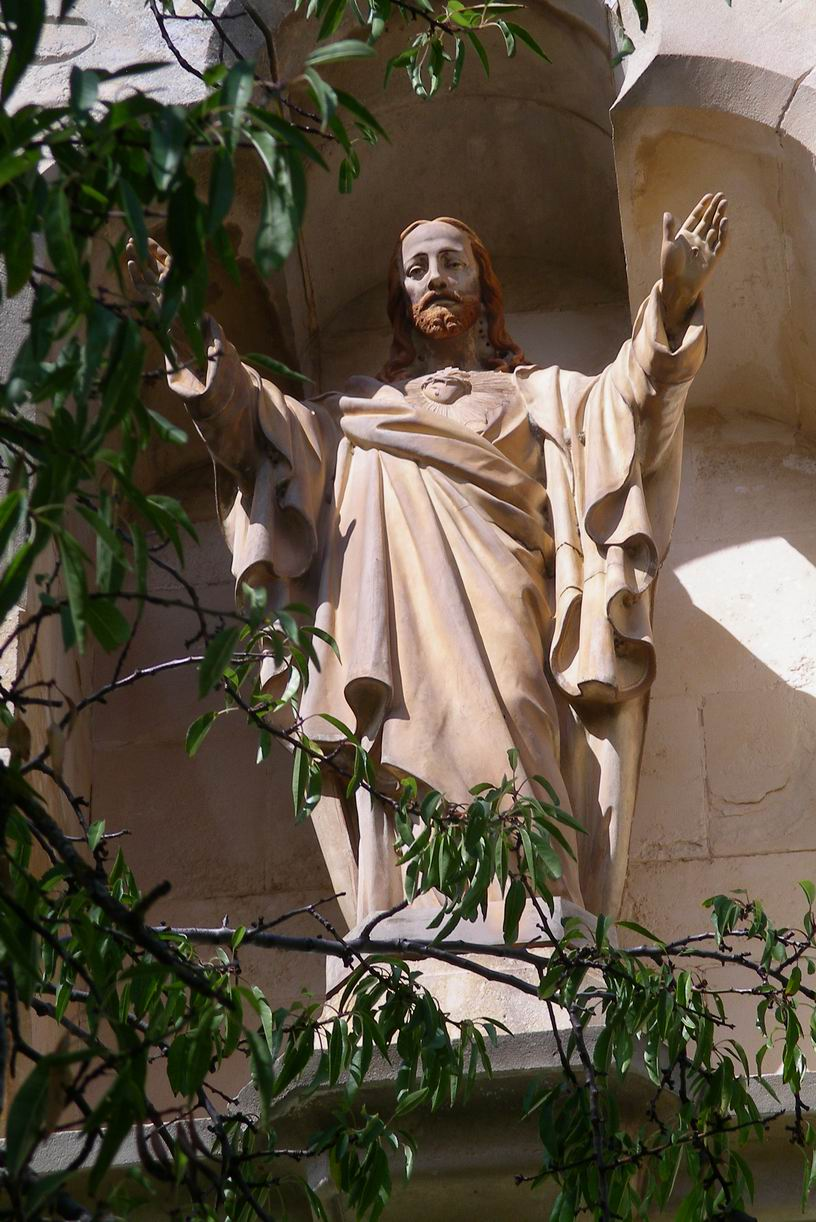
Statue de Jésus-Christ.
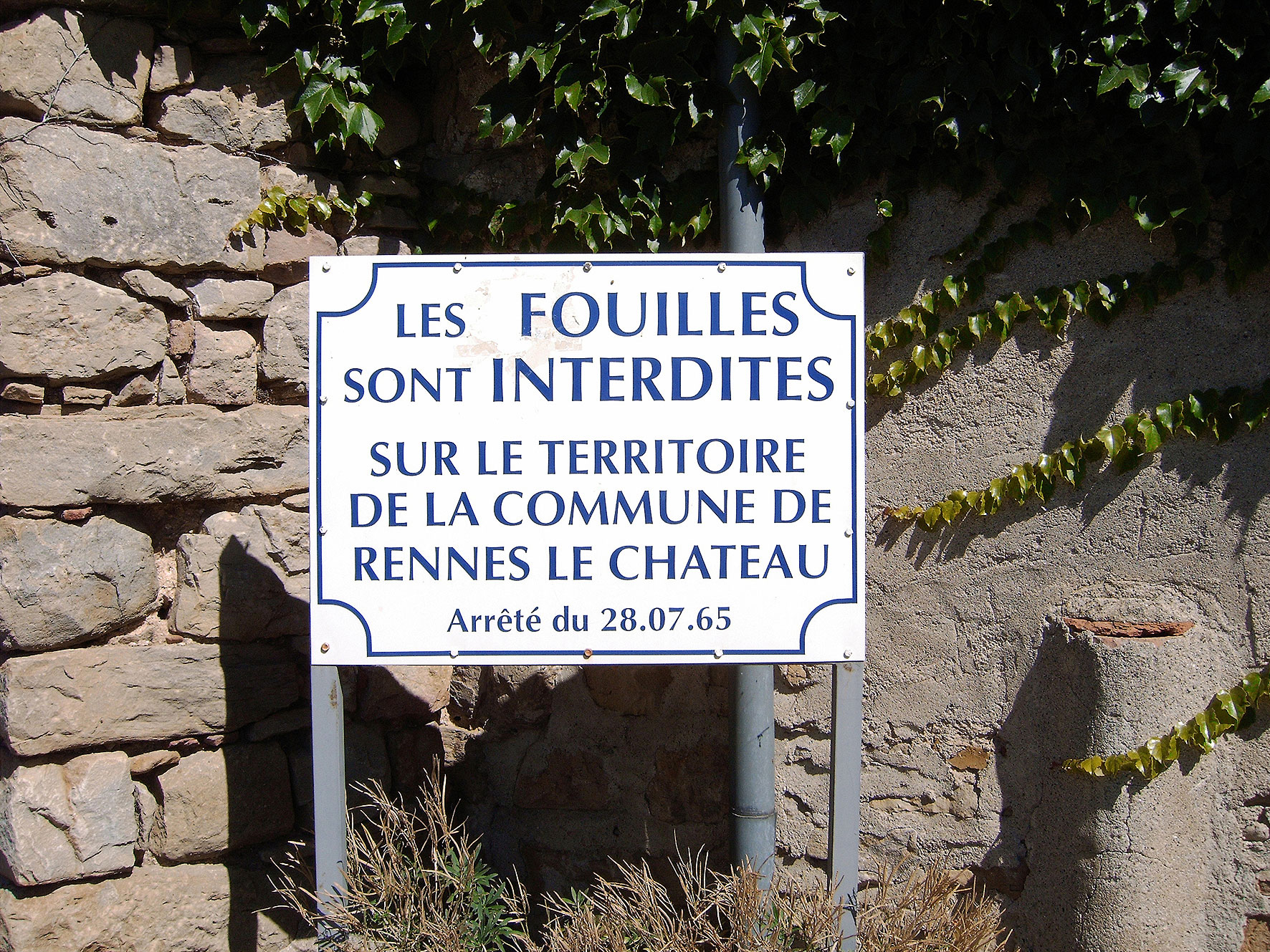
Pancarte officielle « Fouilles interdites ».

### Patrimoine naturel et faune

#### Le patrimoine forestier
Le principal massif forestier du territoire communal est le bois du Lauzet. Cet espace forestier est principalement constitué des essences forestières suivantes : le chêne vert, le chêne pubescent et le châtaignier.
Face au parc du domaine de l'abbé Saunière dans le bourg de Rennes-le-Château, le visiteur peut découvrir deux amandiers

#### La faune

##### Les oiseaux
Selon le site du DREAL Occitanie, Rennes-le-Château est situé sur la zone naturelle du territoire de Couiza, dans la haute vallée de l'Aude. C'est un milieu qui abritent de nombreuses falaises où niche, une espèce remarquable et protégée le vautour percnoptère.
Le territoire communal abrite également différentes espèces d'oiseaux notables comme l'engoulevent d'Europe, le circaète Jean-le-Blanc, le faucon pèlerin, le milan royal, le busard cendré et le grand-duc d'Europe.

##### Les insectes
Selon le site du DREAL Occitanie, les insectes notables du plateau de Rennes-le-Château sont le cordulie à corps fin et la magicienne dentelée.

##### Les mammifères
Toujours selon le site du DREAL Languedoc-Roussillon, les mammifères notables du plateau de Rennes-le-Château sont le campagnol amphibie et un chiroptère, la pipistrelle de Kuhl.

Quelques animaux de la faune de Rennes-le-Château
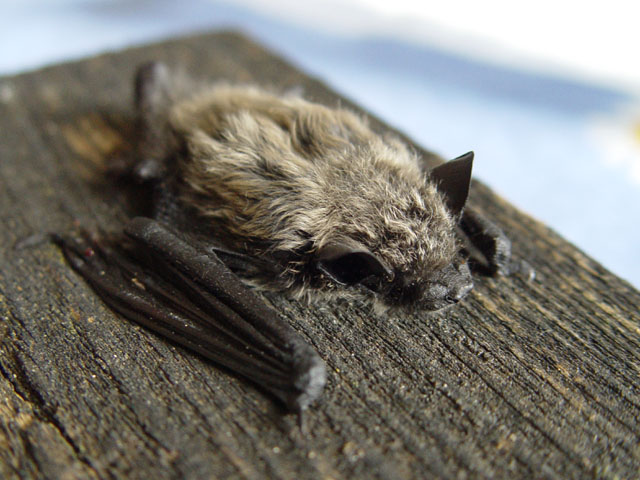
Pipistrelle de Kuhl.
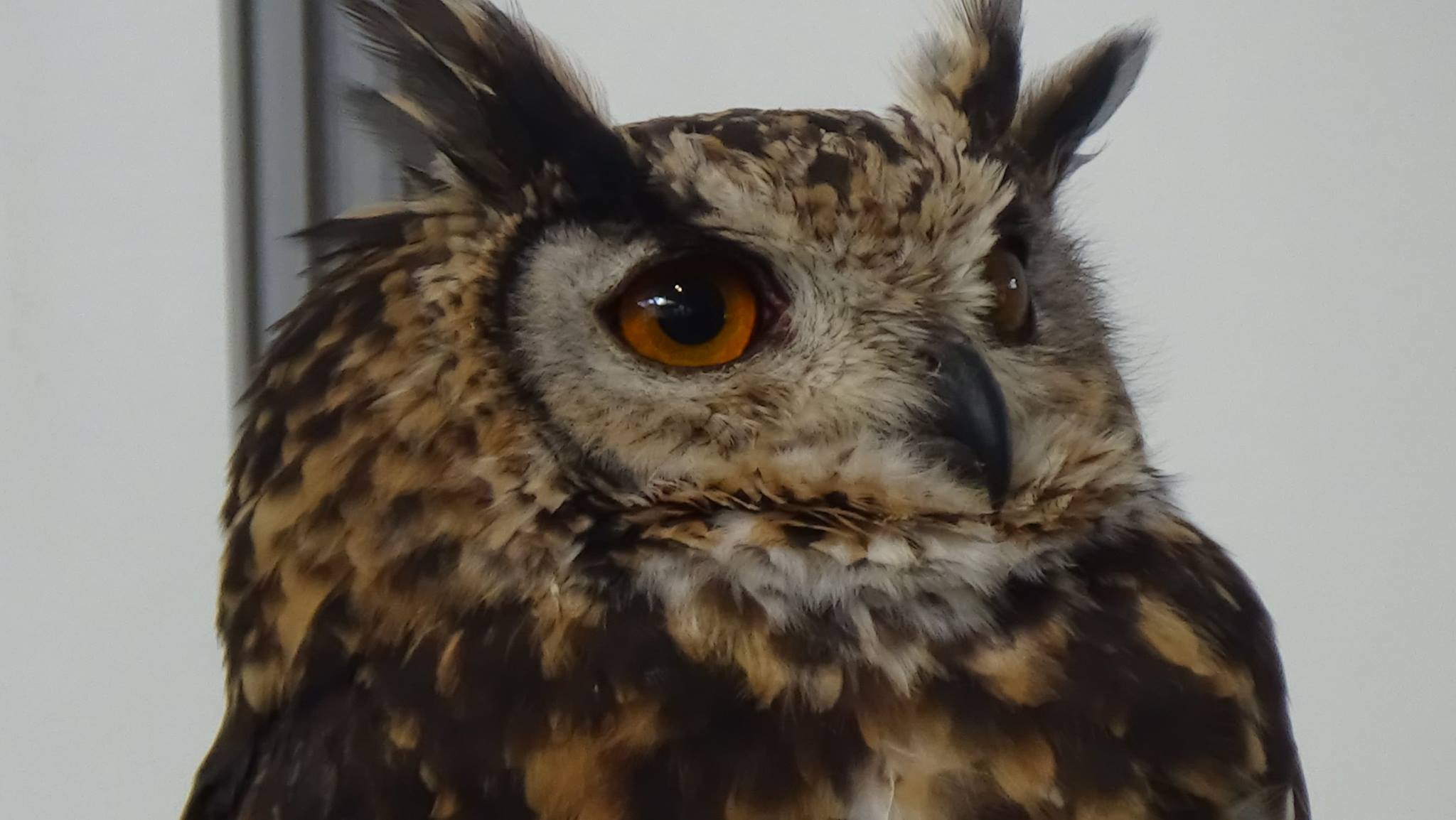
Grand-duc d'Europe.
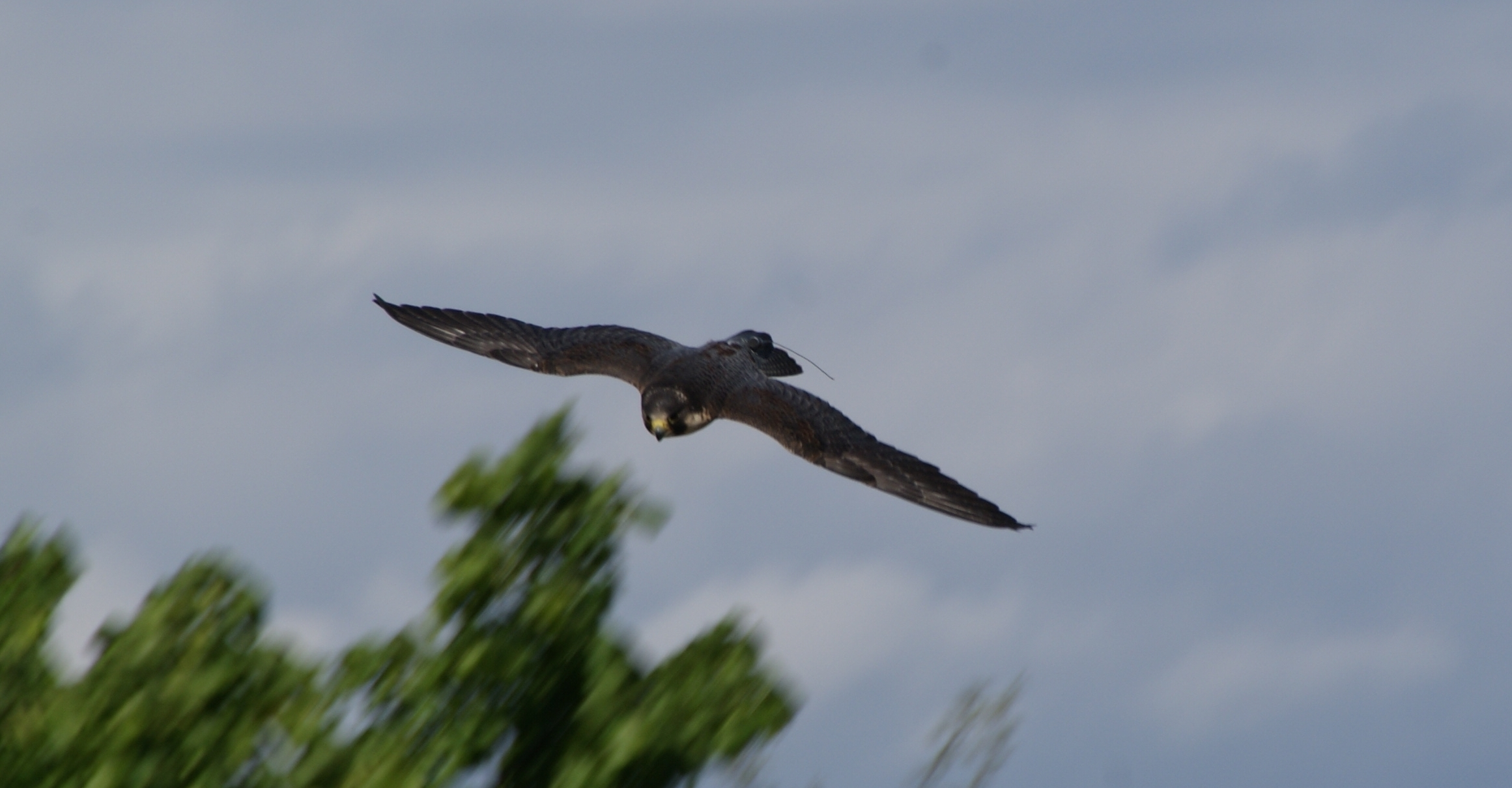
Faucon pèlerin.
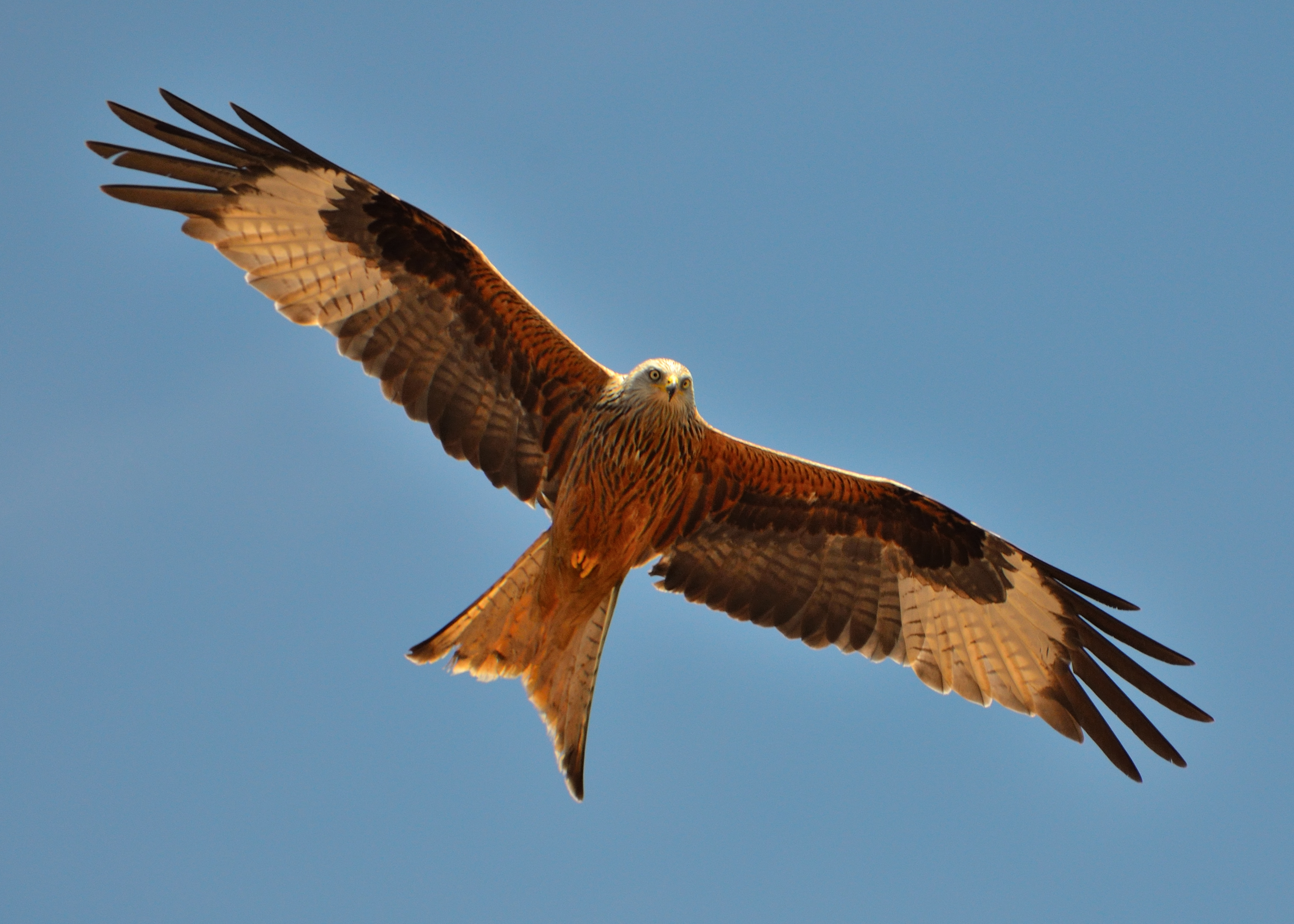
Milan royal.

#### Le patrimoine écologique

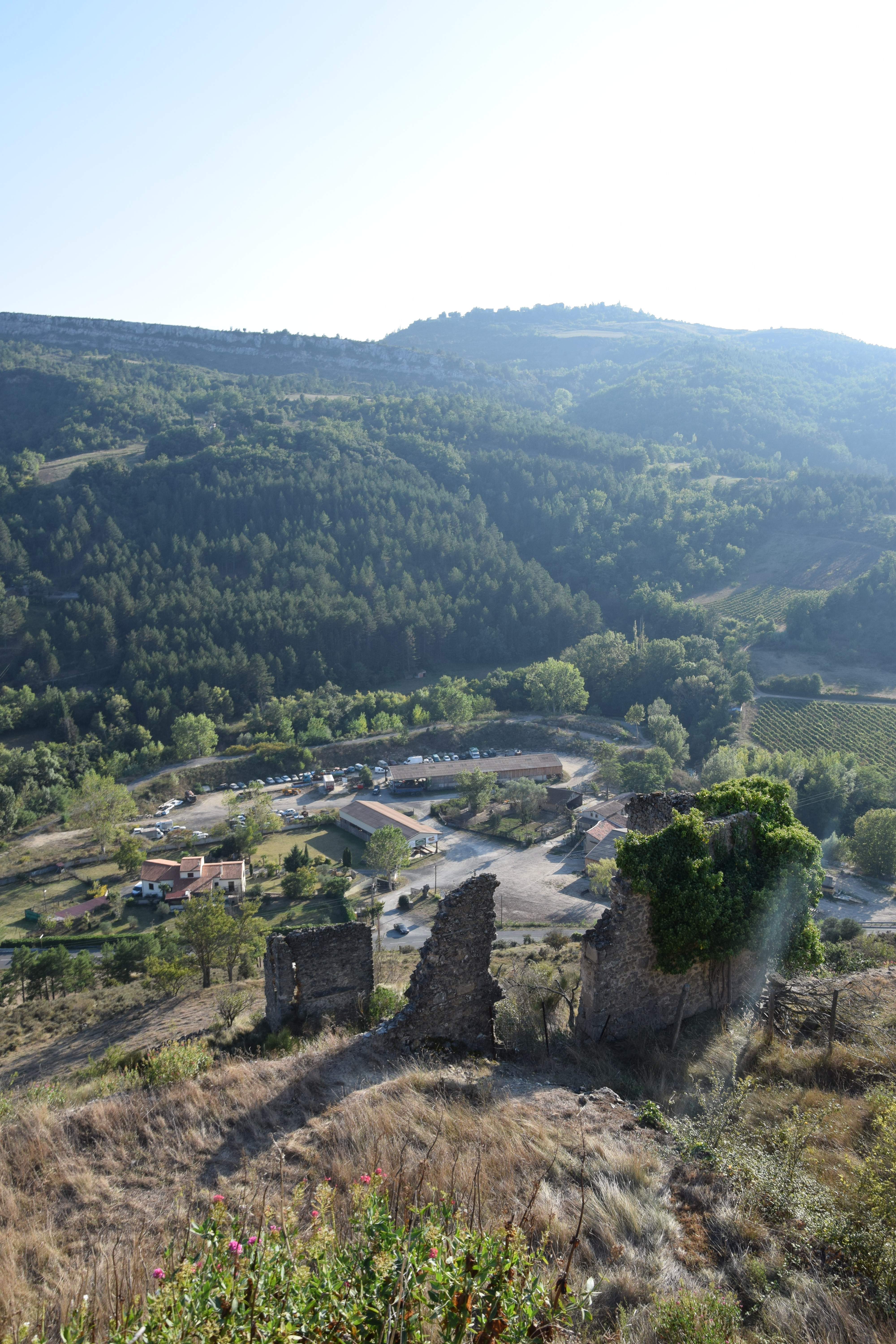
Le site de Rennes-le-Château vu du château de Coustaussa.

##### Le site Natura 2000 des Hautes Corbières
Depuis le 26 septembre 2014, la commune de Rennes-le-Château est affiliée à l'ensemble des réseaux Natura 2000 du massif des Corbières dans l'Aude et plus particulièrement au réseau de la zone de protection spéciale des Hautes Corbières. En effet, à cette date, les ACCA de Félines-Termenès, de Maisons, de Montgaillard, de Rennes-le-Château et de Saint-Hilaire ont signé la charte du site des Hautes-Corbières dans les locaux de l'antenne de Mouthoumet de la Communauté de communes de la Région Lézignanaise, Corbières et Minervois.
Le site Natura 2000 des Hautes Corbières présente une superficie de 28 398 hectares et compte 8 160 habitants. On y dénombre 23 espèces d’oiseaux d’intérêt communautaire comptabilisées sur la zone.
La charte constitue un ensemble de recommandations et d’engagements qui consiste à « encourager la poursuite, le développement et la valorisation de pratiques favorables à la conservation des habitats et des espèces d’intérêt communautaire ». La durée d'adhésion à la charte Natura 2000 est de 5 ans.

##### Le projet de Parc Naturel Régional (PNR)
Le 12 octobre 2009, dans un cadre interdépartemental, les présidents de sept communautés de communes et les quatre-vingt-un maires des communes du périmètre concerné (dont celui de Rennes-le-Château) proposent la saisine du Président de la Région sur un projet d’étude de PNR en Corbières-Fenouillèdes. L’étude de faisabilité opportunité du PNR des Corbières-Fenouillèdes est portée actuellement par la Communauté de communes Agly Fenouillèdes à l'initiative du projet et gestionnaire (pilote) du groupement de commande.
À la suite de l’avis favorable de la Région Languedoc-Roussillon intervenu en novembre 2011, l’étude de faisabilité a démarré le 11 octobre 2012 sur le terrain en collaboration avec un cabinet expert en études territoriales. Dès lors, le périmètre d’étude a été étendu à 106 communes.
Ce projet concerne deux départements (Aude et Pyrénées-Orientales), dix intercommunalités (« Communauté de communes des Pyrénées Audoises », « Communauté de communes du Pays de Couiza », « Communauté de communes des Corbières », « Le Grand Narbonne », « Communauté de communes de la Région Lézignanaise, Corbières et Minervois », « Communauté de communes des Pyrénées Audoises », « Perpignan Méditerranée Métropole », « Communauté de communes Vinça Canigou », « Communauté de communes Agly Fenouillèdes »,

### Patrimoine et tradition orales

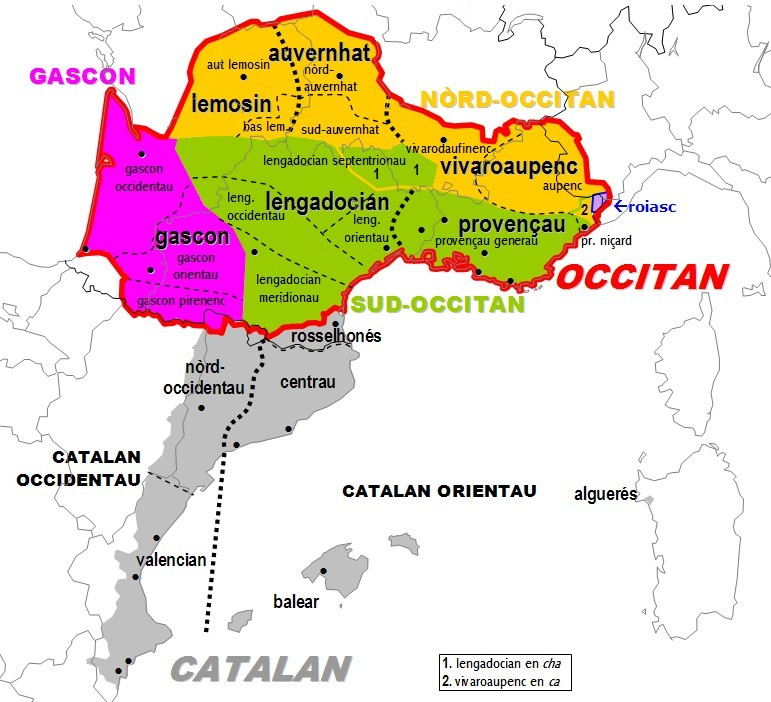
Dialectes et sous-dialectes de l'occitan selon D. Sumien.

Le territoire de la commune de Rennes-le-Château, à l'instar de toutes les communes du département de l'Aude, se situe dans l'aire linguistique de l'occitan et du languedocien qui est un dialecte de cette langue. Il est parlé principalement dans tout le Languedoc, mais aussi et en Guyenne,,.
Selon de nombreux spécialistes (Louis Alibert, Jules Ronjat), le languedocien étant découpé en plusieurs sous-groupes dites de « variations linguistiques », le secteur de Rennes-le-Château appartiendrait à celui du patois « carcassonais » ou « central ». Le linguiste Domergue Sumien, évoque, quant à lui, le languedocien méridional, thèse reprise par le romaniste français, professeur à l'université de Poitiers, spécialiste de littérature et de linguistique occitane, Pierre Bec (voir carte).
Au niveau régional, en l'absence de recensement linguistique, il est difficile d'obtenir des chiffres précis sur le nombre de locuteurs usant de l'occitan ou de toutes ses variétés dialectales. Les dernières enquêtes globales sur l'occitan donnent un nombre de locuteurs entre 500 000 et 700 000 pour l'ensemble de la langue. L'UNESCO, qui est le seul organisme à traiter indépendamment le languedocien, donne un nombre de locuteurs environ 500 000, et le considère comme gravement menacé, cependant Rennes-le-Château et sa région se situant dans une zone rurale, ces secteurs peuvent présenter (notamment chez les personnes les plus âgées originaires du canton) de nombreux locuteurs habituels ou occasionnels.

### Gastronomie locale
De par sa taille modeste, Rennes-le-Château n'a pas de spécialités culinaires proprement dites, mais le village se situe dans la région touristique, dite du Pays cathare dont le nom a été déposé comme une marque par le Conseil départemental de l'Aude et qui présente de nombreuses spécialités de nature alimentaire, autant dans la production (vins, fruits, légumes, viandes) que dans l'art culinaire. On peut découvrir dans les restaurants locaux, quelques spécialités régionales, telles que des boissons comme la blanquette ou le crémant de Limoux qui peuvent accompagner la consommation de fromages comme le pélardon (ou Pélardou) qui est un petit fromage fabriqué à base de lait cru de chèvre, à pâte molle à croûte naturelle, d'un poids moyen de 60 grammes.
Le plat le plus répandu dans la région est le fréginat (en français « fricassée »), qui est un plat traditionnel du massif des Corbières, réalisé avec du sanglier ou de la viande de porc. Au niveau local, ce plat est généralement mijoté avec des morceaux de l'échine et du collier de porc, du coulis de tomate, de la graisse de canard, des oignons et échalotes, le tout parfumé aux herbes de garrigue (laurier noble et thym, et parfois du romarin) qui rappellent la végétation de cette petite région montagneuse.

### Personnalités liées à la commune

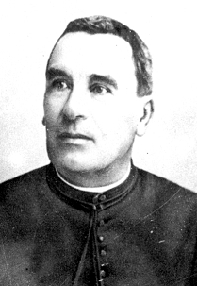
L'abbé Bérenger Saunière.

- Bérenger Saunière (1852-1917) : célèbre curé de Rennes-le-Château.
- Noël Corbu (1912-1968) : restaurateur au village

### Rennes-le-Château dans les arts et la culture

#### Initiatives culturelles locales
Une chasse au trésor, sous une forme ludique (primée de 3 000 €), a été organisée par un magazine spécialisé dans les chasses aux trésors (Thesaumag) sur le territoire de Rennes-le-Château (avec la participation de la mairie) en 2004.
Une visite dite « théâtralisée » payante, organisée par le guide touristique local « Légende d'oc » avec le concours l'AFPA de Carcassonne a été mise en place, depuis l'été 2016, sur le site du domaine de l'abbé Saunière avec le concours de onze stagiaires en formation de guides touristiques. Cette manifestation à vocation autant touristique que culturelle semble, selon les déclarations mêmes des organisateurs, être appelée à se renouveler pour l'année 2017.

#### Rennes-le-Château dans les jeux vidéo
Le jeu vidéo Gabriel Knight : Énigme en Pays cathare, troisième opus de la série Gabriel Knight, est consacré au mystère de Rennes-le-Château et de l'abbé Saunière. Le jeu se déroule à Rennes-le-Château et ses alentours et reconstitue plusieurs lieux réels de la région.
Le troisième épisode de la série Xenosaga désigne sous le nom de Rennes-le-château une terre sacrée flottant dans l'espace.

#### Rennes-le-Château dans la littérature
- Jean-Michel Thibaux, L'Or du diable (1987), publié aux éditions Orban, qui a inspiré la série du même nom, diffusé à la télévision française. La trame de ce récit se base sur la vie très romancée de l'abbé Saunière, de sa servante et de leur « fabuleuse découverte »
- Jean-Michel Thibaux, Le secret de l'abbé Saunière (2005), publié aux éditions Plon, se basant sur le même thème que son précédent livre évoquant le mystérieux trésor caché et de la vie aventureuse de l'abbé.
- Steve Berry, L'Héritage des Templiers (2006)
- Kate Mosse, Sépulcre (2008), publié aux éditions J-C Lattès, narrant les aventures d'une frère et d'une sœur qui font ensemble la découverte d'une tombe très ancienne, datant de l'époque wisigothique dans la région de Rennes-le-Château et qui cache un mystérieux secret millénaire.
- Éric Maneval, Rennes-le-Château, Tome Sang (2012), publié aux éditions Terre de Brume, présente de façon originale, mélangeant légende et réalité, la vie de deux personnages, conjoints de circonstance, mais que tout sépare et dont l'arrivée dans la région de Rennes-le-Château va bouleverser la vie.
- Guillaume Prévost, Cantique de l'assassin (2016), publié aux éditions Nil, narrant le déroulement d'une enquête policière (le meurtre d'un prêtre) qui conduira l'enquêteur François-Claudius Simon, chargé de l'enquête, sur les traces de l'abbé Saunière et de sa richesse autant mystérieuse que mythique.
- Robert Azaïs, Petits meurtres et manigances à Rennes-le-Château, Pollestres, TDO éditions, coll. « Histoire du Sud », 2016, 332 p. (ISBN 978-2-36652-153-5, BNF 45012089), roman dont l'action se déroule à Rennes-le-Château à l'époque de Charlemagne.

#### Rennes-le-Château dans la bande dessinée
- Collection Mystère Rennes-le-Château T1, "Le secret de l'abbé". "Ici s'arrête le temps, ici comme le rêve", album 2021 Axel Graisely au scénario et Lobé comme illustrateur. Lhistoire de Rennes-le-Château à travers des cahiers secrets : les gens marchent sur de l'or sans le savoir.. T1  (ISBN 978-2-37483-012-4) édition Prestance diffusion
- Collection Mystère Rennes-le-Château T2, "L'or du diable". "Ici s'arrête le temps, ici comme le rêve", album 2021 d'Axel Graisely au scénario et Lobé comme illustrateur. Lhistoire de Rennes-le-Château à travers des cahiers secrets : Avec ce que le curé avait laissé, il y avait de quoi nourrir le village pendant cent ans et qu'il en resterait encore.. " ...T2  (ISBN 978-2-37483-018-6) édition Prestance diffusion.
- L'héritage du Diable - Tome 1 : Rennes-le-Château, album de Jérôme Félix et Paul Gastine, publié aux Éditions Grand Angle. Dans la bande dessinée, les auteurs situent la commune dans le canton d'Arques, qui se trouve en réalité dans le Pas-de-Calais. En outre, ses habitants utilisent des expressions typiquement normandes comme cheu li « chez lui ».
- Le Secret de l'abbé Saunière, d'Antoine Captier et Michel Marrot, album publié aux Éditions Œil du Sphinx. Les auteurs, originaires de la région de Rennes-le-Château, ont recueilli, grâce à leurs familles, des témoignages directs sur l'aventure de l'Abbé Saunière à Rennes-le-Château.
- Harry Dickson 13. L'héritage maudit de Rennes-le-Château, de Nolane et Olivier, album publié chez Soleil Productions. Harry Dickson est un détective créé par Jean Ray dans les années 1930. La bande dessinée est une adaptation moderne de ses aventures toujours liées à des phénomènes étranges et plus ou moins fantastiques.
- Rennes-le-Château « les Sources », de Rudy, livre de 238 pages, illustré de 50 planches de bande dessinée publié chez Warcardia. Ce livre, qui se veut « révélateur » de l'énigme, est un mélange original d'un récit et d'une bande dessinée.

#### Rennes-le-Château au cinéma

##### Les films
- Revelation (2001) est un film britannique réalisé par Stuart Urban. Le scénario du film se base sur l'existence d'un complot d'une loge maçonnique templière visant à s'approprier une relique judéo-chrétienne dénommée le « Loculus ». L'enquête menée par un certain Jake Martel, fils de Magnus Martel (rôle interprété par Terence Stamp) les impliquent dans la légendaire lignée mérovingienne de Rennes-le-Château qui entraînera la révélation d'un incroyable secret. Ce thriller mystico-religieux emmène le spectateur dans le fameux mythe de la supposée descendance du Christ, rappelant une des plus célèbres supercherie qui rendit célèbre la commune de Rennes-le-Château. Ce film s'inscrit donc dans l'univers des passionnés d'ésotérisme avides de secrets[174].

#### Rennes-le-Château à la télévision

##### Lestéléfilms
- L'Or du diable est une série télévisée française, diffusée en couleur en 1989, découpée en six épisodes de 52 minutes. Celle-ci a été réalisée par Jean-Louis Fournier, à la suite d'une adaptation du roman cité précédemment. L'acteur principal est Jean-François Balmer dans le rôle de l'abbé Saunière. Ce téléfilm, diffusé pour la première fois sur FR3 en février 1989, est une évocation très libre et très romancée de la véritable histoire de l'abbé. En l'absence d'une autorisation de la municipalité de l'époque, les scènes extérieures n'ont pas été tournées à Rennes-le-Château, mais dans la commune de Pégairolles-de-Buèges, petit village de département de l'Hérault, choisi pour sa ressemblance avec Rennes-le-Château, et dans la grotte de la Clamouse pour les scènes souterraines[175].
- Meurtres à Carcassonne est un téléfilm français, diffusé en 2015, de Julien Despaux avec Bruno Wolkowitch, Rebecca Hampton, Benjamin Baroche et Philippe Nahon. Ce téléfilm, qui est le huitième épisode de la Collection Meurtres à..., relate une enquête policière dans le milieu ésotérique et quelques scènes ont été tournées devant la tour Magdala et sur la terrasse du domaine de l'abbé Saunière à Rennes-le-Château. La référence au trésor des templiers y est relatée de façon explicite. Sa première diffusion sur la chaîne de télévision française, France 3, a été effectuée en première partie de soirée, le 9 mai 2015. Le maire de la commune, Alexandre Painco, a participé au tournage de ce téléfilm en jouant, en qualité de figurant, le rôle d'un templier[176].

##### Lesémissions de télévision
- La roue tourne (1961) est une émission de la télévision française de Jean-François Chiappe animée par l'animateur Guy Lux et Marina Grey. Il s'agit d'un jeu télévisé diffusé en mai 1961 qui évoque pour la première fois à la télévision (mais sous une forme d'un reportage ludique), l'hypothétique trésor de Rennes-le-Château avec l'aide bienveillante du restaurateur Noël Corbu[177],[178].
- Mystères (1992), émission no 2 présenté par Alexandre Baloud, sur la chaîne de télévision française TF1 - « Le trésor de Rennes-le-Château », diffusé le (12 octobre 1992). Il s'agit du troisième reportage d'une émission qui en présente généralement entre quatre et cinq à la suite.
- Sociétés secrètes - Les masques des comploteurs (2013) est une émission d'investigation de la chaîne allemande ZDF, diffusée sur la chaîne franco-allemande ARTE, première diffusion le 14/08/2016 en France et en Allemagne sur cette chaîne[179]. Cette enquête effectuée par l'historien allemand Marian Füssel (diffusée dans la première partie de l'émission), dénonce le rôle de Pierre Plantard dans la création du mythe d'une filiation du Christ en s'appuyant sur le texte d'hypothétiques parchemins supposés découverts par l'abbé Saunière dans l'église de Rennes-le-Château, en omettant, cependant, d'évoquer le concours de circonstances qui a amené, par hasard, Pierre Plantard à Rennes-le-Château. En effet, l'hypothétique découverte d'un « trésor » à Rennes et la pseudo ancienneté du « prieuré de Sion », n'ont, à l'origine, aucun lien commun[Note 8].
- The believers (2016) est une série documentaire française basée sur la recherche et la compréhension des phénomènes paranormaux présentée et réalisée par Sandy Lakdar et Jonathan Dailler qui partent enquêter à travers l’Europe dans des lieux chargés d’histoire et « la compréhension des phénomènes paranormaux liés à une possible survivance de l'âme ». Ces deux enquêteurs sont venus en octobre 2016 pour effectuer un tournage de deux jours à Rennes-le-Château et ils ont eu accès à l'ensemble de l'ancien domaine de l'abbé Saunière y compris le presbytère. Cette émission sera diffusée sur le site web communautaire Vimeo, et ultérieurement sur la chaîne de télévision Planète+[180].

### Héraldique
| Rennes-le-Château | Son blasonnement est : D'azur à la bordure d'or. |